# Potsdamer Stadtschloss
Das Potsdamer Stadtschloss ist ein Profanbau am Alten Markt in Potsdam. Es diente ab 1670 als Residenz der brandenburgischen Kurfürsten und preußischen Könige sowie ab 1918 als Sitz des Potsdamer Magistrats und der Stadtverordnetenversammlung. Im Auftrag Friedrichs II. und nach Plänen von Georg Wenzeslaus von Knobelsdorff in den Jahren 1747–1750 umgebaut, galt es als ein Hauptwerk des Friderizianischen Rokoko.
Im Zweiten Weltkrieg 1945 vollständig ausgebrannt, wurde das Stadtschloss in der Deutschen Demokratischen Republik 1959–1960 abgerissen. Auf einen Beschluss des Landtags Brandenburg wurde es 2010–2013 nach Plänen von Peter Kulka unter Verwendung von Spolien äußerlich wiederaufgebaut und dient seitdem als Sitz des Landesparlaments. Das Stadtschloss ist eines der größten Bauwerke Potsdams und prägt im Ensemble mit dem Alten Markt, dem Marstall und dem Lustgarten das Stadtbild.

## Überblick

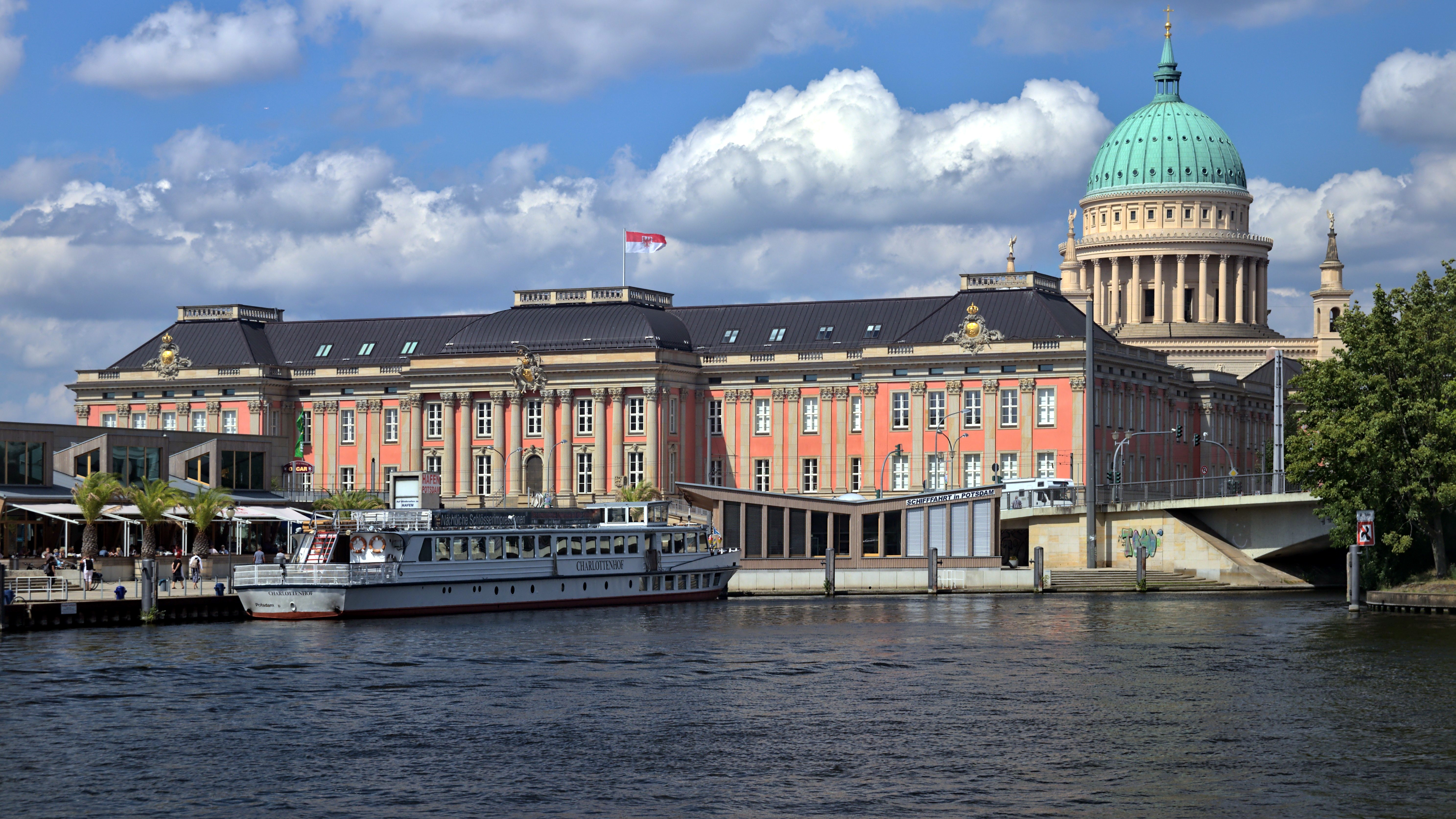
Stadtschloss mit Nikolaikirche im Hintergrund

Das Bauwerk ist das flächengrößte Gebäude Potsdams. Die Lage zwischen dem Stadtkern im Norden und der Havel im Süden macht es aus allen Richtungen zu einem markanten Gebäude, das einen wichtigen Orientierungspunkt innerhalb der Stadt darstellt.
Als Ensemble aus Lustgarten mit Neptunbassin, Marstall und mit den umliegenden Lustschlössern hatte das Alte Stadtschloss überregionale Bedeutung. Gärten, Architektur und originale Raumausstattungen zeigten mit Gestaltungsformen des Barock (Schlüter), friderizianischen Rokoko (Knobelsdorff), und Klassizismus (Schadow) die unterschiedlichen Auffassungen verschiedener Epochen.
Das Neue Stadtschloss ist äußerlich eine weitgehende Rekonstruktion unter Verwendung von Spolien des 1945 ausgebrannten und zu DDR-Zeiten abgetragenen Schlossbaus, der 1747–1750 im Auftrag des Königs Friedrich II. nach Plänen des Architekten Knobelsdorff entstand. Der im Januar 2014 eingeweihte Wiederaufbau dient als Sitz des Landtages Brandenburg und hat einen von Peter Kulka entworfenen, funktionalen Innenausbau. Die Rekonstruktion der barocken Fassaden wurde durch bürgerschaftliches Engagement ermöglicht, vor allem durch Günther Jauch (Fortunaportal) und eine Großspende über 20 Millionen Euro des SAP-Gründers Hasso Plattner.

## Altes Stadtschloss

### Von der Burg zum Schloss

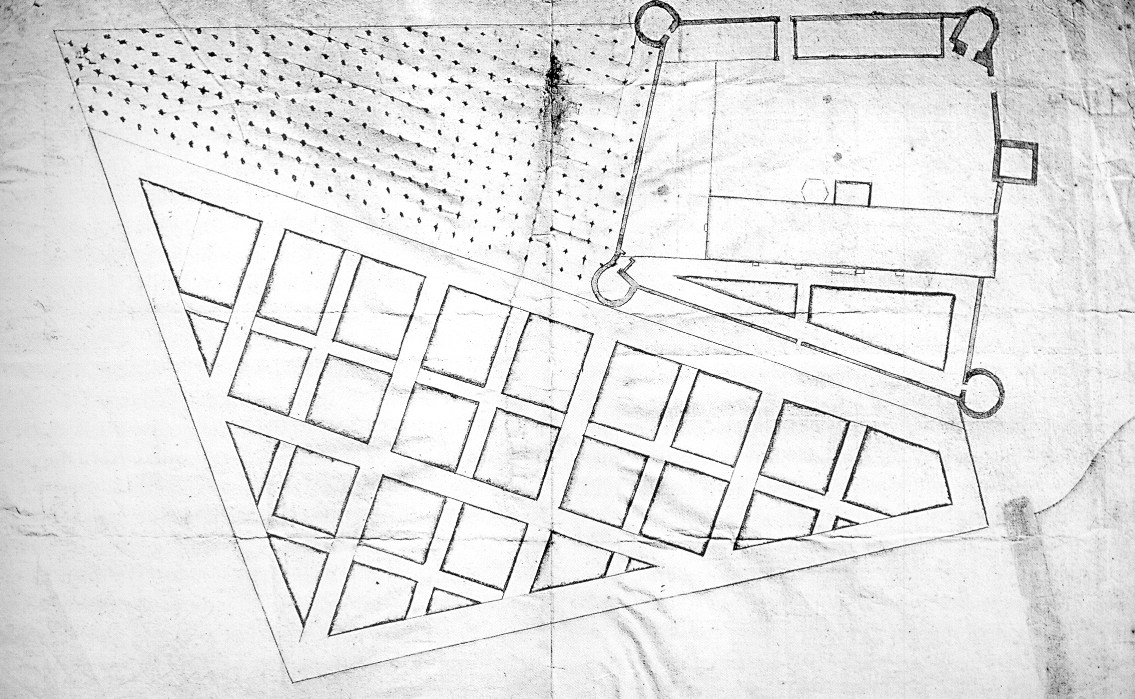
Grundriss der mittelalterlichen Burg von Potsdam

Im Jahre 993, der ersten urkundlichen Erwähnung Potsdams, befand sich am Havelufer eine Festung. Sie war zeitgleich mit der kleinen Siedlung Poztupimi am Havelufer entstanden und sollte es gegen Feinde schützen. Als 1157 die Askanier ihren Einflussbereich von Magdeburg ausdehnten und die Mark Brandenburg eroberten, vertrieben sie die Slawen und begannen von hier aus die Wanderströme zu kontrollieren. Die Havel verlief nahe der Festung sehr flach, was viele Wanderer vom Havelland nach Teltow zum Übertritt an dieser Stelle bewog, zudem befand sich hier ein Holzsteg, die spätere erste Brücke Potsdams. Zunächst wurde die Festung den anderen Burgen der Askanier angeglichen, um in den darauffolgenden Jahrhunderten zu einer massiven Anlage ausgebaut zu werden. Durch die ständigen Verpfändungen des Gutes Potsdam verfiel das Gebäude jedoch immer mehr, trotz seiner regelmäßigen Nutzung zu Jagdzwecken.
Als Kurfürst Joachim Friedrich 1598 das Gut seiner Frau Katharina von Brandenburg-Küstrin schenkte, entschloss man sich dann zu dessen Abbruch und Neubau als Dauerwohnsitz. Dieser konnte durch den frühen Tod der Kurfürstin jedoch nicht vollständig fertiggestellt werden. Da Katharinas Nachfolgerin Eleonore ebenfalls früh starb, ging das Interesse am Schloss schließlich ganz verloren. 1606 zog der Kurfürst wieder aus und weilte fortan in Joachimsthal, nördlich von Berlin. Das noch junge Gebäude geriet wieder in Verpfändung, diesmal unter dem Junker Wolf Dietrich von Hacke, der es als Schafstall und Scheune nutzte, wodurch es erheblich herunterkam.

### Im Kurfürstentum Brandenburg

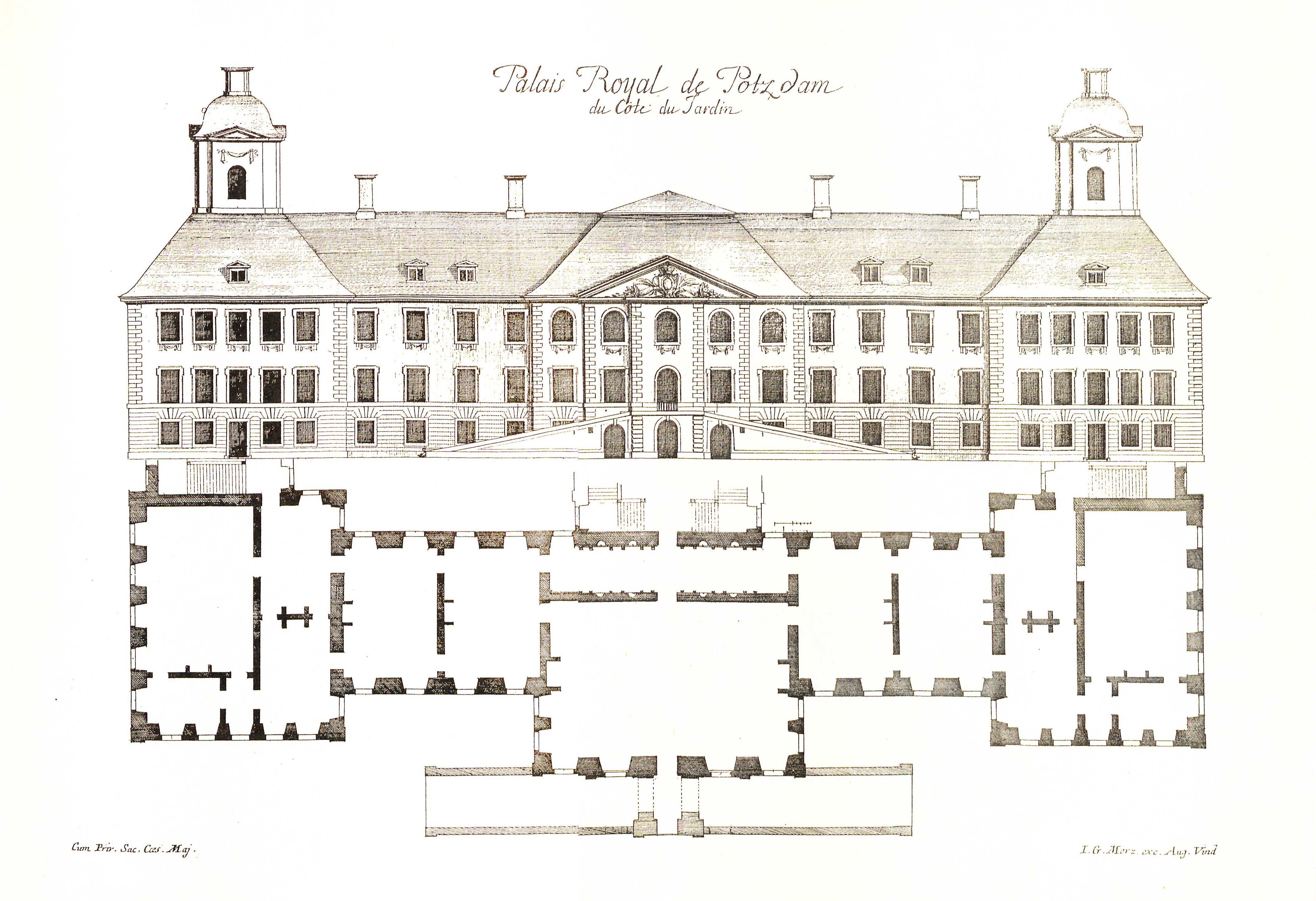
Südseite des Stadtschlosses, Stich von Jean Baptiste Broebes, um 1705

Der Dreißigjährige Krieg hatte dem Gebäude weiter schwer zugesetzt. Dennoch versuchte Kurfürst Friedrich Wilhelm (der Große Kurfürst) mehrfach das Gut Potsdam mit dem Schloss aus der Verpfändung einzulösen. Seine Jagdleidenschaft, vor allem aber das Vorbild seines Statthalters in Kleve, Johann Moritz von Nassau-Siegen, trieben ihn voran. Dieser hatte durch die Anlage verschiedener Parks rund um die Schwanenburg maßgeblich an der Entwicklung der Stadt Kleve zu einer Kulturlandschaft beigetragen. Ab 1660 ließ er sich dann nach seinen Vorgaben einen Lustgarten anlegen.
Der frühbarocke Neubau des Schlosses erfolgte in den Jahren 1662 bis 1674 nach Vorbildern der niederländischen Schlossarchitektur, wie dem Schloss Honselaarsdijk (bei Westland), mit Dachreitern ähnlich den heute noch auf Schloss Bensberg vorhandenen durch Johann Gregor Memhardt. Ab 1671 hielt sich der Kurfürst regelmäßig und dauerhaft in seinem neuen Schloss auf, sodass der Bau einen gewissen Grad der Fertigstellung erreichte. Als der Kurfürst seinen gesamten Hofstaat nach Potsdam holen wollte, musste das Gebäude erweitert werden, wobei auch eine Vielzahl von Bürgerhäusern abgerissen wurde, deren Besitzer erst Jahre später eine Entschädigung erhielten. Die Vierflügelanlage wurde durch das dreigeschossige Corps de Logis beherrscht, das durch einen Mittelrisalit, in dem sich ein durch zwei Stockwerke gehender Saal befand, und zwei flankierende Pavillons gegliedert wurde. Zwischen Corps de Logis und Hauptportal war ein Ehrenhof angelegt, der von niedrigeren zweigeschossigen Flügeln umgeben war, die wiederum durch Eckpavillons akzentuiert wurden. Das Schloss wurde durch einen Graben und der Lustgarten durch eine niedrige Umfassungsmauer von der Umgebung abgeschlossen.
Die ehemalige Drap d’argent-Kammer war vermutlich das Sterbezimmer des Großen Kurfürsten. Der Raum wurde unter den Nachfolgern umgestaltet. Wegen der gelben Seidentapeten und Bezüge mit bunten Blumen, wurde der Raum dann Gelbe Paradekammer genannt.

### Im Königreich Preußen

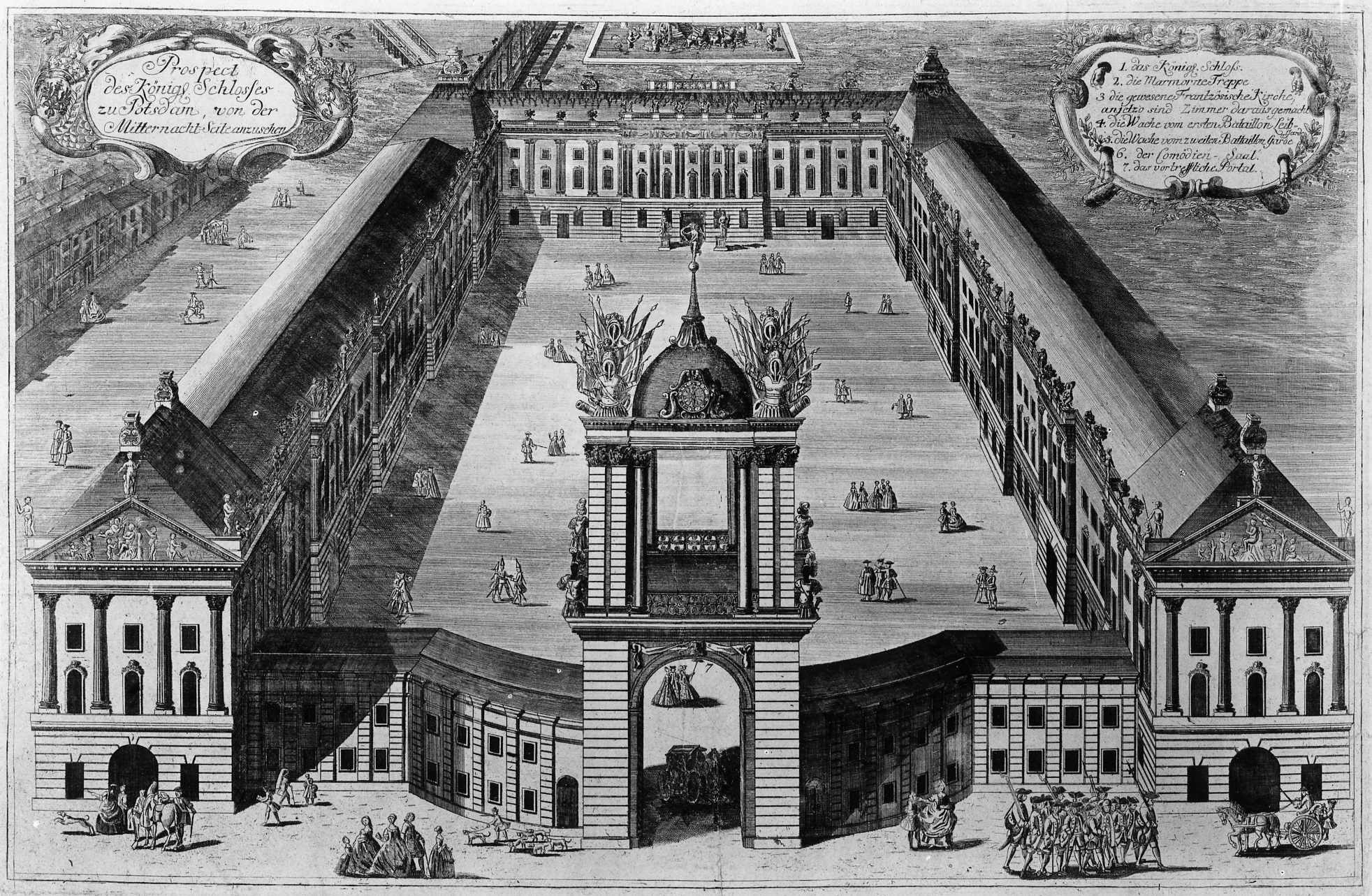
Nordseite des Stadtschlosses, Stich von Johann David Schleuen, um 1755

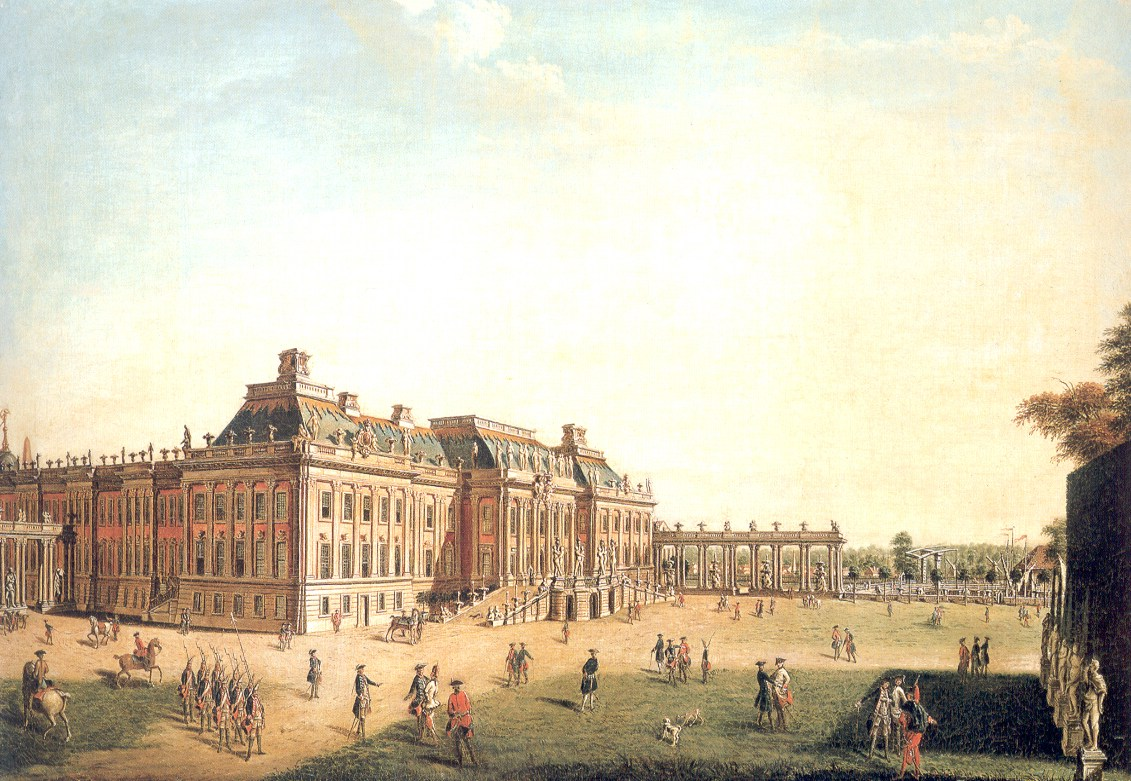
Lustgarten und Stadtschloß in Potsdam, Gemälde von Johann Friedrich Meyer, 1773

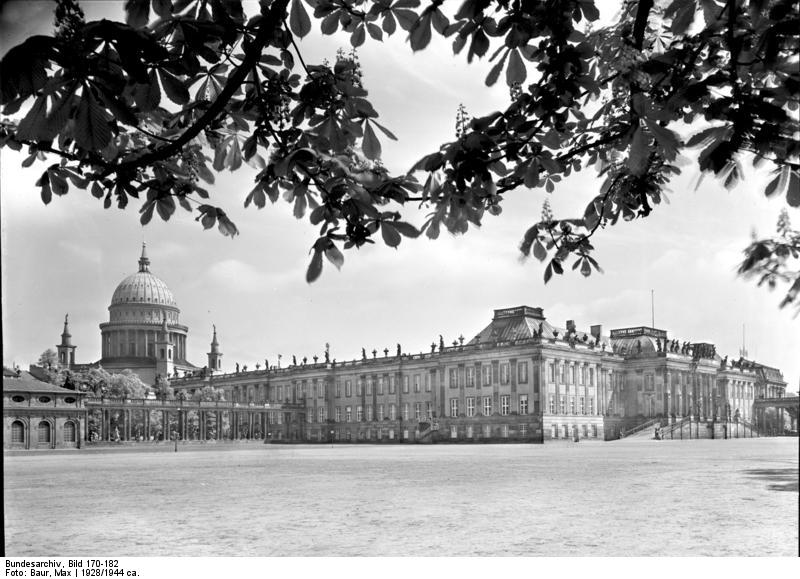
Marstall, Nikolaikirche und Stadtschloss, vor 1945

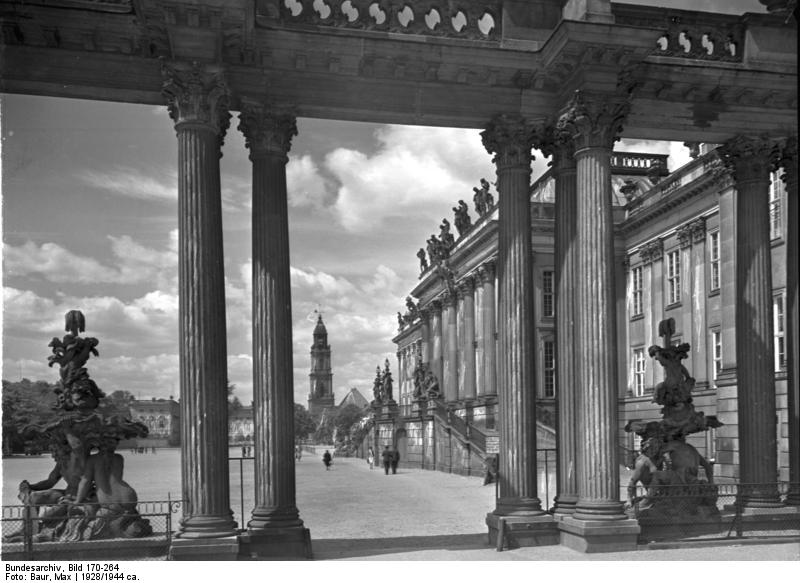
Havelkolonnade, Stadtschloss und Garnisonkirche, vor 1945

Im Jahre 1688 folgte Friedrich III. von Brandenburg seinem Vater. Im Innern des Schlosses ließ dieser den Marmorsaal im Jahre 1695 durch Andreas Schlüter als Ruhmeshalle für den Großen Kurfürsten dekorieren. Der plastische Schmuck der Deckenkehle hatte sich trotz der späteren Veränderung erhalten.
Seine Selbstkrönung zum König Friedrich I. in Preußen, 1701 in Königsberg, hatte Veränderungen am Schloss zur Folge. Es entstand ein neues Eingangstor, geschaffen von Jean de Bodt, dessen Figur auf der Spitze, die Fortuna, ihm den Namen „Fortunaportal“ gab. Das Stadtschloss wurde zum Ort von Festen, Bällen und im Juli 1709 Schauplatz des „Dreikönigstreffens“ der Könige von Polen, Dänemark und Preußen.
Im Jahr 1713 bestieg Friedrich Wilhelm I. den preußischen Thron. Er verfolgte ein Sparprogramm, verkaufte oder verpachtete 18 seiner 24 geerbten Schlösser. Unter anderen behielt er die Stadtschlösser in Berlin und Potsdam.
Friedrich Wilhelm I. machte das Potsdamer Stadtschloss zu seinem Hauptwohnsitz. Dieser bestand aus dem Vorzimmer, dem Wohnzimmer, dem Schlafkabinett mit Vorraum sowie einem Korridor, mit „stufenloser Treppe, die Friedrich Wilhelm I. im Rollstuhl“ nutzte. Dort befand sich eine Gemälde-Fensterwand mit Porträts des gesamten Offizierkorps des Kürassier-Regiments Kurprinz Nr. 2 aus dem Jahre 1681. Gegenüber befanden sich Gemälde folgender Offiziere aus der Zeit Friedrich Wilhelms I.: Prinz Christian Ludwig (Gemälde von Friedrich Wilhelm Weidemann); Wartensleben (Weidemann); Markgraf Albrecht Friedrich (Weidemann); Arnim; Pannwitz; Schwendy; Lilien; Prinz Friedrich Wilhelm von Holstein; Goltz; Rutofsky (Sohn Augusts des Starken); Kleist; Bredow; Waldow; Kröcher (gemalt von Georg Lisiewski, 1731); Dohna; Botzheim; Dörfling; Dewitz; Heyden; Wensen (Weidemann); Eseln; Sonsfeld; Lepell; Waldau; Strauß; Schenkendorf; Montecuculi. Weiter die Gemälde von „Langen Kerls“ aus der Riesengarde: Wagenführer aus Neuwied und Jonas Henrichson aus Norwegen, gemalt von Johann Christof Merck (aktiv 1695–1726) gebürtig aus Schwäbisch Hall, 1718. Dazu ein Porträt des Giacomo Casanova (1717).
Im Jahr 1740 wurde Friedrich II. König in Preußen. In seinen ersten Regierungsjahren bewohnte er im Schloss Charlottenburg den von seinem Hofarchitekten Knobelsdorff errichteten Flügel. In den Jahren 1742 bis 1743 ließ er für sich im Potsdamer Stadtschloss eine Wohnung im südwestlichen Eckpavillon einrichten. Etwa 1744 entschied sich Friedrich mit der Anlage des Sommerschlösschens Sanssouci für Potsdam als Dauerwohnsitz und engagierte Knobelsdorff für eine umfassende Umgestaltung, wodurch eines der Hauptwerke des Friderizianischen Rokokos entstand.
Im Jahr 1752 entstanden im westlichen Kopfbau Gästewohnungen anstelle der beseitigten Schlosskapelle. Diese hatte 1735 Friedrich Wilhelm I. nach Errichtung der Hof- und Garnisonkirche den Potsdamer Hugenotten überlassen, die 1752 mit der Französischen Kirche ein eigenes Kirchengebäude erhielten.
Der Umbau unter Friedrich II. setzte sich mit der Neuanlage des Lustgartens und der Ringerkolonnade fort. Friedrich II. beauftragte den Bildhauer Johann August Nahl den Neptunbrunnen (auch „Neptuns Triumph“) im Lustgarten zu entwerfen. Nahl schuf den Hauptentwurf, aber übertrug den Bildhauern Johann Peter Benkert und Johann Gottlieb Heymüller die Ausführung. Der Neptunbrunnen bestand aus einem großen Wagen, wo sich der Meeresgott Neptun (mit Dreizack) und seine Frau die Meeresgöttin Amphitrite (oder Thetis) befanden. Den Wagen zogen zwei Pferde, sechs Tritonen mit Fischschwänzen und Muschelhörnern sowie zwei auf Delphinen reitende Nereiden umgaben den Wagen mit dem Meeresgott und der Meeresgöttin. In dieser Zeit wurde der Zweite Schlesische Krieg beendet und Friedrich II. beteiligte sich verstärkt an den Planungen, sodass Georg von Knobelsdorff die Arbeiten bis 1751 beendete.
Der Tod von Friedrich II. beendigte eine Epoche in der Kunstgeschichte Preußens. Das Friderizianische Rokoko war eine „langlebige norddeutsche Formung des französischen Rokokostils“.
Friedrichs seit 1786 regierender Nachfolger Friedrich Wilhelm II. konnte sich mit dem Gebäude nicht anfreunden. Als König bewohnte er das nach eigener Vorstellung gebaute Marmorpalais im Neuen Garten. Seine Wohnung im zweiten Obergeschoss der Nordwestecke des Schlosses gab er an seine Söhne Friedrich Wilhelm III. und Ludwig weiter.
Nach der Heirat mit der Prinzessin Luise von Mecklenburg-Strelitz verblieb die Wohnung ganz beim Kronprinzen, wobei die Kronprinzessin darunterliegende Räume der „westlichen“ Wohnung bezog, die Friedrich II. nach 1744 nicht mehr benutzt hatte. Das Königspaar Friedrich Wilhelm und Luise, das auch in Berlin die Wohnung im Kronprinzenpalais beibehielt, führte ab 1799 Umbauten durch, die tief in die friderizianischen Raumgestaltungen eingriffen.
Sohn und Nachfolger Friedrich Wilhelms III. war Friedrich Wilhelm IV. Er bewohnte während seiner Regierungszeit von 1840 bis 1861 ebenfalls das Stadtschloss. Seine Ideen zur Umgestaltung, insbesondere der Fassade zum Lustgarten, kamen infolge seiner Erkrankung nicht zur Ausführung. Unter seinen Nachfolgern diente das Stadtschloss nur noch zu repräsentativen Zwecken. Der Sommerwohnsitz Wilhelms I. wurde das Schloss Babelsberg und Wilhelm II. residierte im Neuen Palais. Das Stadtschloss stand um 1900 gegen ein Eintrittsgeld von 25 Pfennig zur Besichtigung offen und wurde weitgehend unverändert gezeigt.

### Im Freistaat Preußen
Nach der Abdankung Wilhelms II. im November 1918 hatte das Stadtschloss mit der Auflösung des Hofes seinen Zweck verloren. Es ging in Staatsbesitz über. Als neue Nutzer waren das Arbeitsamt, die Stadtverwaltung und der Magistrat für seine Sitzungen eingezogen. Des Weiteren wurden Räume an Künstler, Biographen oder an den Potsdamer Kunstverein vergeben. Trotz einer Aufwertung durch die Wiederherstellung der Räume der Königin Luise 1932 und dem in unmittelbarer Nachbarschaft 1922 im Marstall eingerichteten Potsdamer Garnisonmuseum stand das Stadtschloss in seiner Bedeutung für den Potsdam-Tourismus weit hinter Sanssouci zurück. Im Jahr 1940 war es Drehort einer Außenszene für Alf Zengerlings Märchenfilm Rumpelstilzchen.

### Zerstörung und Abriss

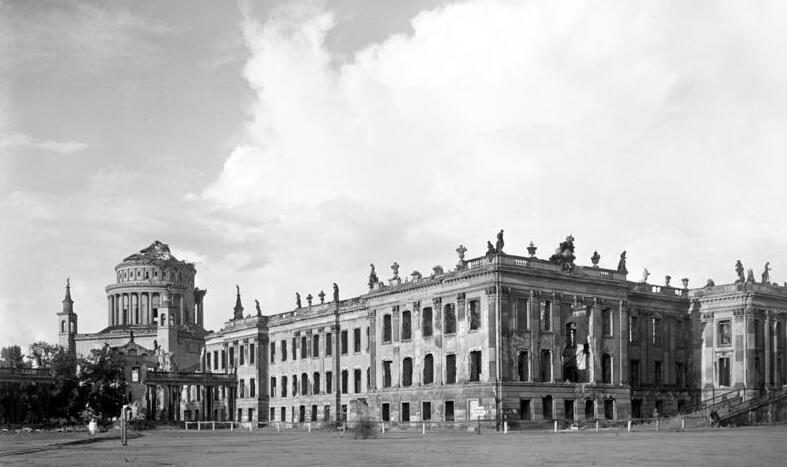
Blick vom Lustgarten auf die Schlossruine, 1945

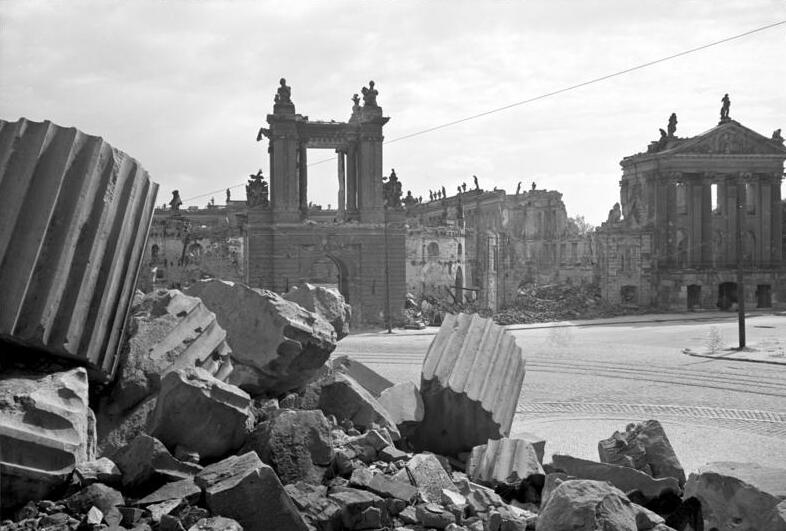
Blick vom Alten Markt auf die Schlossruine, 1945

Kurz vor dem Ende des Zweiten Weltkriegs zerstörte am 14. April 1945 der britische Luftangriff auf Potsdam die Potsdamer Innenstadt und dabei brannten das Stadtschloss sowie weite Teile seiner näheren Umgebung bis auf die Außenmauern nieder. Bedeutende Teile der wertvollen beweglichen Innenausstattung des Schlosses waren zuvor ausgelagert worden. Der Brand zerstörte die wandfesten Raumausstattungen bis auf geringe Reste im Marmorsaal und im Treppenhaus. Dagegen war die Bausubstanz des Schlosses einschließlich der Bauplastik bis auf eine Schneise durch den Westflügel zum überwiegenden Teil erhalten geblieben. Nach dem Baugutachten des Potsdamer Amts für Denkmalpflege waren 83 Prozent der verbliebenen Mauern tragfähig.
Nach jahrelangen Auseinandersetzungen zwischen Kulturpolitikern, Architekten, Stadtplanern und Denkmalpflegern einerseits und der SED-Bezirksleitung andererseits beschloss das Politbüro der SED im Mai 1959 den Abriss der Ruine, um an ihrer Stelle Platz für ein Karl-Liebknecht-Forum zu schaffen. Von Dezember 1959 bis April 1960 erfolgte die Sprengung des Stadtschlosses. Die Trümmer wurden zu großen Teilen zur Aufschüttung des nahegelegenen Lustgartens benutzt.
Nach dem Abriss wurde die Umgebung des Stadtschlosses mit mehrspurigen Straßen überbaut und an seiner Stelle eine Straßengabelung errichtet. Der im Nordosten des ehemaligen Schlosses gelegene Alte Markt verlor vermehrt an Bedeutung. Das einzige Gebäude in der näheren Umgebung, welches Bombenangriffe und Stadtumplanungen weitgehend unbeschädigt überstanden hatte, ist der ehemalige Marstall. Auch dieser sollte ursprünglich abgerissen werden, blieb jedoch aufgrund geänderter Stadtplanung erhalten. Durch die erhebliche Ausstrahlung, die das Stadtschloss auf die Stadt ausübte, nicht zuletzt durch die Umbauten Friedrichs II. zu seiner Residenz, galt dessen Verlust für die Stadt als sehr schmerzhaft.
Ein Teil der Ringerkolonnade, die ursprünglich den Marstall mit dem Westflügel des Schlosses verband, wurde zusammen mit den vor der Sprengung geborgenen Giebeln der Kopfbauten zum Alten Markt an das nahe Havelufer versetzt. Acht erhaltene Attikafiguren wurden auf den Dachgesimsen des Hauptgebäudes der Humboldt-Universität zu Berlin und des wiedererrichteten Alten Rathauses aufgestellt, Möbel und andere Einrichtungsstücke des Stadtschlosses werden im Schloss Charlottenburg und im Neuen Palais gezeigt.
Als eines der letzten Prestigeprojekte der DDR wurde auf dem Areal des ehemaligen Stadtschlosses noch Ende der 1980er Jahre mit einem Theaterneubau begonnen. Nach der Wende 1989/1990 regte sich jedoch gegen diesen Bau zunehmend Widerstand. Zunächst wurden Bedenken laut, dass durch den Theaterneubau der Blick auf die Nikolaikirche versperrt werden könnte. Eigentlicher Grund des 1991 erfolgten Abrisses des noch im Rohbau befindlichen Theaters war jedoch, dass der Theaterneubau am Alten Markt als eines der letzten Großprojekte der DDR durch die veränderten politischen Verhältnisse unbeliebt geworden war und sich dagegen die Möglichkeit eines Wiederaufbaus des Areals nach historischem Vorbild ergab.

## Historische Innenräume

### Treppenhaus
Die großangelegte Umgestaltung des Stadtschlosses unter Friedrich II. begann mit dem Bau eines vorgezogenen Treppenhauses im Innenhof. In den Jahren 1746 bis 1748 wurde das Treppenhaus umgebaut. Die Wände wurden mit Marmor aus Schlesien verkleidet. Die Gruppen an der Decke und das Modell des Bronzegeländers schuf Johann Peter Benkert. Das Treppenhaus bekleideten sechs Stuckreliefs mit mythologischen, auf die Musik bezüglichen Darstellungen aus der Antike, geschaffen von Benjamin Giese nach Vorbildern von Johann Samuel Nahl. In den Ecken befanden sich vier Atlanten von Johann Peter Benkert, Gottlieb Heymüller, Petzold. Die Trophäen schuf der Goldschmied C. G. Kelly. Im Raum befanden sich Figuren des Mars und der Venus, geschaffen von Friedrich Christian Glume. Das Treppenhaus schmückte das Deckengemälde Der Friede beglückt die Völker, geschaffen von Antoine Pesne.

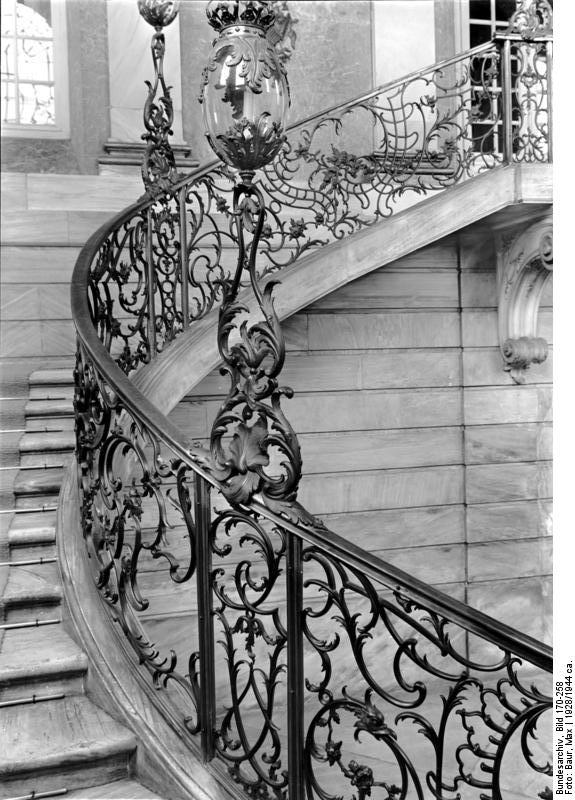
Treppenhaus, Bronzegeländer von Johann Peter Benkert
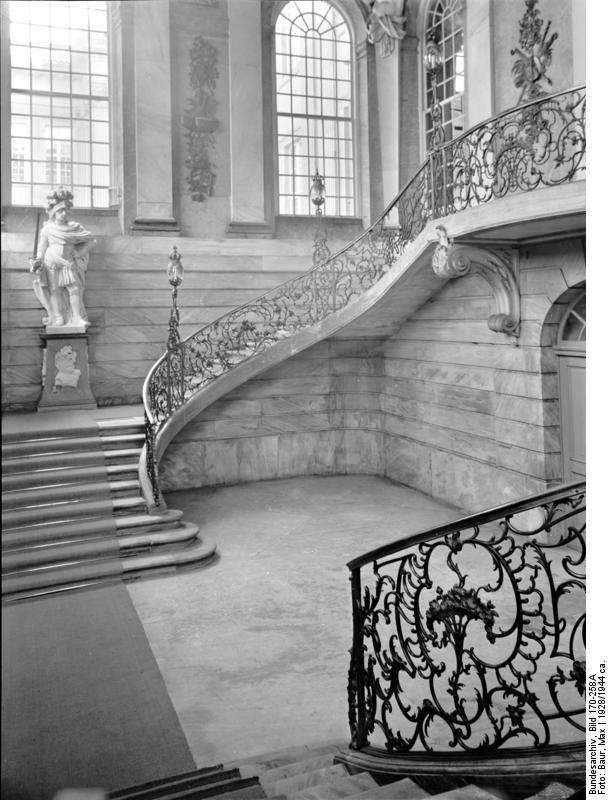
Treppenhaus mit Figur des Mars und der Venus, geschaffen von Friedrich Christian Glume.
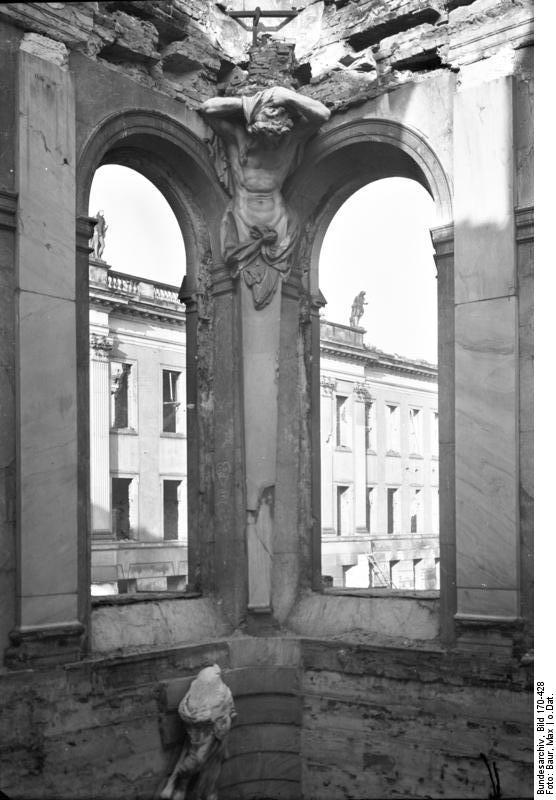
Treppenhaus, Ruine mit Atlant von Johann Peter Benkert, Gottlieb Heymüller und Petzold.
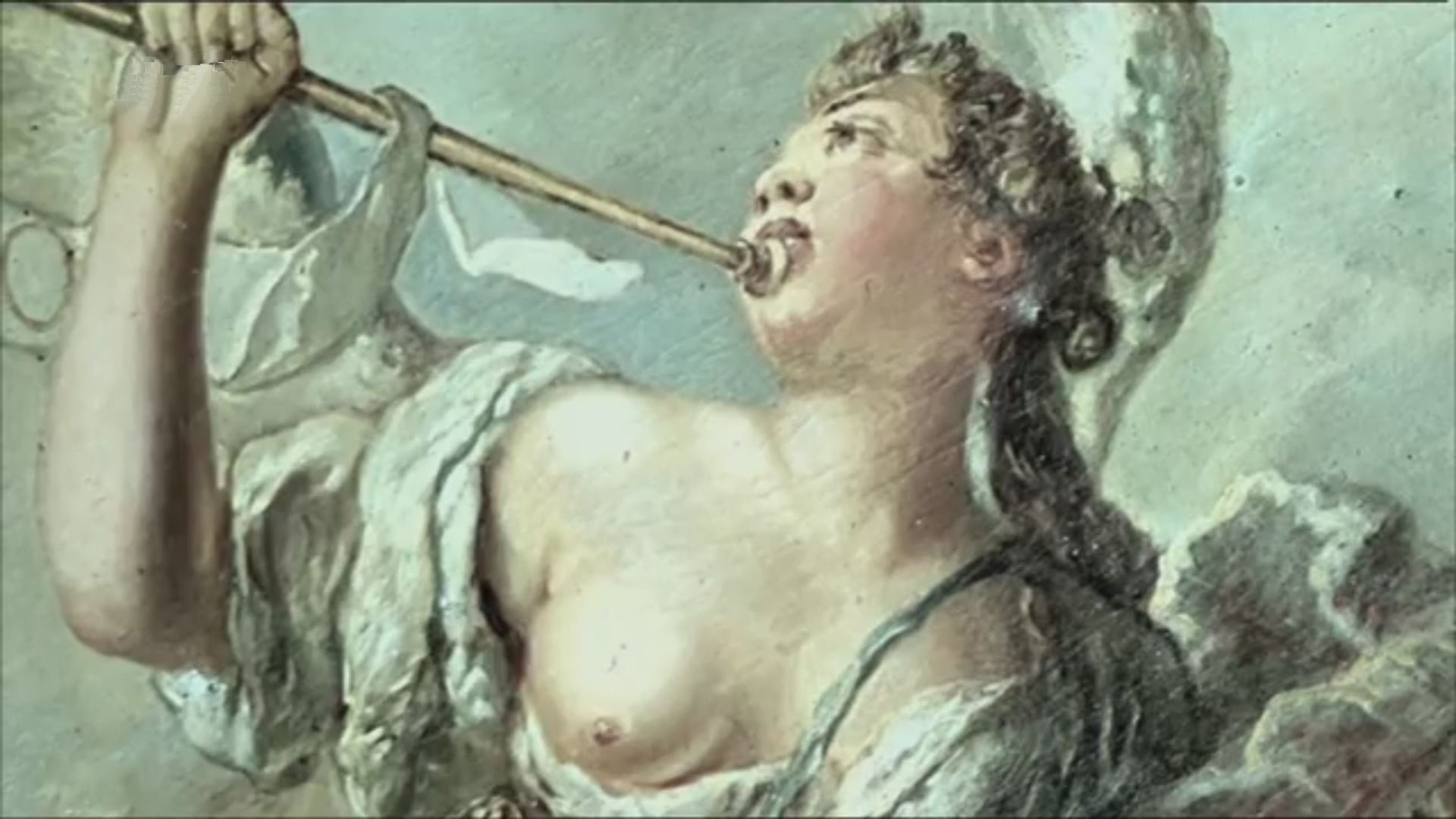
Der Friede beglückt die Völker (Dame bläst auf Trompete) von Antoine Pesne
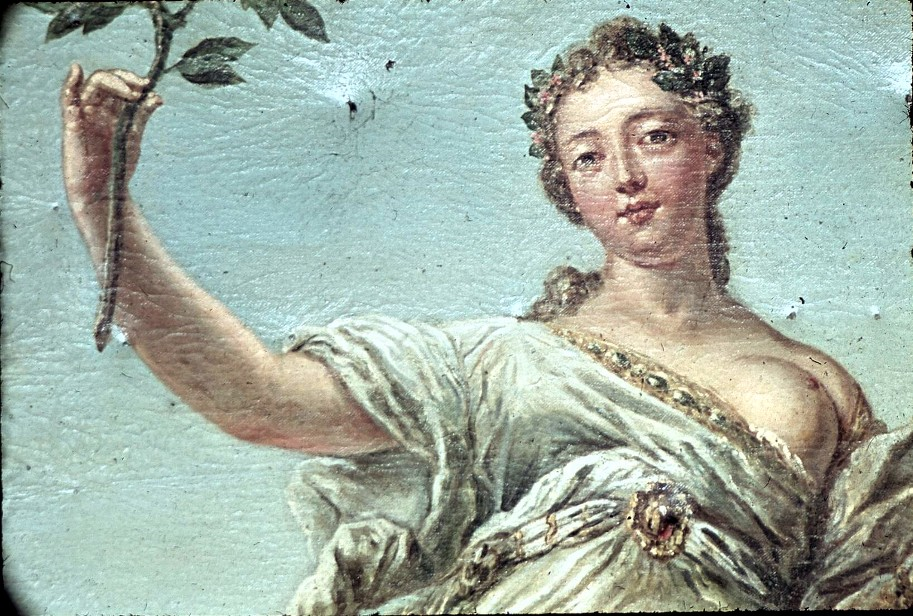
Der Friede beglückt die Völker (Dame mit Olivenzweig) von Antoine Pesne
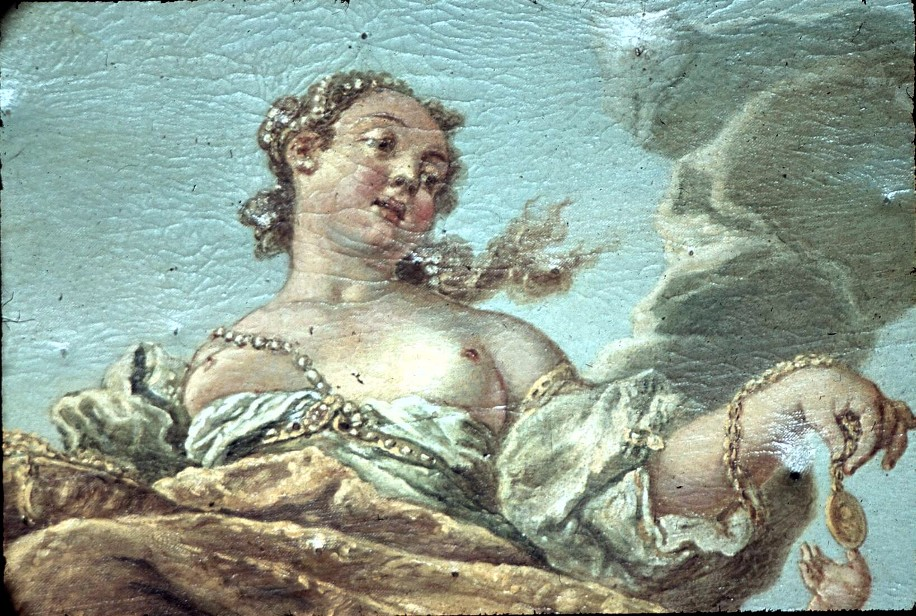
Der Friede beglückt die Völker (Dame mit Juwelen) von Antoine Pesne

### Marmorsaal
Der zu Ehren des Großen Kurfürsten von Knobelsdorff gestaltete Marmorsaal gilt als Musterbeispiel des friderizianischen Stils und wurde in den Jahren 1749 bis 1752 neu gestaltet: Die Stuckfiguren der Deckenkehle stammten von dem Architekten und Bildhauer Andreas Schlüter (1694 oder 1706). Schlüter schuf auch die Rahmen der Gemälde. Das Deckengemälde zeigte die Die Erhebung des Großen Kurfürsten in den Olymp. Es war ein Ölgemälde auf Leinwand und wurde von Charles-Amédée-Philippe van Loo 1751 geschaffen.
Das Relief über der Vestibültür zeigte eine Allegorie der Einnahme von Stralsund, während das Relief über der Tür zum Marschalltafelzimmer eine Allegorie der Schlacht bei Fehrbellin zeigte. Das Relief über der Tür zum Bronzesaal war eine Allegorie der Schlacht bei Warschau. Vorbilder für die Reliefs waren Gobelins im Berliner Stadtschloss, geschaffen wurden diese von Benjamin Giese. Die Trophäen und Kartuschen schuf Kolley, während die Türen und Türstücke der Bildhauer Johann Michael Hoppenhaupt der Ältere schuf. Der Fußboden wurde von Calame gestaltet. Im Marmorsaal standen große Marmorfiguren des Bildhauers Franz Dusart, die die Oranier Wilhelm I., Moritz, Friedrich, Heinrich sowie Wilhelm III. darstellten.

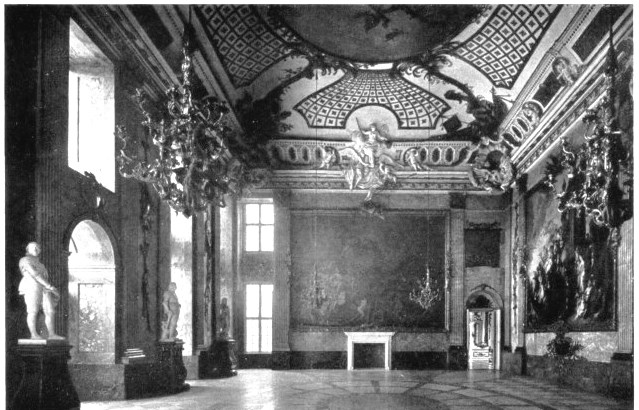
Marmorsaal mit Marmorfiguren:Oranier Wilhelm I., Moritz, Friedrich, Heinrich u. Wilhelm III.
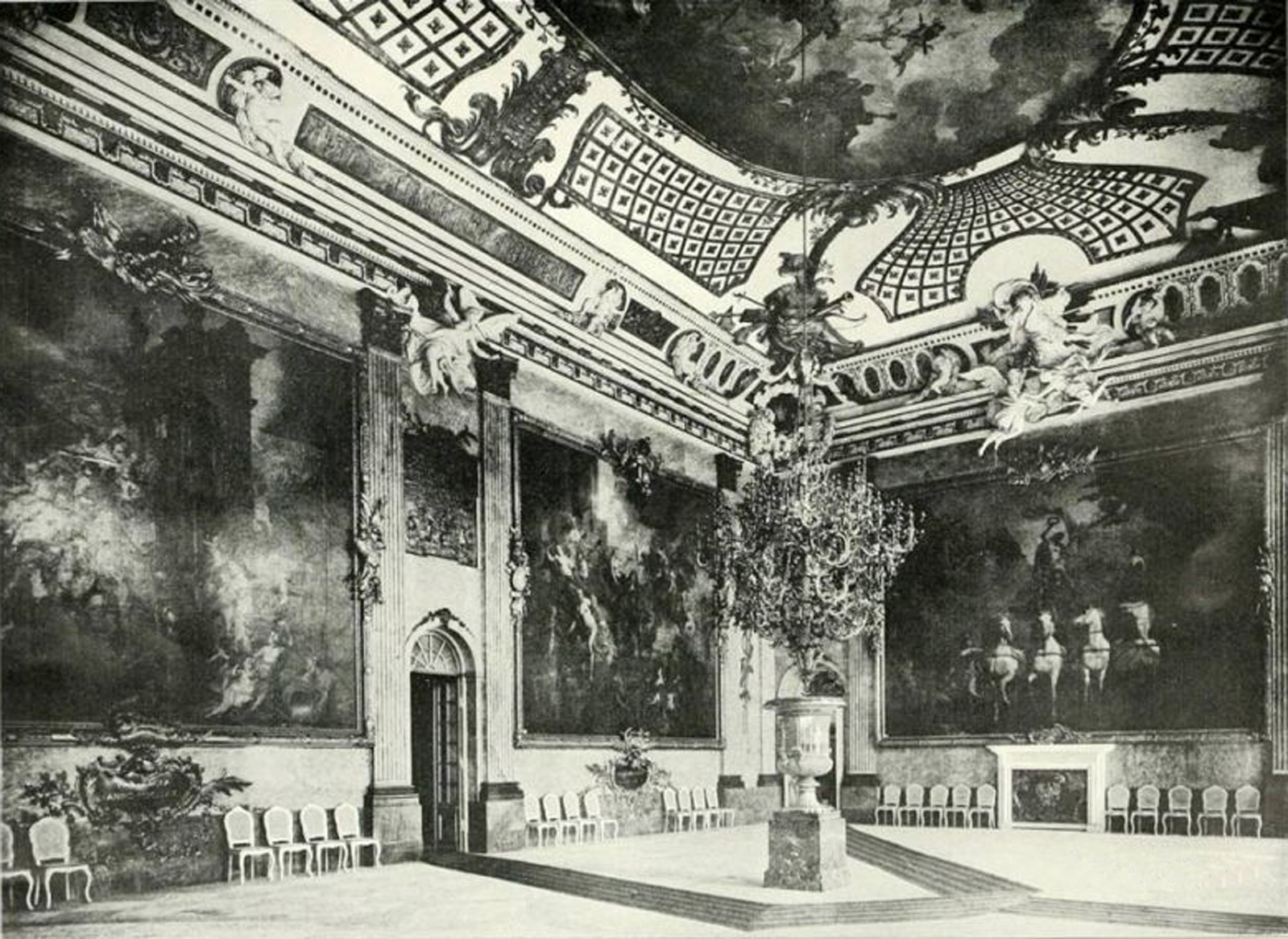
Marmorsaal mit Gemälden von van Loo, Vaillant, Leygebe u. van Thulden
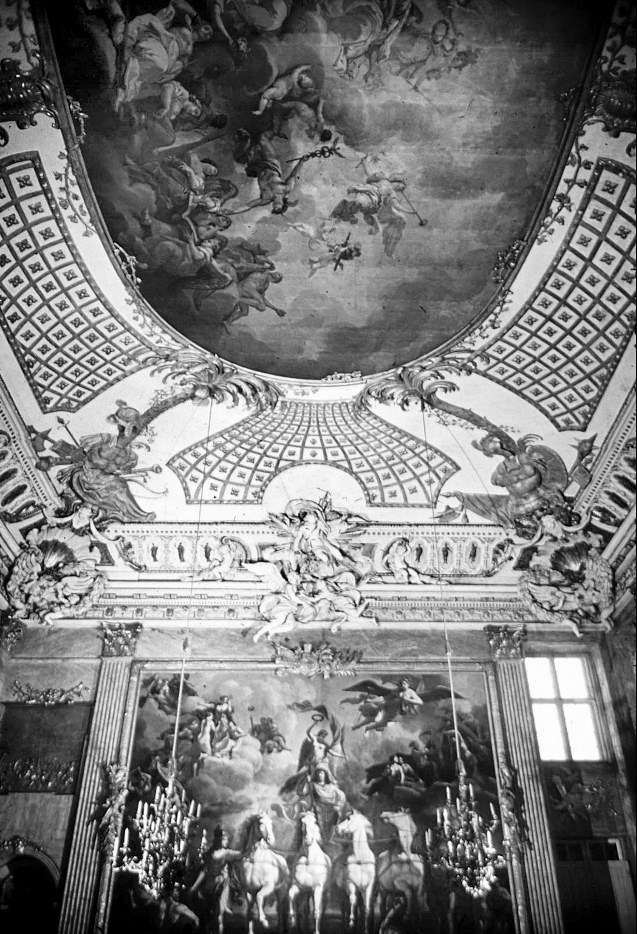
Marmorsaal, Südansicht
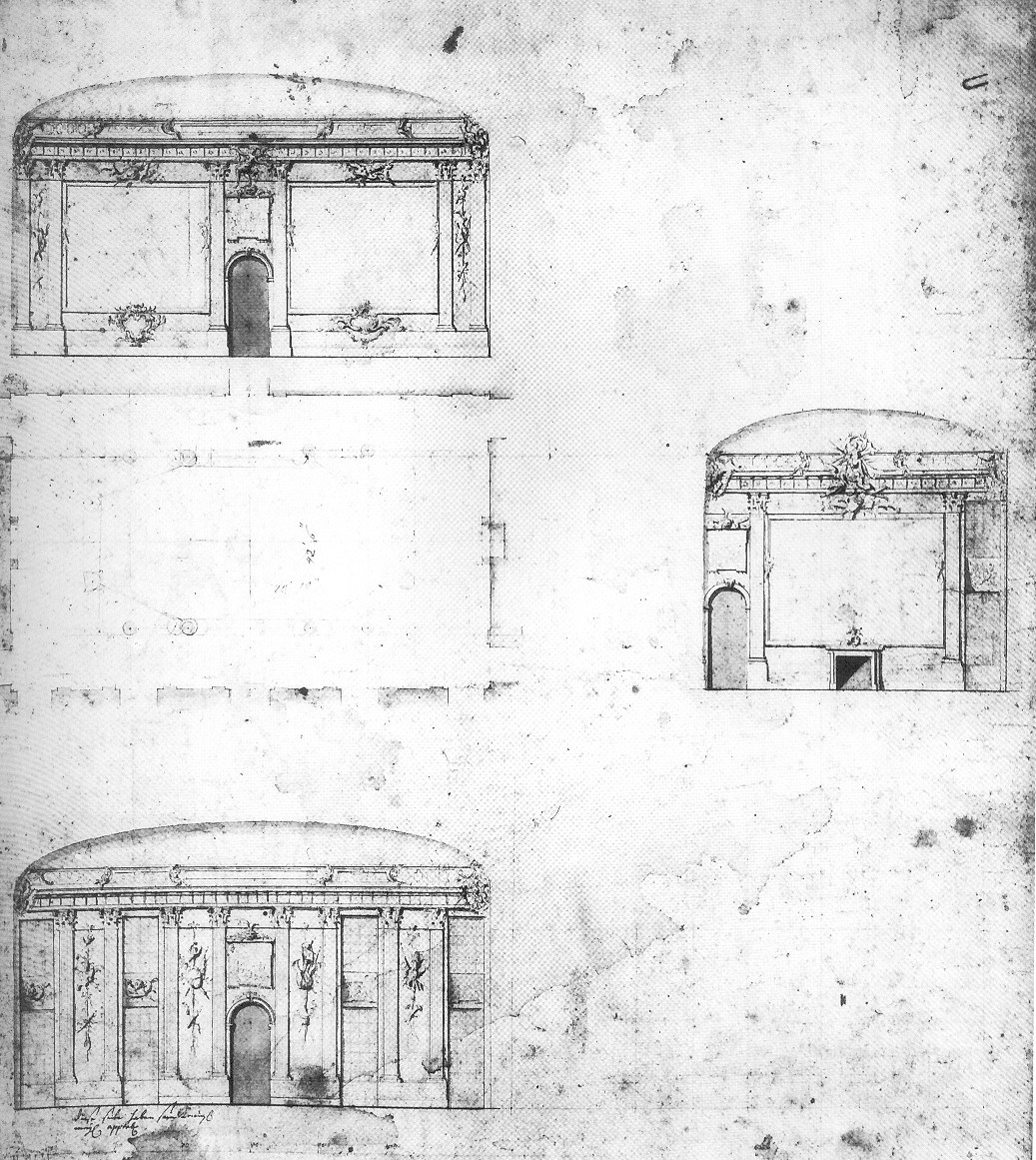
Marmorsaal, Entwurf Georg Wenzeslaus von Knobelsdorff

Erwähnenswerte Gemälde im Marmorsaal waren: Die Erhebung des Großen Kurfürsten in den Olymp von Charles-Amédée-Philippe van Loo (1751), Allegorie auf die Eroberung der Insel Rügen von Jacques Vaillant, Triumphzug des Großen Kurfürsten von Paul Carl Leygebe, Allegorie auf den Frieden von Oliva von Theodoor van Thulden sowie die Allegorie auf die Erwerbung Magdeburgs von Theodoor van Thulden.

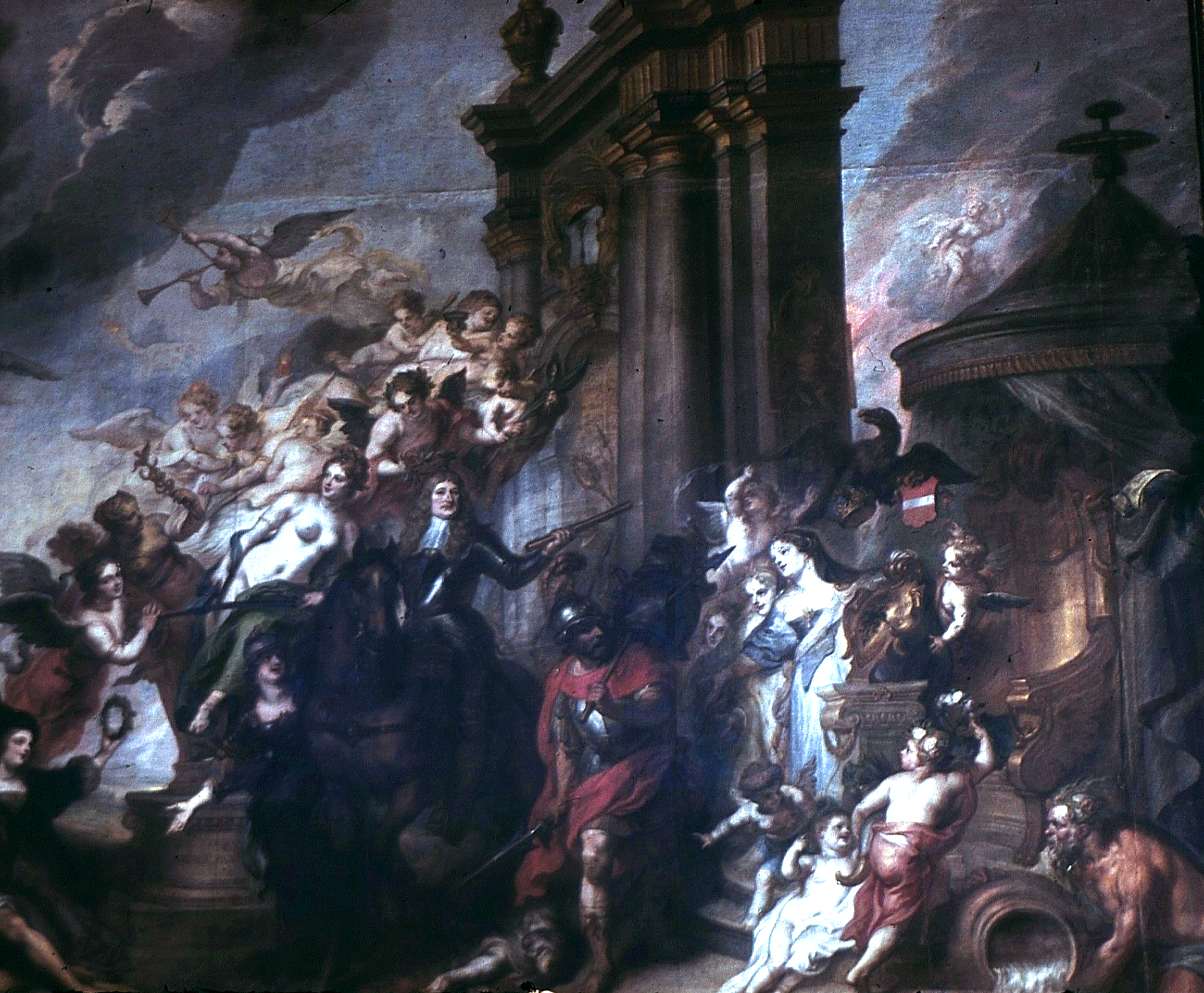
Allegorie auf den Frieden von Oliva von Theodoor van Thulden
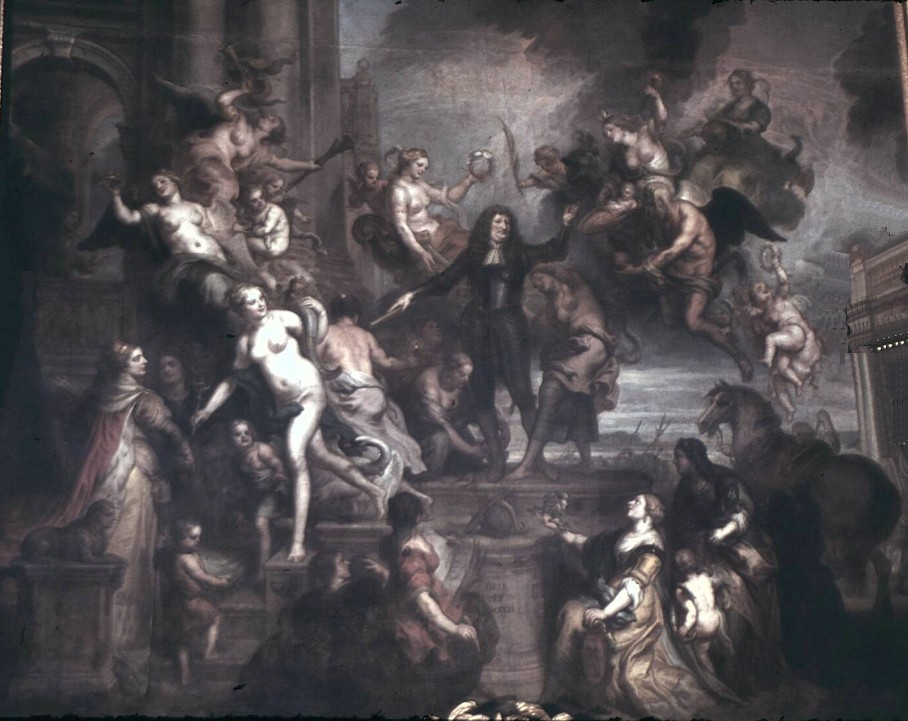
Allegorie auf die Erwerbung Magdeburgs von Theodoor van Thulden
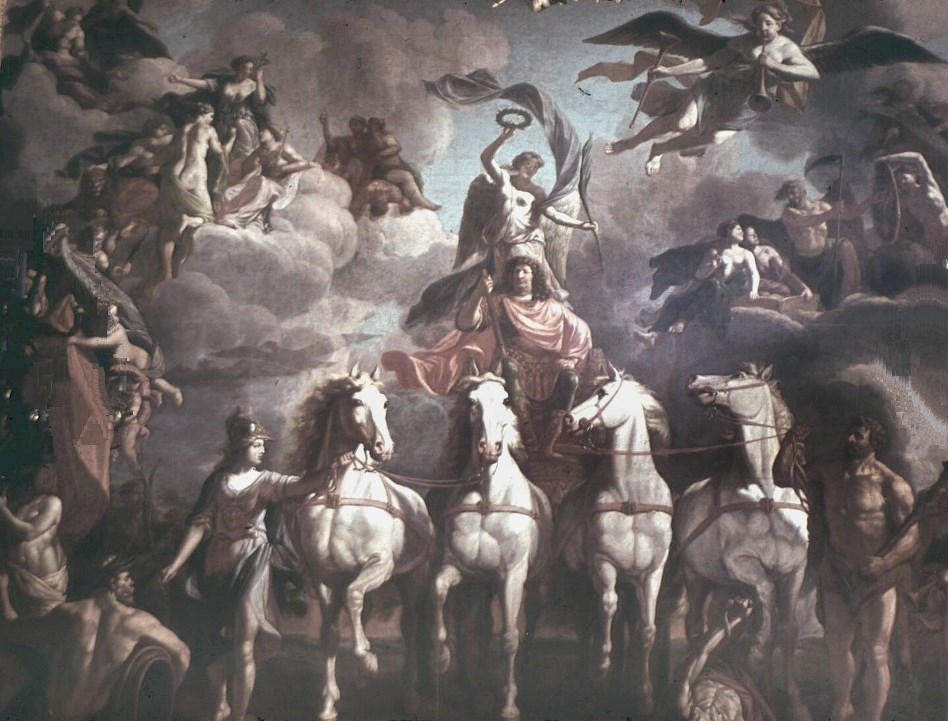
Triumphzug des Großen Kurfürsten von Paul Carl Leygebe
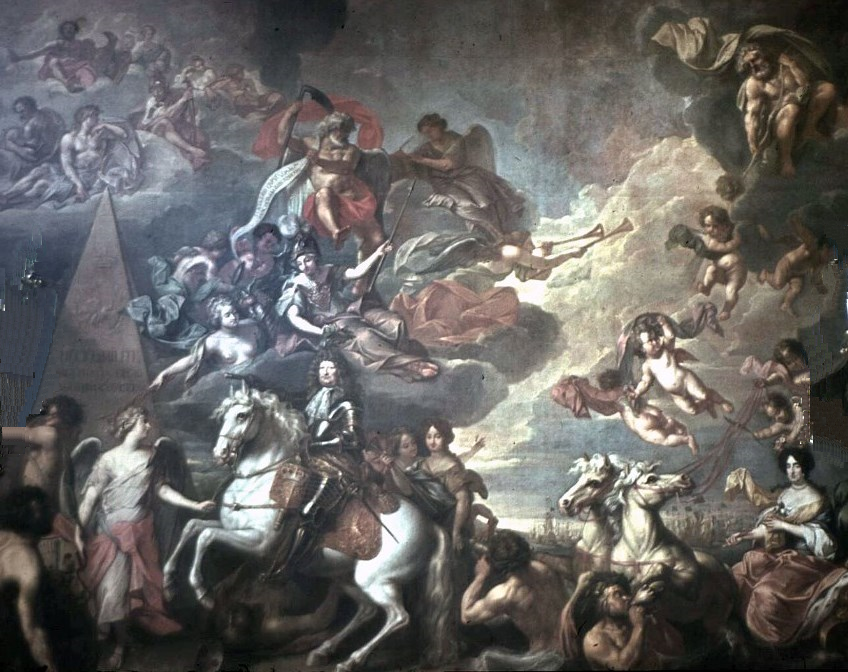
Allegorie auf die Eroberung der Insel Rügen von Jacques Vaillant
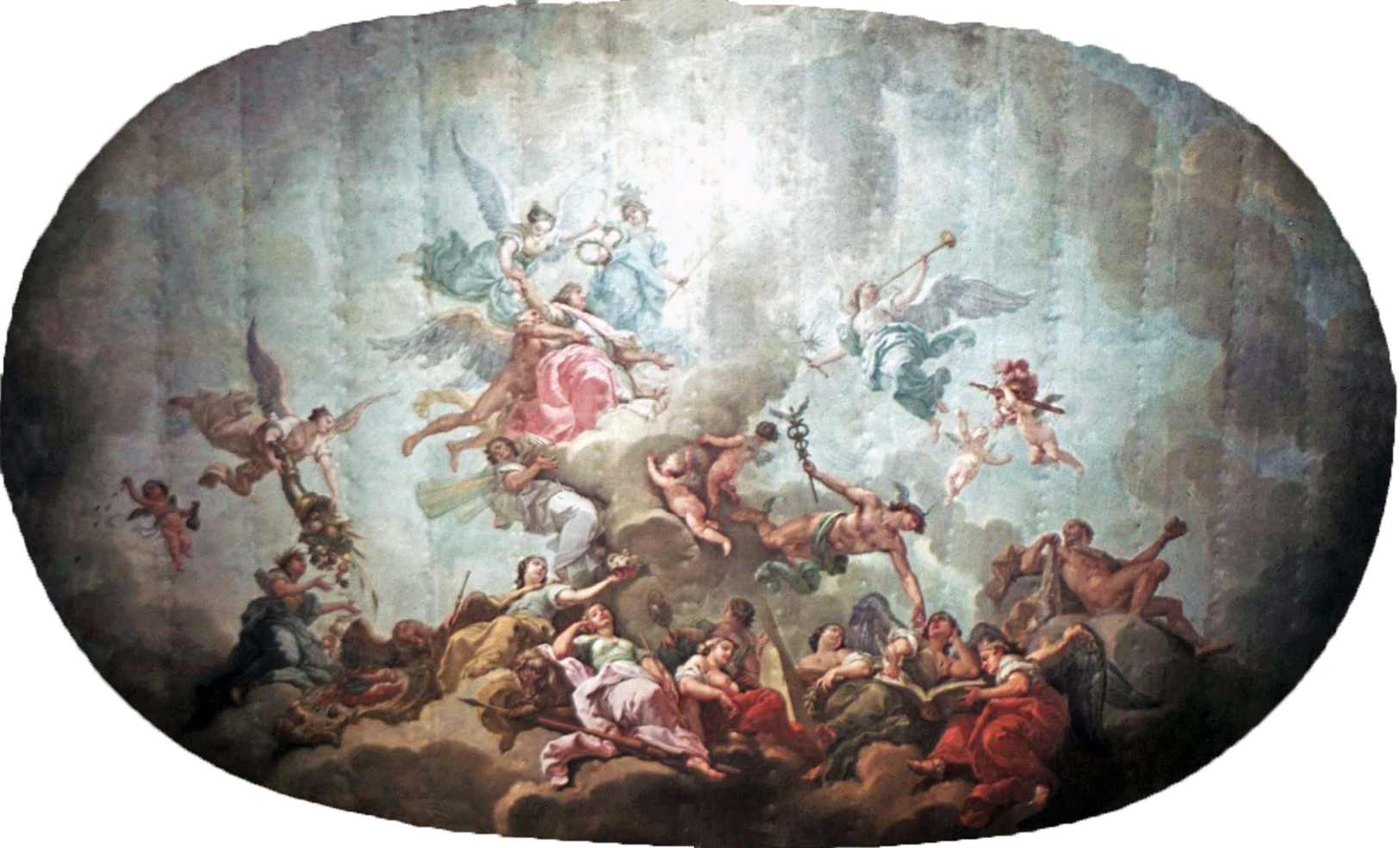
Die Erhebung des Großen Kurfürsten in den Olymp von Charles-Amédée-Philippe van Loo.

### Bronzesaal
Der Bronzesaal wurde in den Jahren 1754 bis 1755 gestaltet. Die Konsolentische und Wandleuchter waren aus Bronze von Johann Melchior Kambly gefertigt. Im Saal hing ein Gemälde von Louis de Silvestre aus dem Jahre 1730, das August II. und Friedrich Wilhelm I. zeigte. Der Bronzesaal hatte eine „weiße Holz-Täfelung mit Spiegelramen und Auflagen von Bronze“. Die Beschläge und Auflagen aus Bronze waren namensgebend für den Bronzesaal.

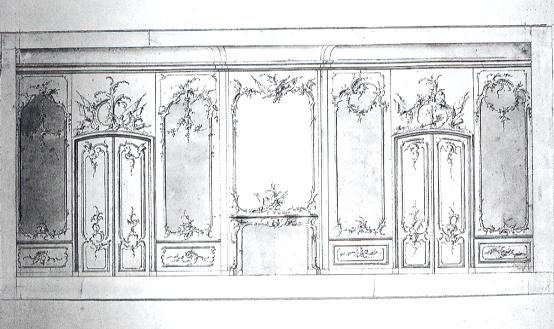
Bronzesaal, Entwurf von Johann Michael Hoppenhaupt dem Älteren
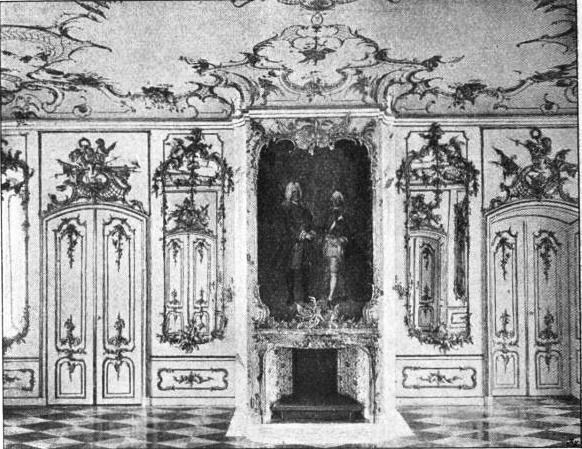
Bronzesaal mit Gemälde von Louis de Silvestre: August II. und Friedrich Wilhelm I. im Jahre 1729
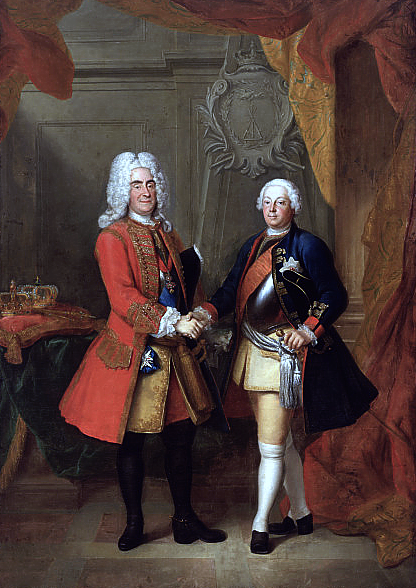
Gemälde von Louis de Silvestre: August II. und Friedrich Wilhelm I. im Jahre 1729

### Konzertzimmer
Das Konzertzimmer wurde um 1744 geschaffen. Die Wände waren in grüner Farbe gehalten und waren mit vergoldeten Schnitzereien und bunten Chinoiserien gestaltet. Die Dekoration stammte von Johann Samuel Nahl. Das Notenpult wurde von Johann Melchior Kambly fertiggestellt. Das Klavier war von Gottfried Silbermann. Im Mai 1747 spielte Johann Sebastian Bach auf dem Klavier vor Friedrich II. Die Supraporten gestaltete der Berliner Blumen- u. Früchtemaler Augustin Dubuisson. Verschiedene Gemälde wie Marianne und Madame Cochois beim Tanz von Antoine Pesne. Die Gemälde Schaukel,  Tanz an der Fontäne etc. von Nicolas Lancret befanden sich im Raum.

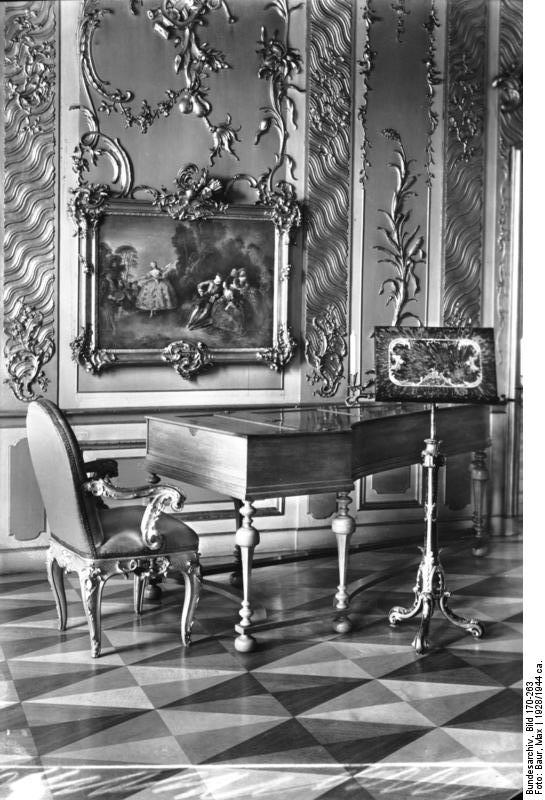
Klavier von Gottfried Silbermann im Konzertzimmer
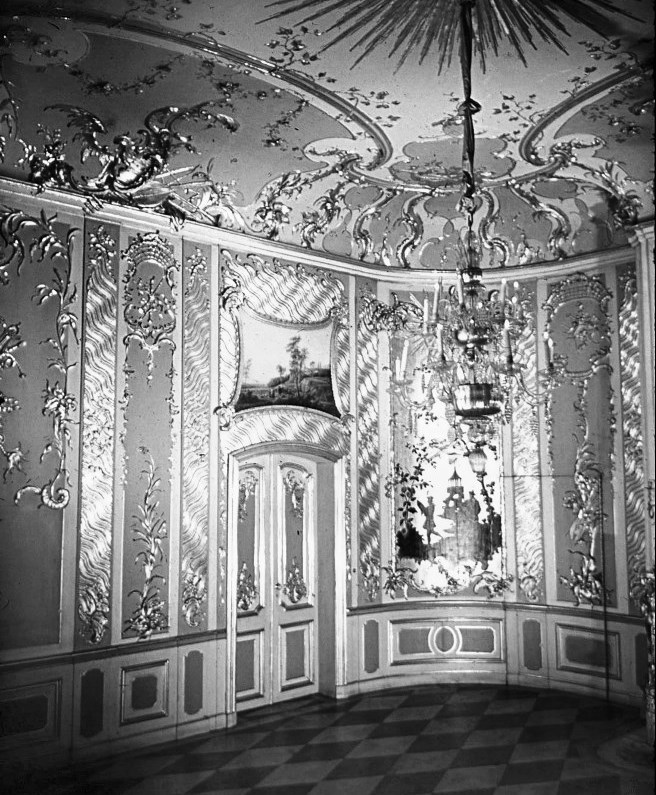
Konzertzimmer, Eingang
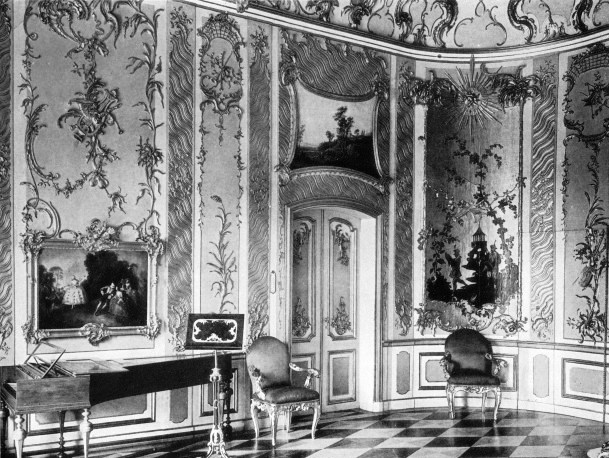
Konzertzimmer mit Klavier von Gottfried Silbermann.

### Schlafzimmer
Das Schlafzimmer wurde in den Jahren 1745 bis 1746 gestaltet. Die Wände zeigten eine blausilberne Wandbespannung. Im Raum befand sich ein Alkoven, Sitzmöbel und Bibliotheksschränke. Die Alkovenschranke bestand aus einer Balustrade, auf der Putten standen. Diese waren eine Treibarbeit aus Silber.
Das Zimmer schmückte ein Gemälde, das die Markgräfin Wilhelmine von Bayreuth darstellte. Der Hauptraum zeigte ein aufwändige Stuckdecke. Die reichgeschnitzte Einrichtung im Hauptraum schuf der Bildhauer Johann Michael Hoppenhaupt der Ältere. Der Kamin war eine Arbeit von Friedrich Christian Glume. Die im Zimmer befindlichen Zedernholzkommoden und der Schreibtisch waren Werke des Tischlers Johann Heinrich Hülsemann. Der Silberbeschlag auf Kommoden und Schreibtisch stammte vom Goldschmied C. G. Kelly um 1750. Die Supraporten gestaltete der Berliner Blumen- u. Früchtemaler Augustin Dubuisson. Der Raum verfügte über eine Kamingarnitur bestehend aus Porzellanvasen mit blauer Blumenmalerei aus Meißen.

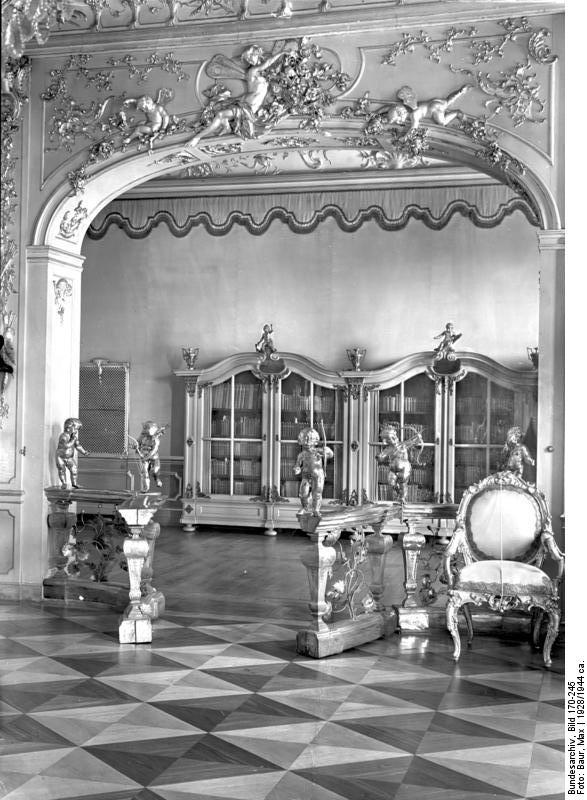
Schlafzimmer mit Alkovenschranke mit Bibliotheksschränken
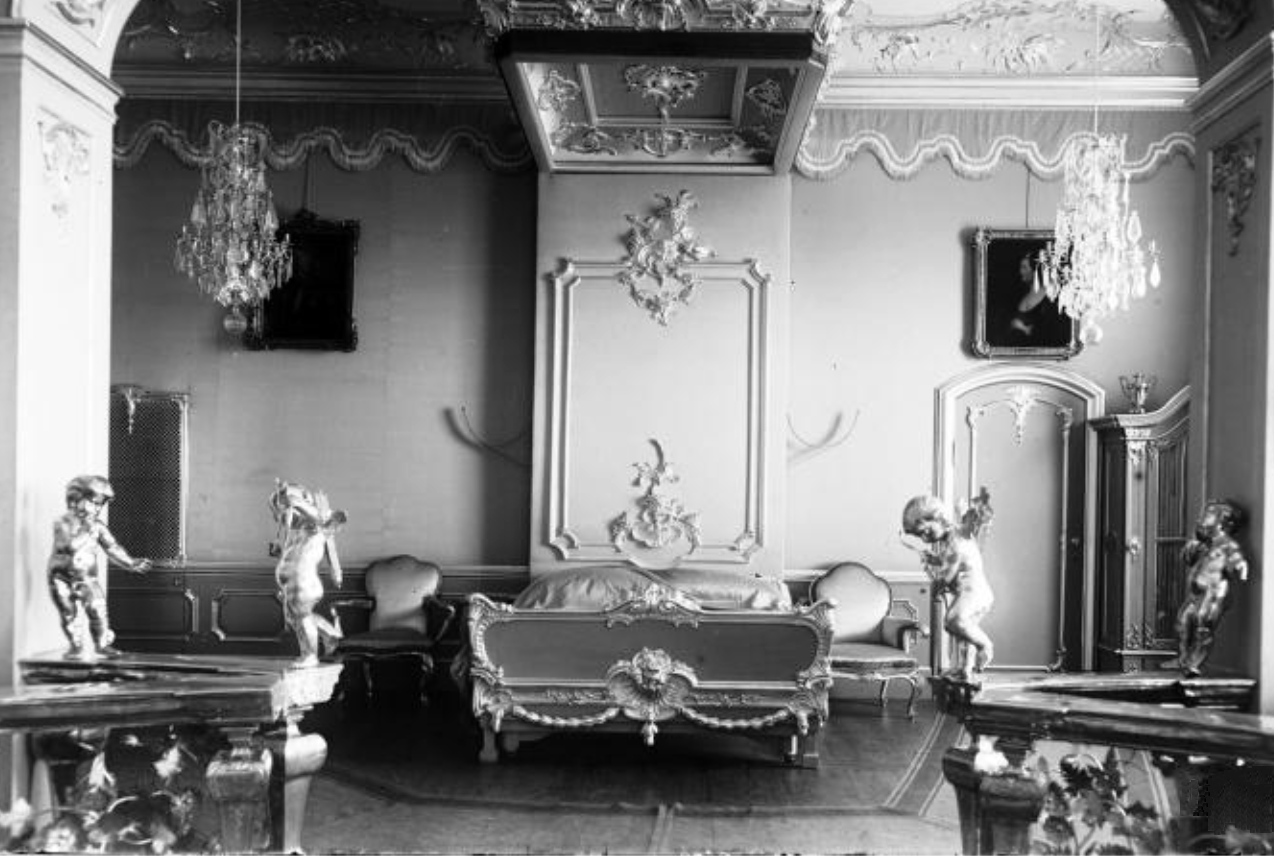
Schlafzimmer mit Alkoven
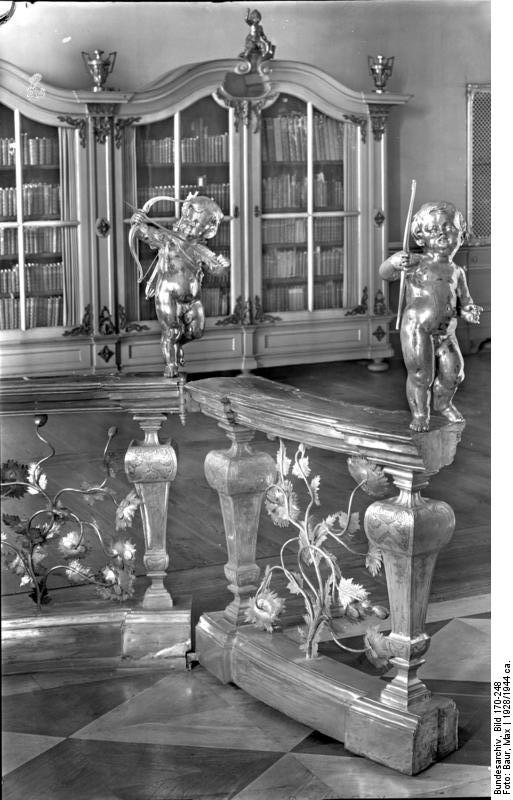
Alkovenschranke, eine Silbertreibarbeit mit Putten auf einer Balustrade

### Konfidenztafelzimmer
Das Konfidenztafelzimmer wurde in den Jahren 1748 bis 1750 geschaffen und wies eine vergoldete Stuckdecke auf. Die Wände zeigten eine ponceaufarbige Samtwandbespannung mit goldenem Tressenbesatz. Das Modell und die Ausführung stammten von Johann Melchior Kambly. Die Holzschnitzerei schuf der Bildhauer Johann Michael Hoppenhaupt der Ältere. In der Mitte des Konfidenztafelzimmers befand sich die ehemalige versenkbare Maschinentafel. Im Zimmer hingen unter anderem Gemälde von Charles-Amédée-Philippe van Loo: Ländliches Fest, Überfahrt zur Liebesinsel und Aeneas mit Dido sowie das von Antoine Pesne geschaffene Gemälde, das Luise Ulrike von Preußen darstellte.

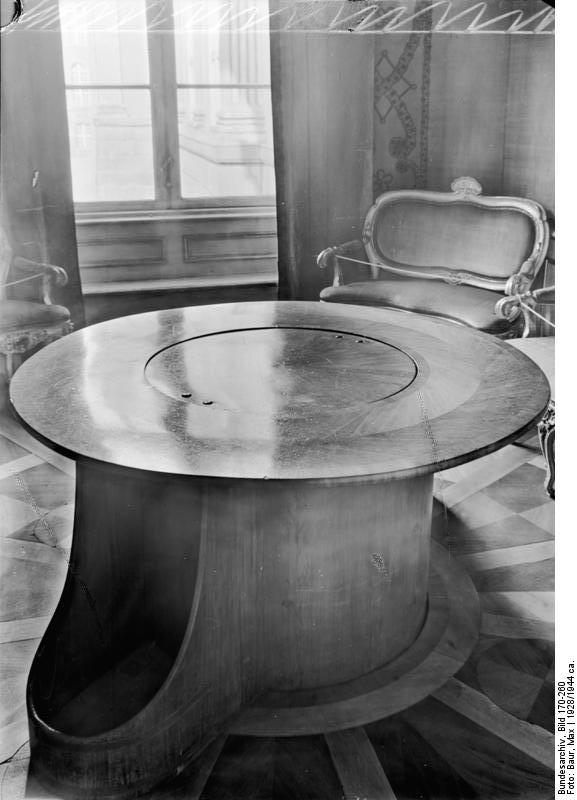
Konfidenztafelzimmer, mit ehemaliger versenkbarer Maschinentafel.
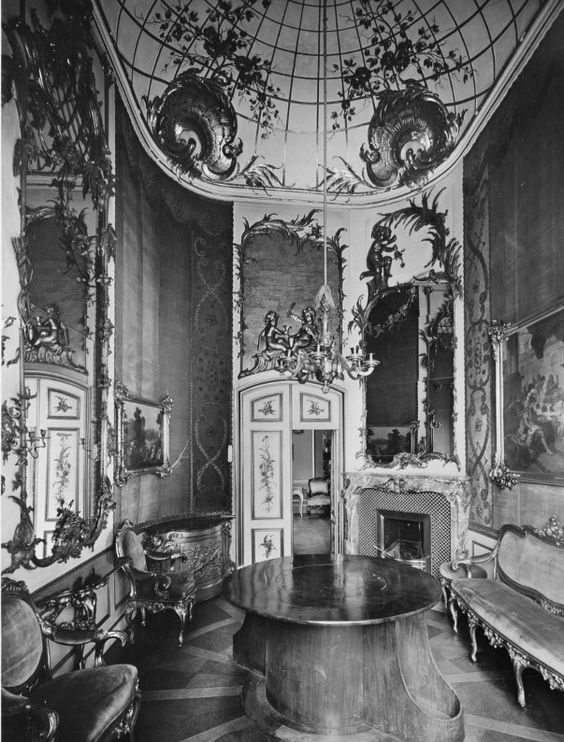
Konfidenztafelzimmer
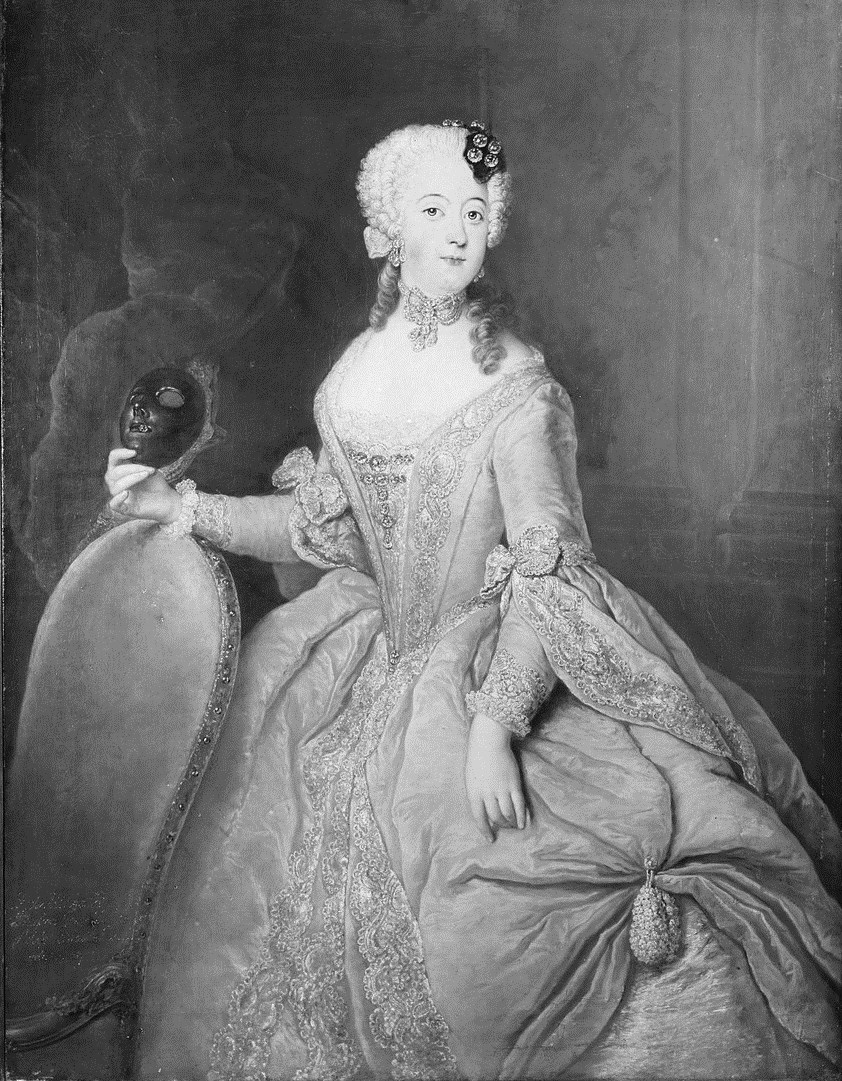
Kondidenztafelzimmer, Gemälde von Antoine Pesne:  Luise Ulrike von Preußen
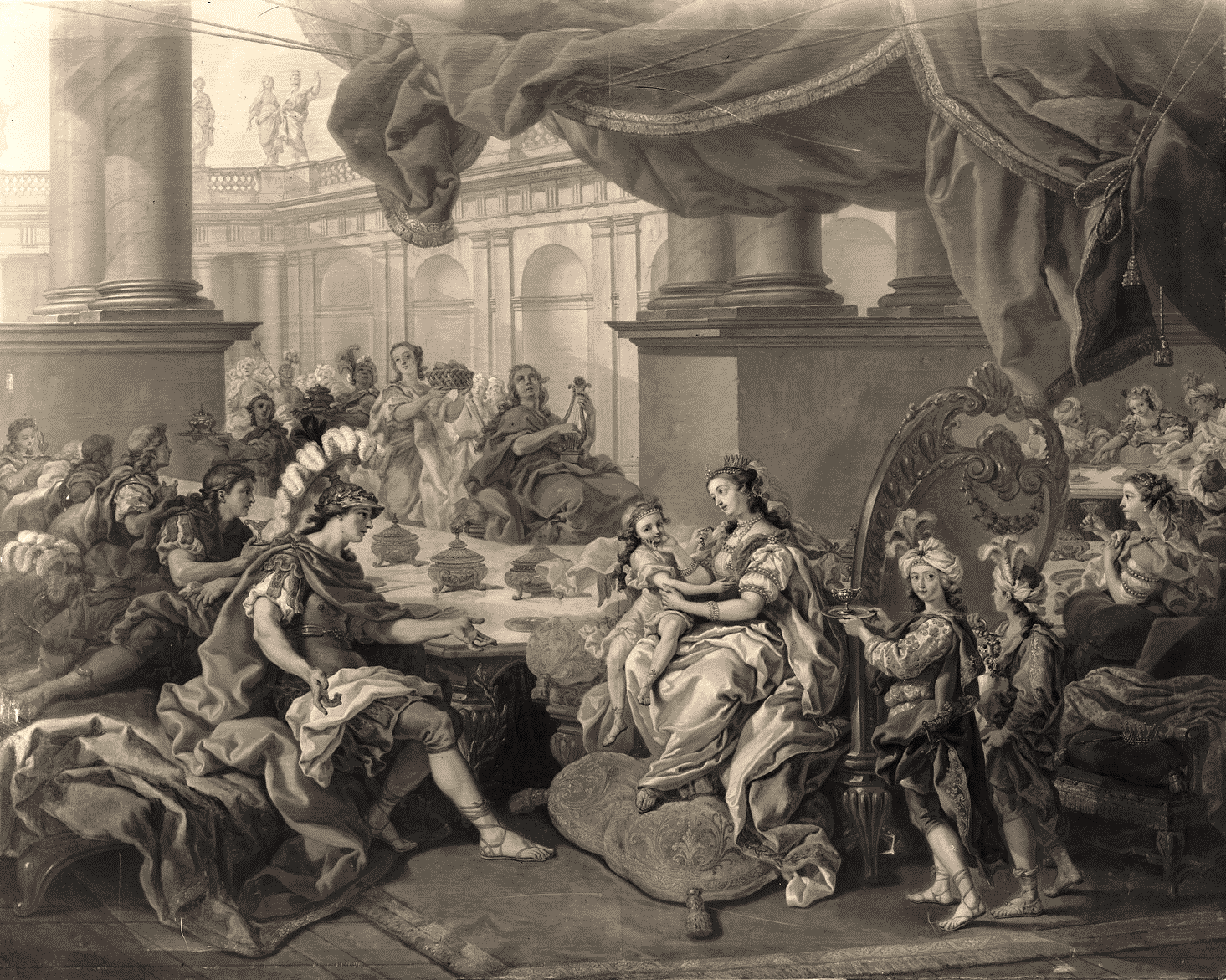
Charles-Amédée-Philippe van Loo: Gemälde Aeneas mit Dido und Ascanius  im Konfidenztafelzimmer
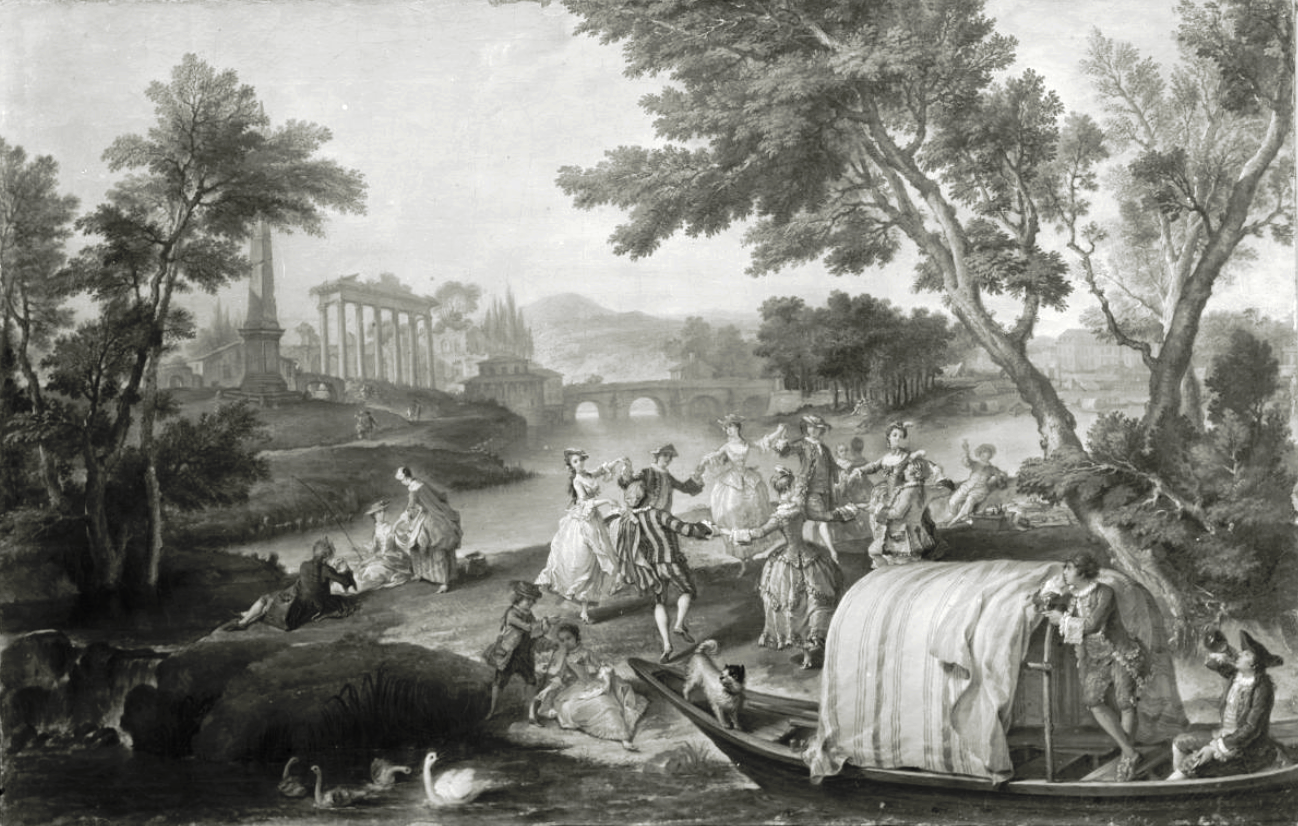
Charles-Amédée-Philippe van Loo: Gemälde Ländliches Fest im Konfidenztafelzimmer
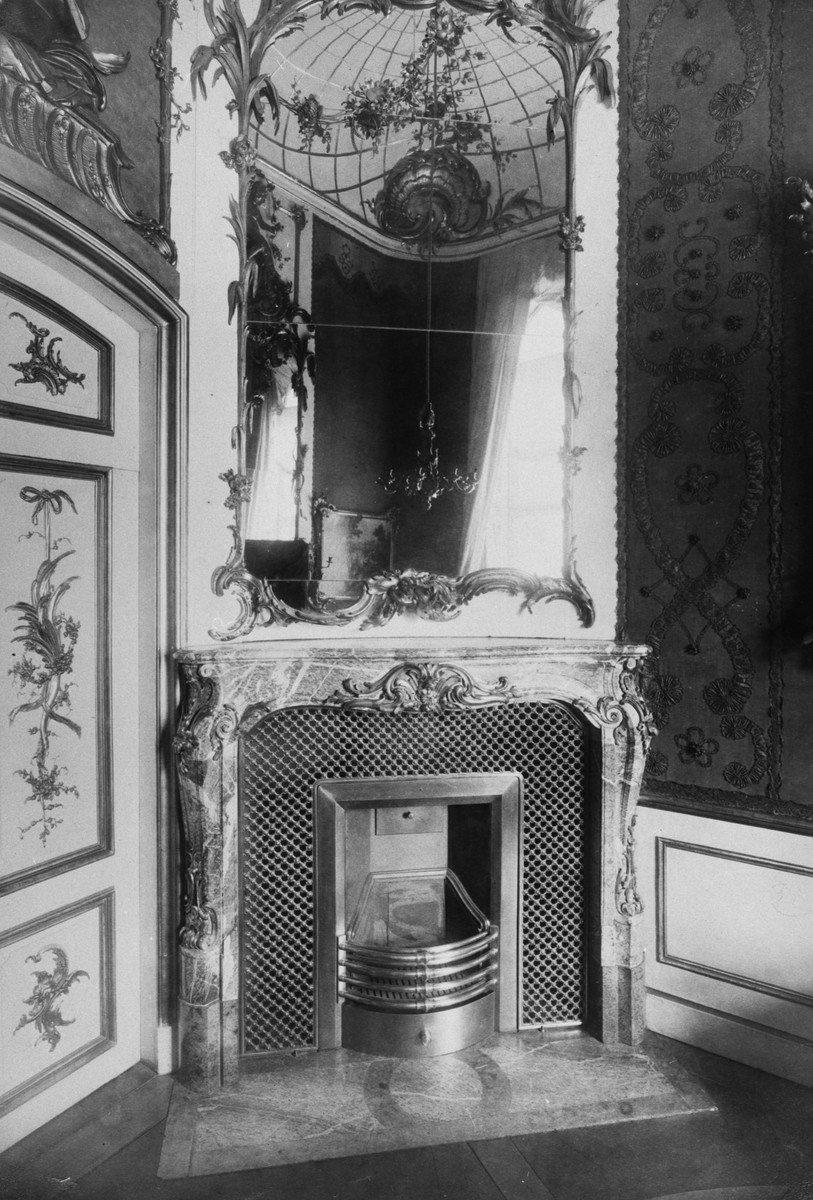
Konfidenztafelzimmer, Ofen.

### Marschalltafelzimmer
Das Zimmer war zu Ehren des Generalfeldmarschalls der preußischen Armee aufwändig dekoriert. Die Stuckdecke wurde um 1700 geschaffen. Die Wandtäfelung wies eine geschnitzte blau-goldene Wanddekoration auf. Die Künstler waren Johann Samuel Nahl und Friedrich Christian Glume. Die französische Standuhr aus dem Jahr 1740 war mit Marketerie und Bronzebeschlag dekoriert. Die Krone wurde in Zechliner Glashütte geschaffen. Eine im Raum befand sich eine Büste Friedrich des Großen.

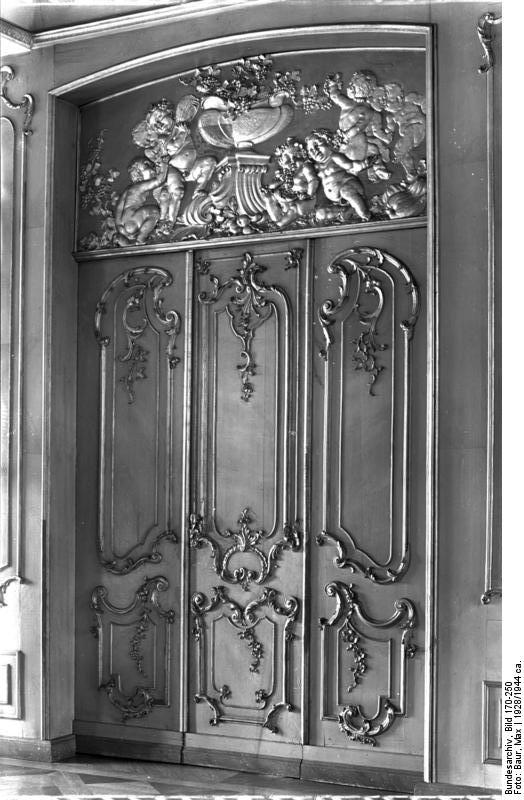
Marschalltafelzimmer, Tür
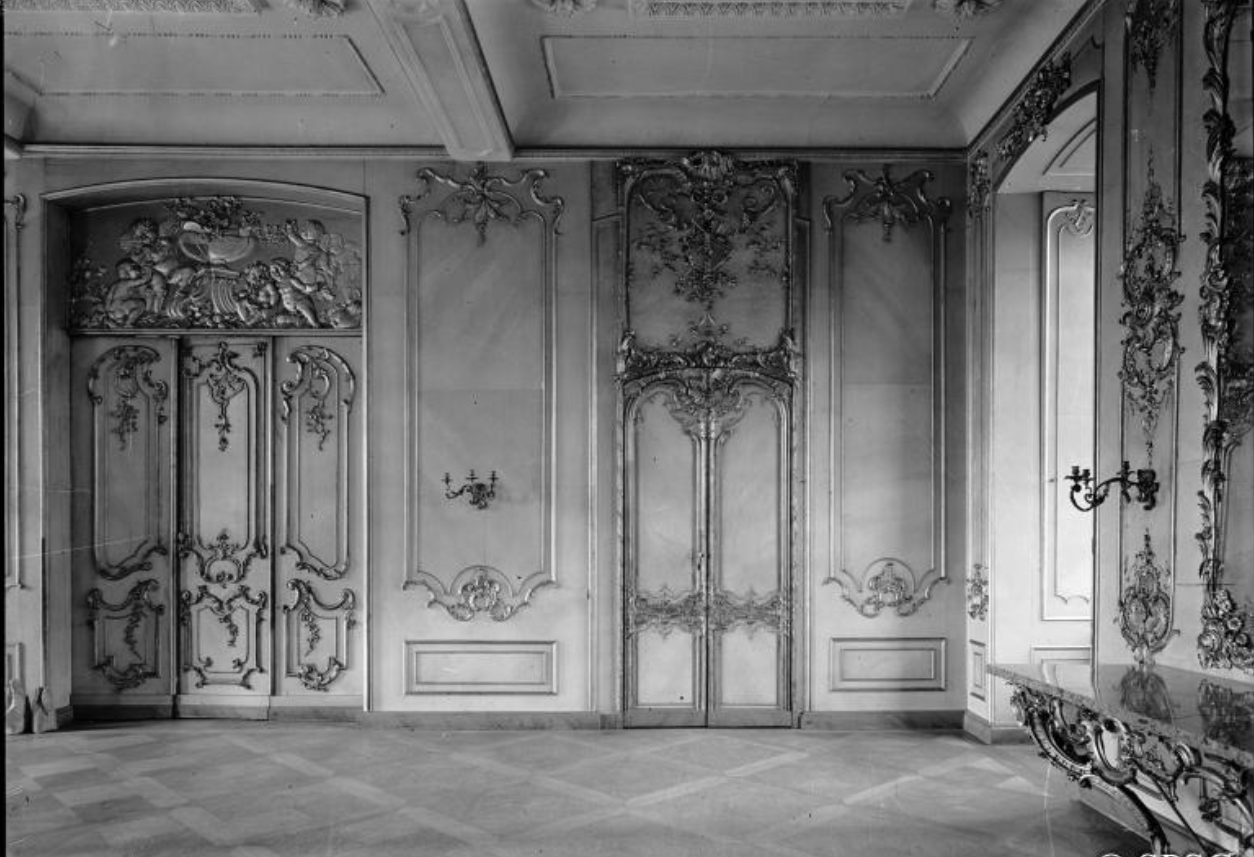
Marschalltafelzimmer, ganzer Raum, Tür (links) und Supraporte (rechts)
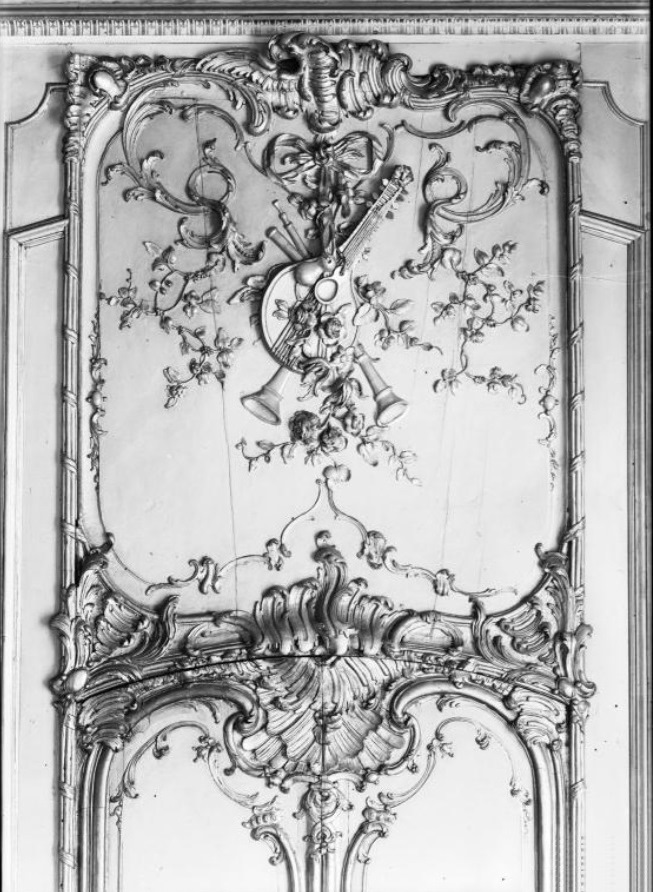
Marschalltafelzimmer, Supraporte

### Schreibkabinett
Das Schreibkabinett wurde um 1755 geschaffen. Die Stuckdecke wurde von dem Bildhauer und Stuckateur Constantin Philipp Georg Sartori gestaltet. Die Wände und Möbel waren mit geschnitzten Blumen dekoriert. Künstler waren Johann Christian Hoppenhaupt der Jüngere und der Berliner Blumen- und Früchtemaler Augustin Dubuisson. Die Sitzmöbel zeigten blauen Samtbezug. Eckschrank und Schreibtisch zeigten Beschläge und Auflagen aus Bronze und eine Schildpattdekoration, gefertigt von Johann Melchior Kambly um 1756. Die bronzene Heizungsanlage hatte die Form eines Drachenkopfs. Von seinem Schreibkabinett aus sah Friedrich der Große die Bittschriftenlinde, wo er regelmäßig Suppliken von den dort wartenden Untertanen entgegennahm.

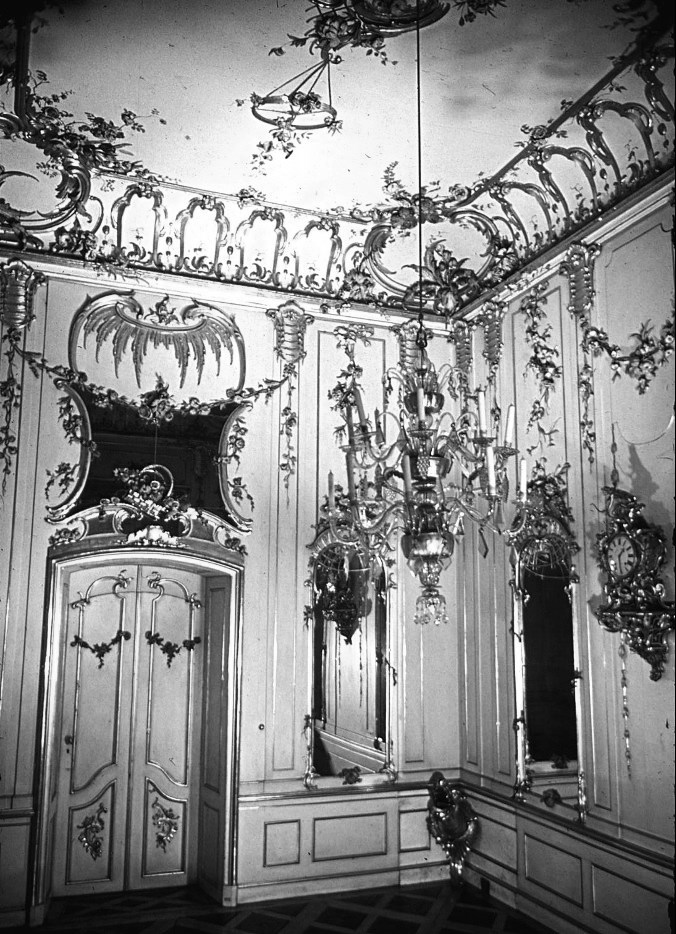
Schreibkabinett, Zimmer
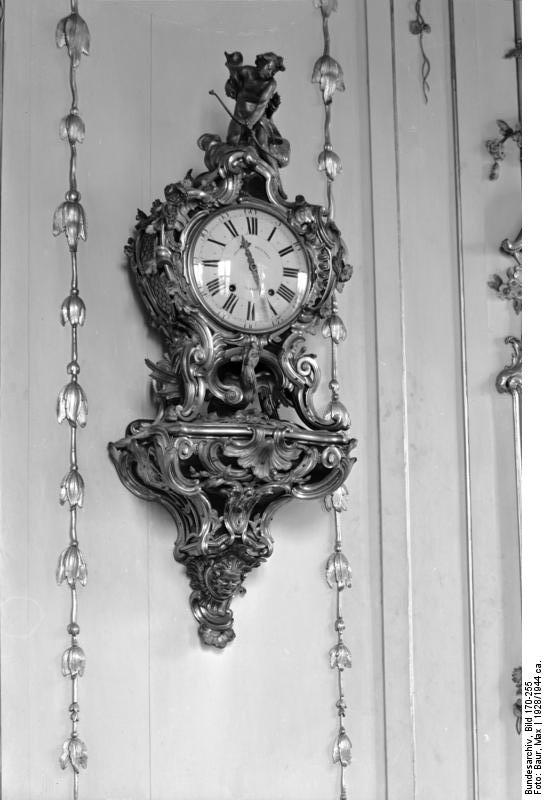
Schreibkabinett, Uhr
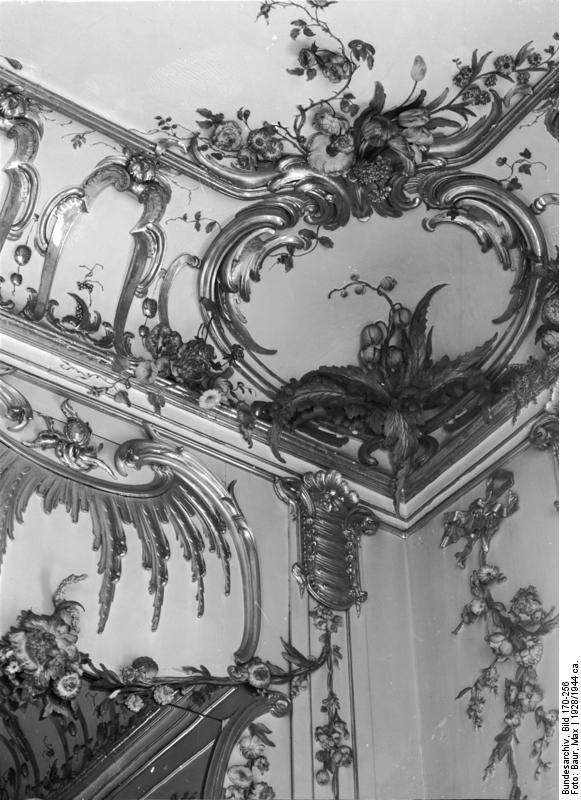
Schreibkabinett, Stuckdekoration
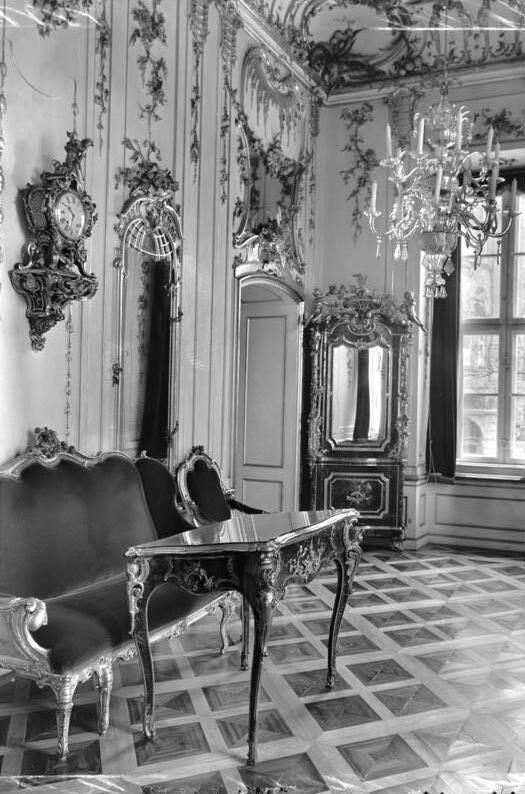
Schreibkabinett, Zimmer mit Uhr
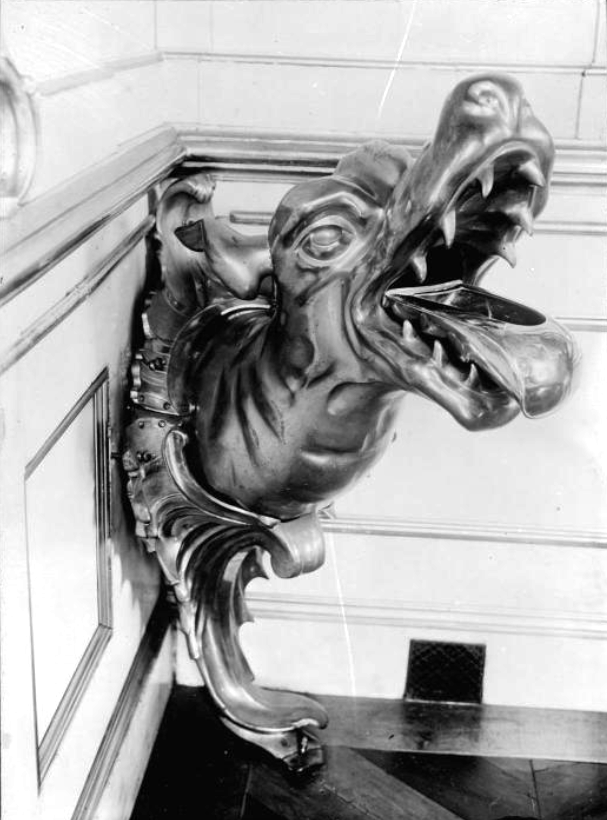
Schreibkabinett, Drachenkopf aus Bronze

### Speisezimmer
Das Speisezimmer entstand um 1744. Der Raum zeigte eine grau-rosa silberne Wandvertäfelung und einen Kamin. Künstler waren Johann August Nahl und Friedrich Christian Glume. Im Raum befand sich ein mit Eisenrot und Gold bemaltes Frühstücksservice, das in Berlin um 1775 geschaffen wurde. Dazu drei Porzellandosen aus der Porzellanmanufaktur Meißen. Der Ofenschirm mit Setzschirm war von Antoine Pesne mit den Geschichten Ovids bemalt. Weitere im Raum befindliche Gemälde waren: Zwei Gesellschaftsstücke (Antoine Pesne), Tanzendes Paar mit Zuschauern im Park (Antoine Pesne), Mitglieder der Oper Friedrichs des Großen im Park (Antoine Pesne), Die Tänzerin Barbarina (Antoine Pesne), Das Moulinet (Nicolas Lancret), Tanz im Gartenpavillon (Nicolas Lancret), Der Ball (Nicolas Lancret) sowie Das Fest im Freien (Antoine Watteau). Die Arbeiten Nicolas Lancret befinden sich heute im Schloss Charlottenburg.

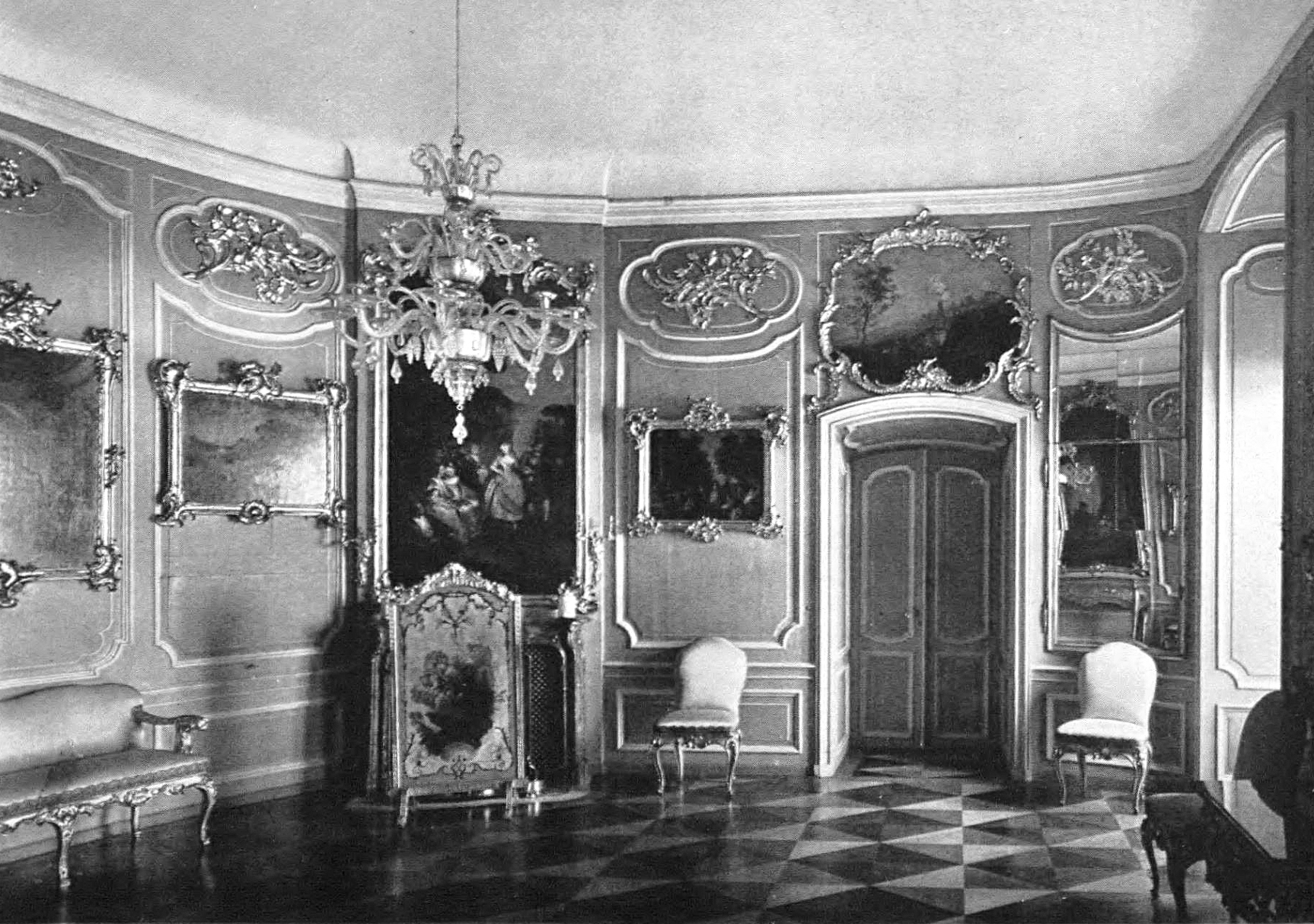
Speisezimmer
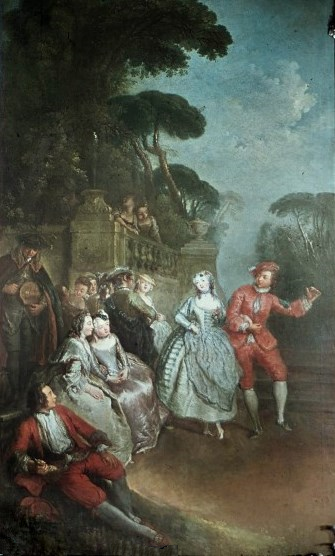
Gemälde Tanzendes Paar mit Zuschauern im Park von Antoine Pesne
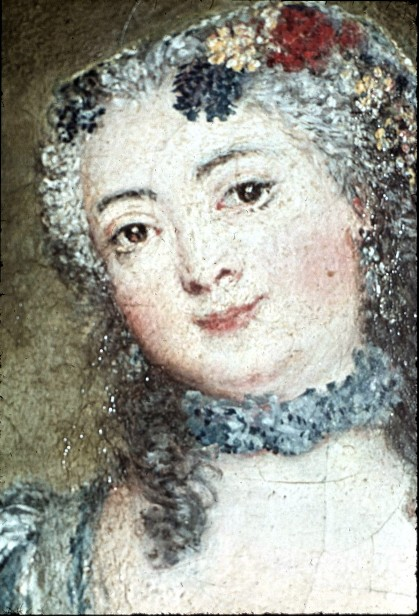
Gemälde Tanzendes Paar mit Zuschauern im Park (Die Tänzerin Barberini) von Antoine Pesne
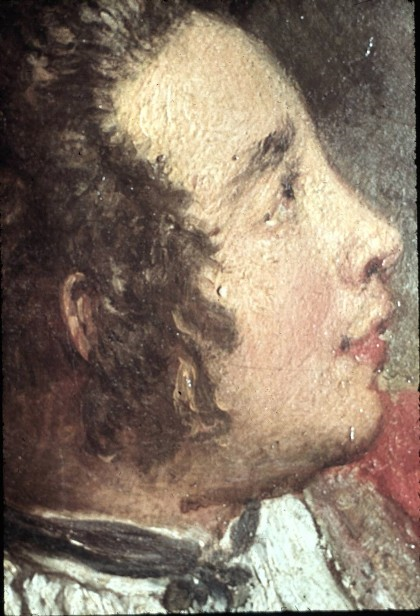
Gemälde Tanzendes Paar mit Zuschauern im Park (Liegender Herr) von Antoine Pesne
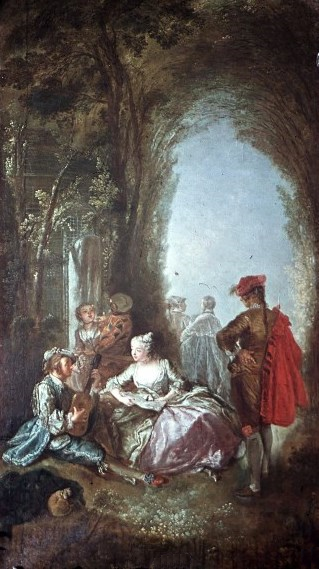
Gemälde Mitglieder der Oper Friedrichs des Großen im Park von Antoine Pesne

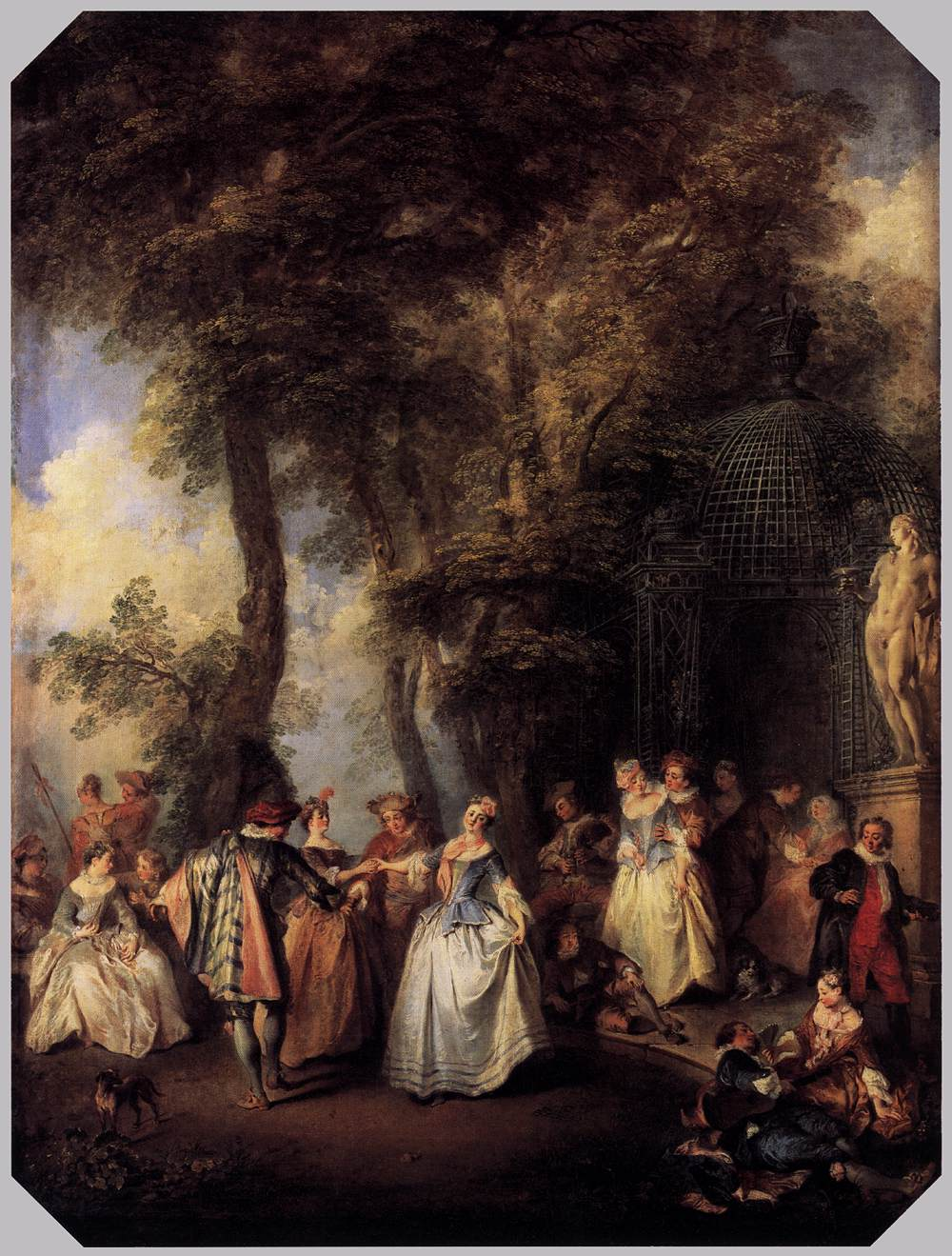
Das Moulinet (Nicolas Lancret)
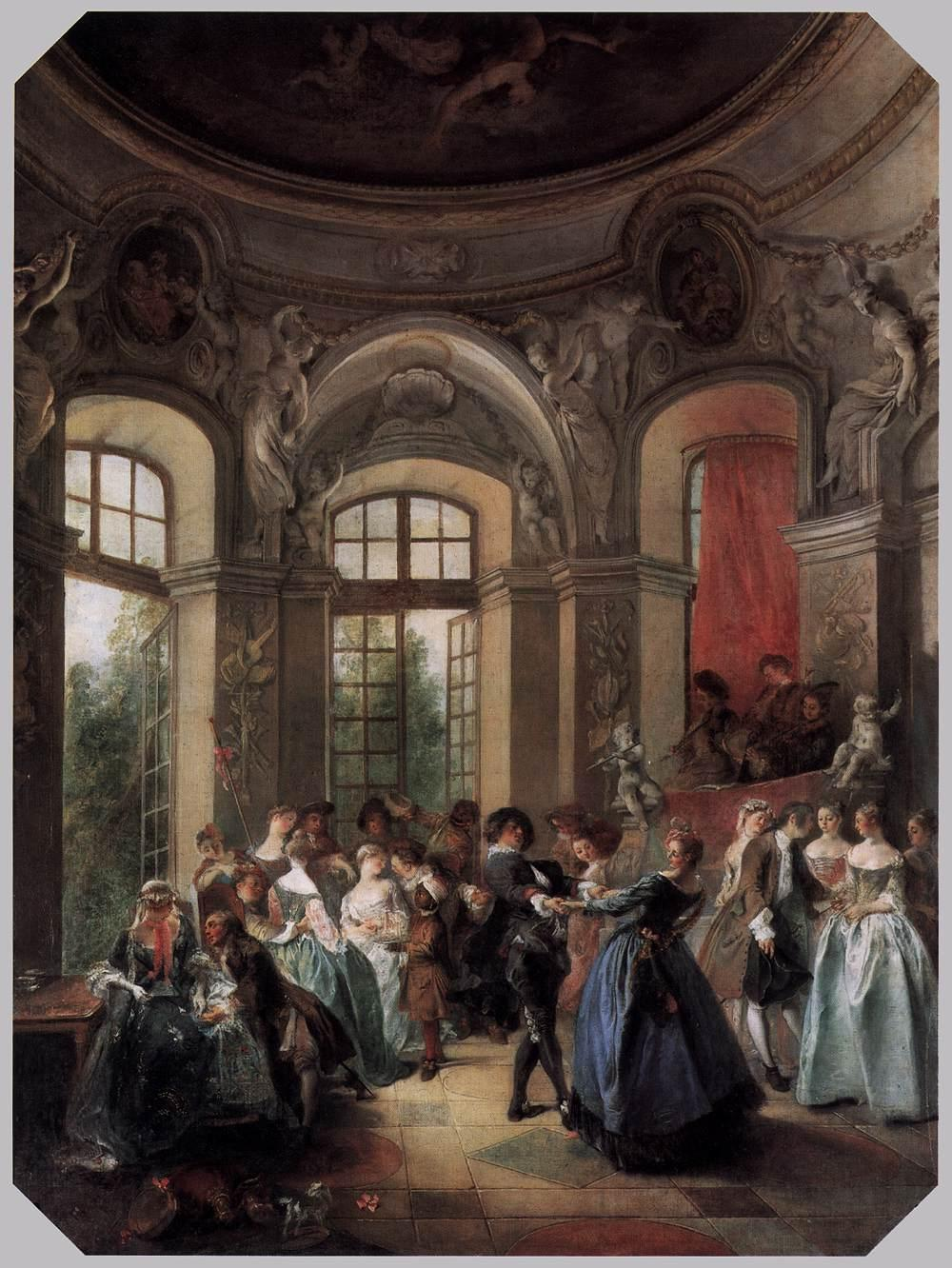
Tanz im Gartenpavillon (Nicolas Lancret)
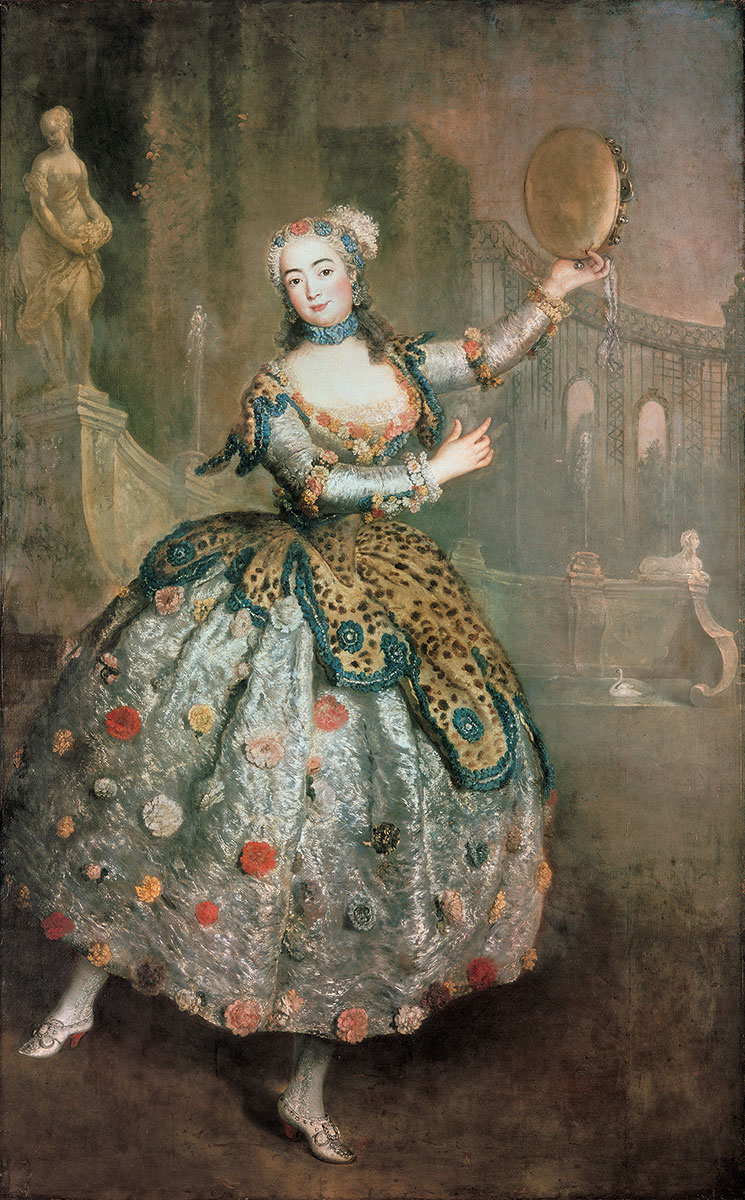
Antoine Pesne: Die Tänzerin Barbara Campanini  aus dem Stadtschloss Potsdam (Speisezimmer) befindet sich heute im Schloss Charlottenburg

### Wohnung des Prinzen Heinrich
Neben den Festräumen und der Wohnung Friedrichs II. hatten sich im Potsdamer Stadtschloss aus der Zeit Friedrichs II. noch die Räume erhalten, die er für seinen Bruder Heinrich von Preußen als Wohnung gestalten ließ. Die Wohnung des Prinzen Heinrich bestand aus seinem Schlafzimmer, Paradezimmer sowie Vorkammer. Der ehemalige Wandbehang von Heinrichs Schlafzimmer war aus gelbem Samt. Die Schnitzerei waren von Johann Melchior Kambly und Eppen gefertigt. Die ursprüngliche Bemalung wurde im Jahre 1932 wieder freigelegt. Heinrichs Paradezimmer war ursprünglich mit Vorhängen und Bezügen aus blauem Samt ausgestattet. Die Schnitzerei mit ursprünglich blaubemalten Blumen stammte von Johann Christian Hoppenhaupt dem Jüngeren. Der Konsoltisch zeigte eine Boullemarketerie mit eingefügtem Miniaturporträt des Prinzen Heinrich. Die Vorkammer war mit Gobelins aus der Manufaktur des Hugenotten Charles Vigne um 1767/1800 in Berlin, ausgestattet: Psyche wird in den Himmel erhoben, Psyches Vater konsultiert das Orakel, Psyche ermahnend entschwebt Amor, Psyche beleuchtet den schlafenden Amor, Venus führt Amor und Psyche zusammen, Die Schwestern Psyches ermahnen sie, eine Lampe mitzunehmen sowie Begegnung von Amor und Psyche. Diese stammten aus der Wandteppichfolge Amor und Psyche nach Cartons von Charles-Amédée-Philippe van Loo. Die Wandteppiche aus Heinrichs Wohnung befinden sich heute im Schloss Charlottenburg. Es folgten Aufstockungen der Flügel, die Anlage einer zweiten Wohnung in der Südostecke.

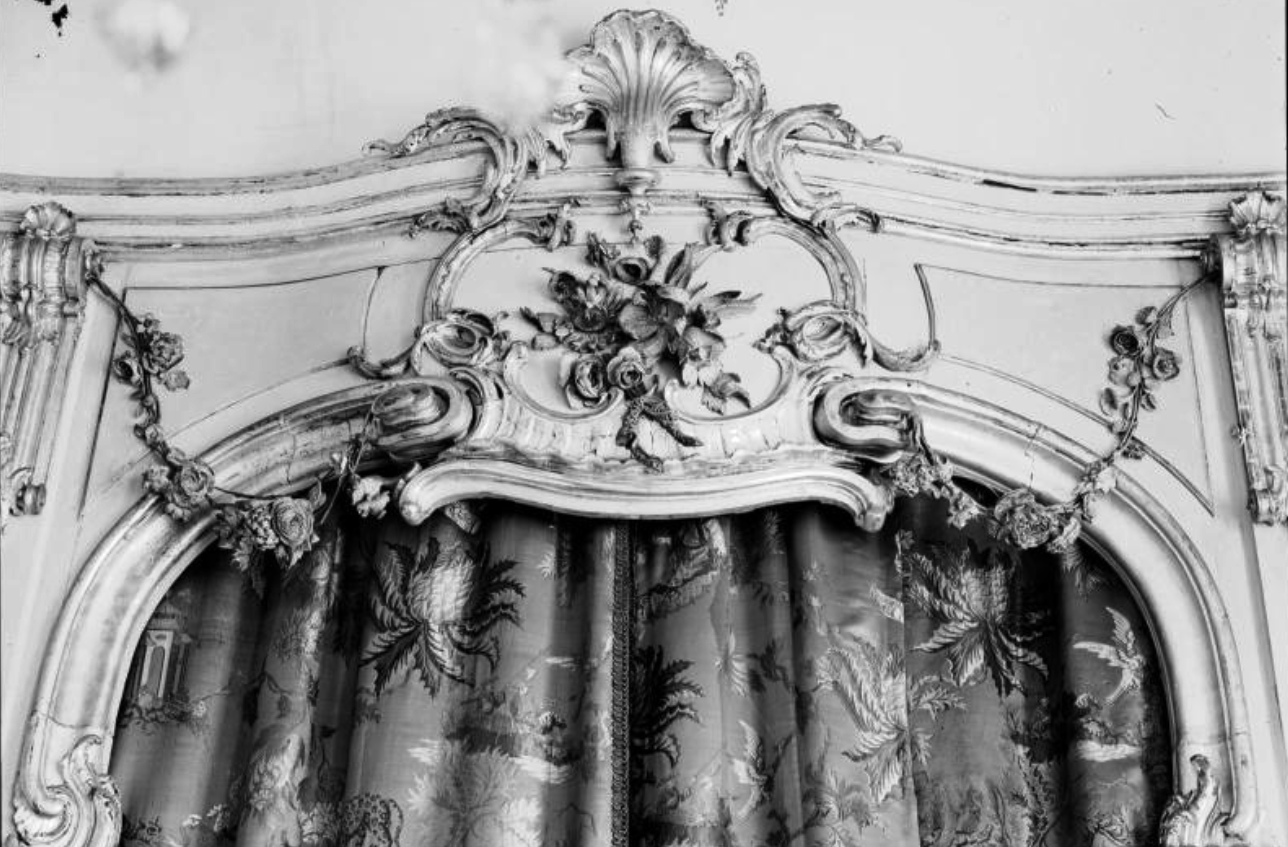
Schlafzimmer des Prinzen Heinrich
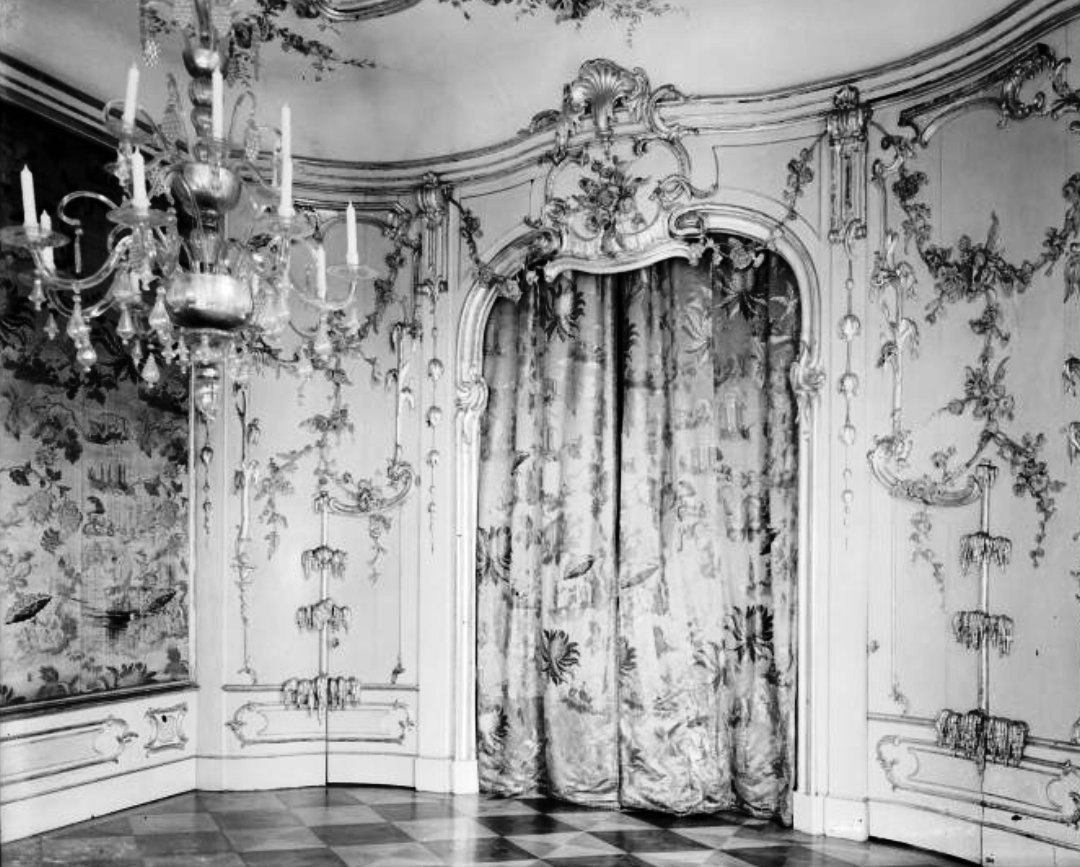
Schlafzimmer des Prinzen Heinrich
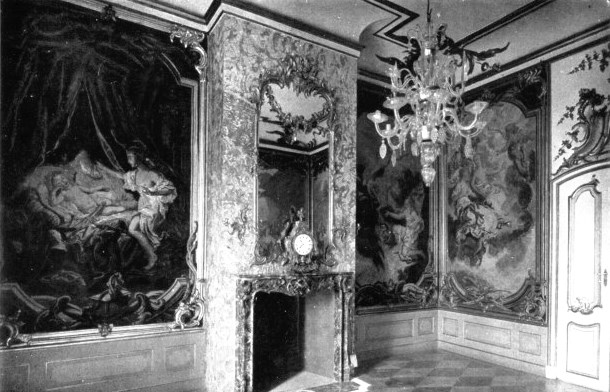
Vorkammer Prinz Heinrich mit Wandteppichen von Charles Vigne und Charles-Amédée-Philippe van Loo (Amor und Psyche).
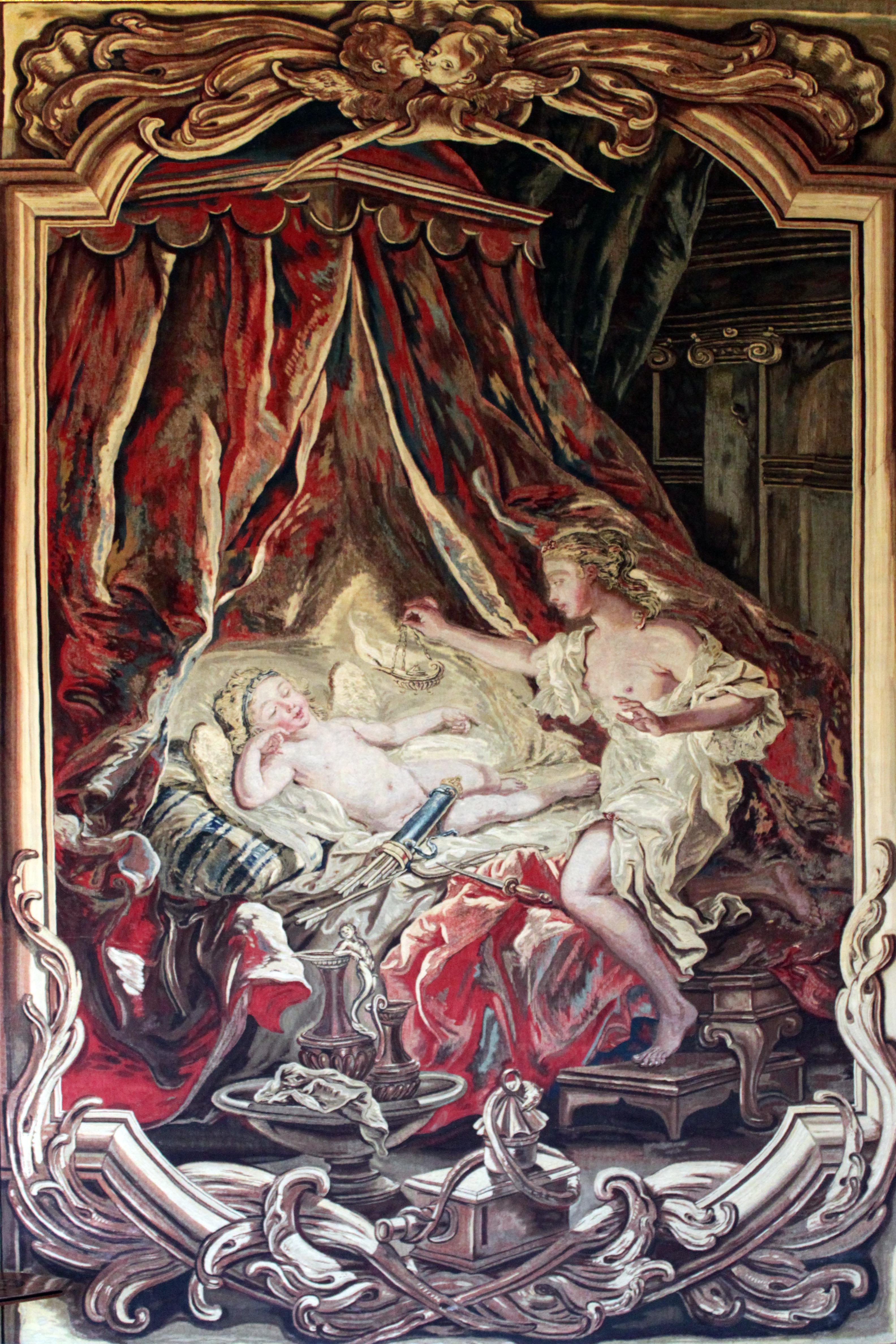
Psyche beleuchtet den schlafenden Amor
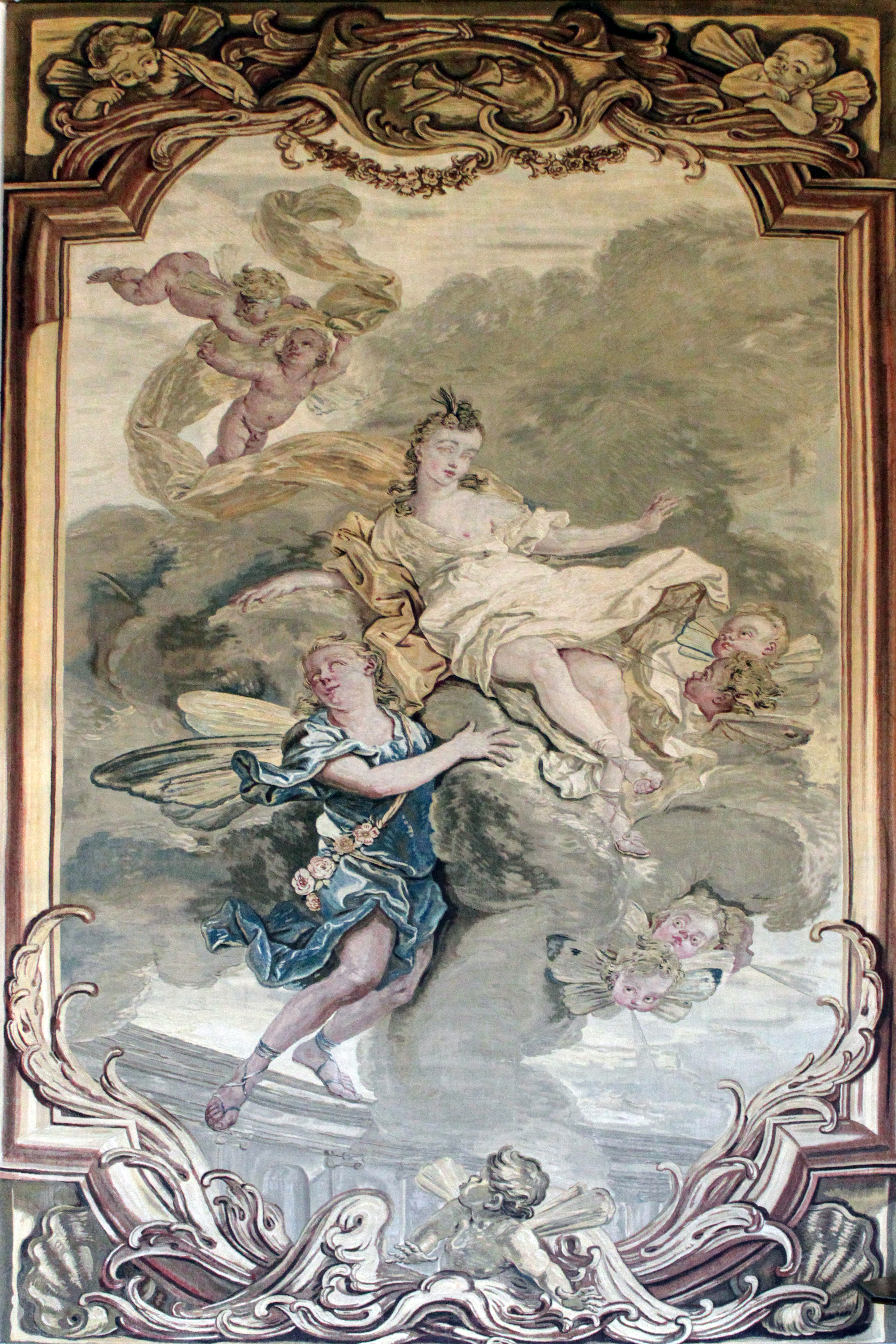
Psyche wird in den Himmel erhoben
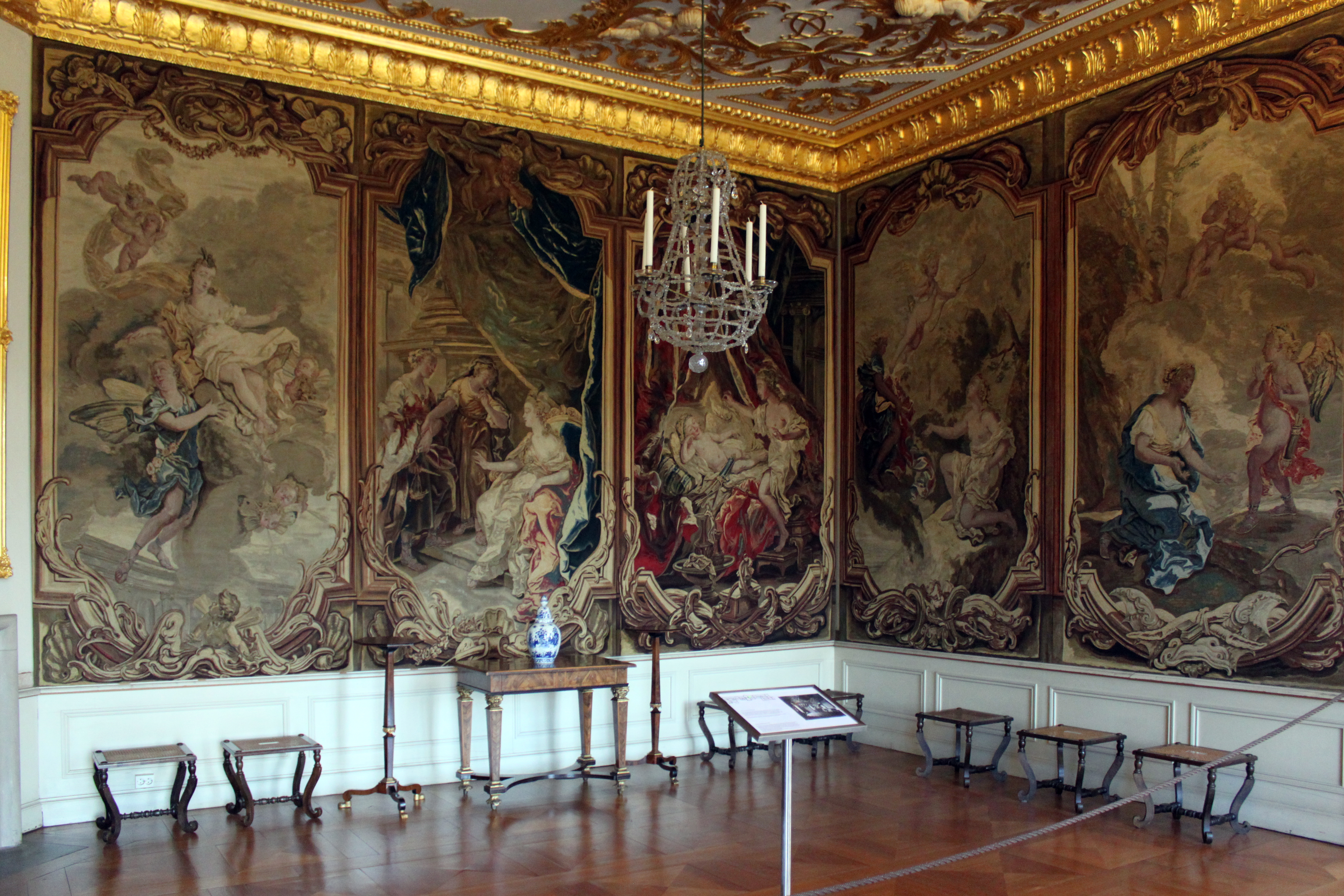
Wandteppiche aus Heinrichs Wohnung heute im Schloss Charlottenburg

### Audienzzimmer
Das Audienzzimmer mit dem Thron Friedrichs II. und zugleich friderizianischer Thronsaal war ursprünglich mit gelbem Samt mit Silberstickerei von Pailly, ausgestattet. Hier hatte 1786 die Paradeausstellung des toten Königs stattgefunden, weswegen der Raum Paradekammer genannt wurde. Diesen Raum ließ Friedrich Wilhelm III. in den Jahren 1799 bis 1804 durch Baumeister Friedrich Gottlieb Schadow umgestalten. Der Stuckmarmor an den Wänden schuf Franz Ludwig Catel. Die Decken wurden von dem Maler Johann Wilhelm Niedlich gestaltet. Wilhelm Böttner gestaltete die Supraporten mit Szenen aus Oberon. Die Seidentapeten und Bezüge waren blau mit bunten Blumen, weswegen dieser Raum auch Blaue Paradekammer genannt wurde. Der Konsoltisch bestand aus ägyptischen Granit und stammte aus der von Friedrich II. erworbenen Antikensammlung des verstorbenen Kardinals Melchior de Polignac. Der große Bronzeleuchter wurde von Pierre-Philippe Thomire in Paris geschaffen.

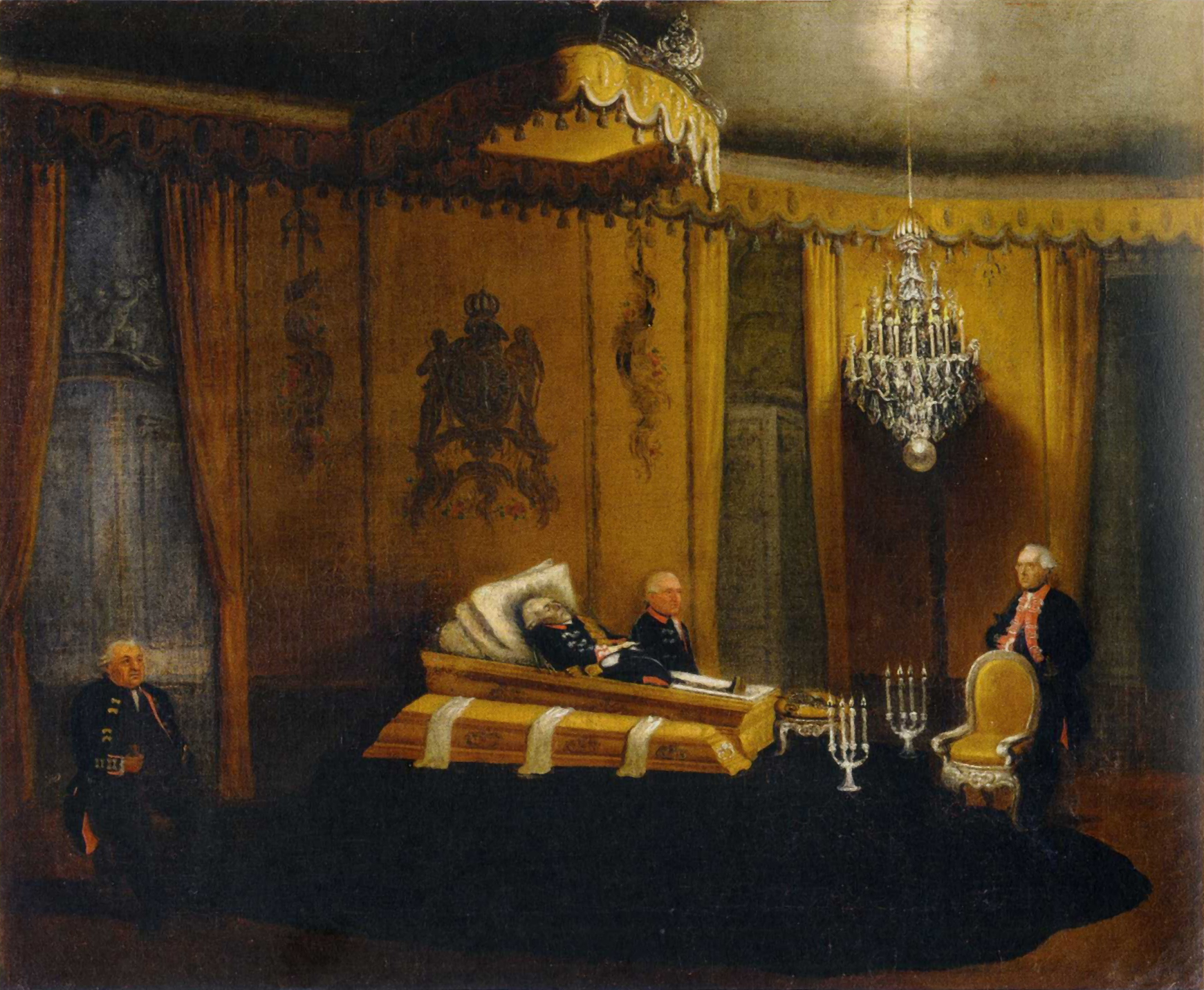
Aufbahrung Friedrichs des Großen im Audienzsaal

### Großes Konzertzimmer
Das frühere große Konzertzimmer war mit Stuck und Chinoiserien auf Goldgrund geziert. Friedrich der Große gab Flötenkonzerte und war für sein Querflötenspiel bekannt. Friedrich II. war auch Komponist, der selbst Flötensonaten komponierte.
Der Raum diente nach dem Tod Friedrichs II. als Schlafzimmer für Alexander I. im Jahre 1805 und für Napoleon im Jahre 1806. Der Raum wurde im Jahre 1818 für Nikolaus I. neu eingerichtet. Im Raum befand sich ein Schreibschrank mit Intarsien von J. A. F. Griese aus Berlin. Die Kommoden und Nachttische waren von D. Hacker aus Berlin. Der Tisch zeigte eine Lackschnitzerei mit einer Darstellung nach Peter Paul Rubens in der Art von Johann Heinrich Stobwasser.

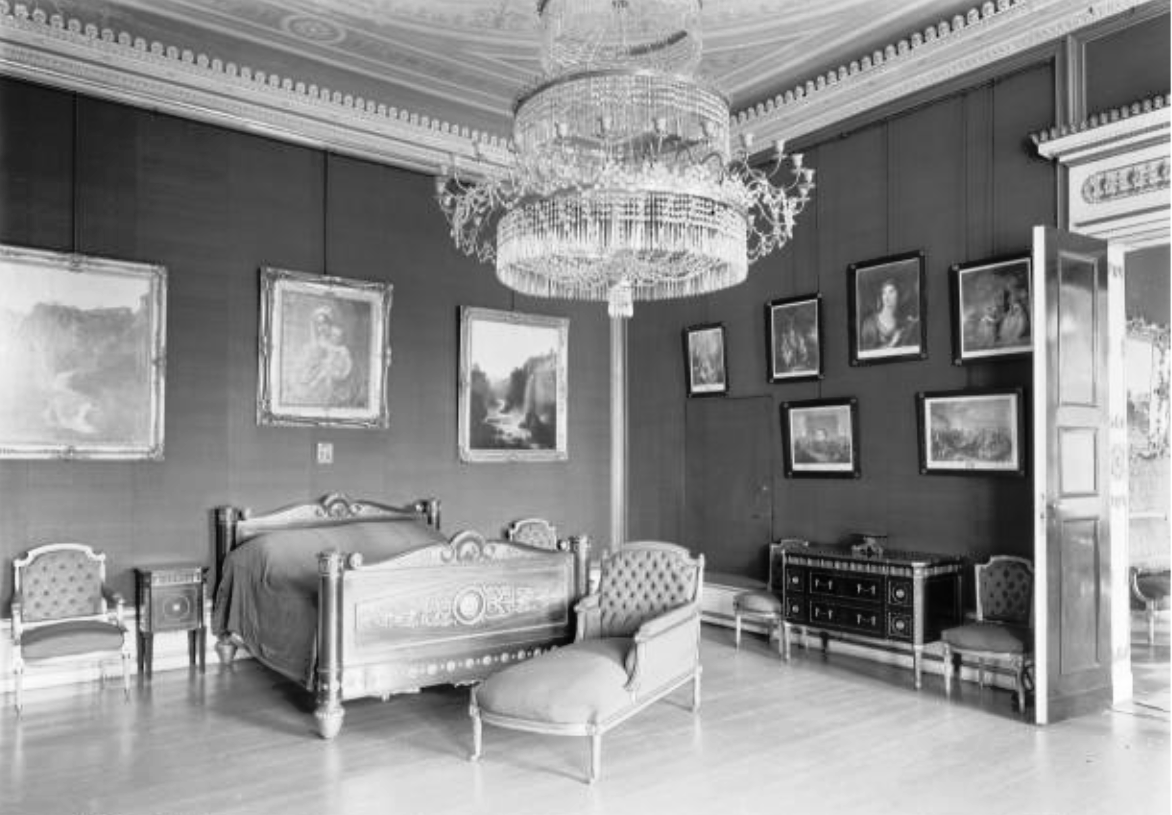
Schlafzimmer (ehem. Großes Konzertzimmer)

### Schlosstheater
Friedrich II. hatte ein zweistöckiges Theater im Kopfbau des Ostflügels einbauen lassen. Das noch unfertig im März 1748 eröffnete Theater war geschmückt mit Hermen und Ornamentik. Die Sitzreihen waren nach antikem Vorbild im Halbrund angeordnet. Zum Programm gehörten französische Komödien, italienische Opern und Ballette. Heymüller zeigt allegorisch im Tympanon-Relief des Theaterflügels die Tänzerin Barbara Campanini als Terpsichore vor Friedrich als Apoll. Im Jahr 1803 wich das Theater schlichten Wohnräumen für die anwachsende königliche Familie samt Personal.

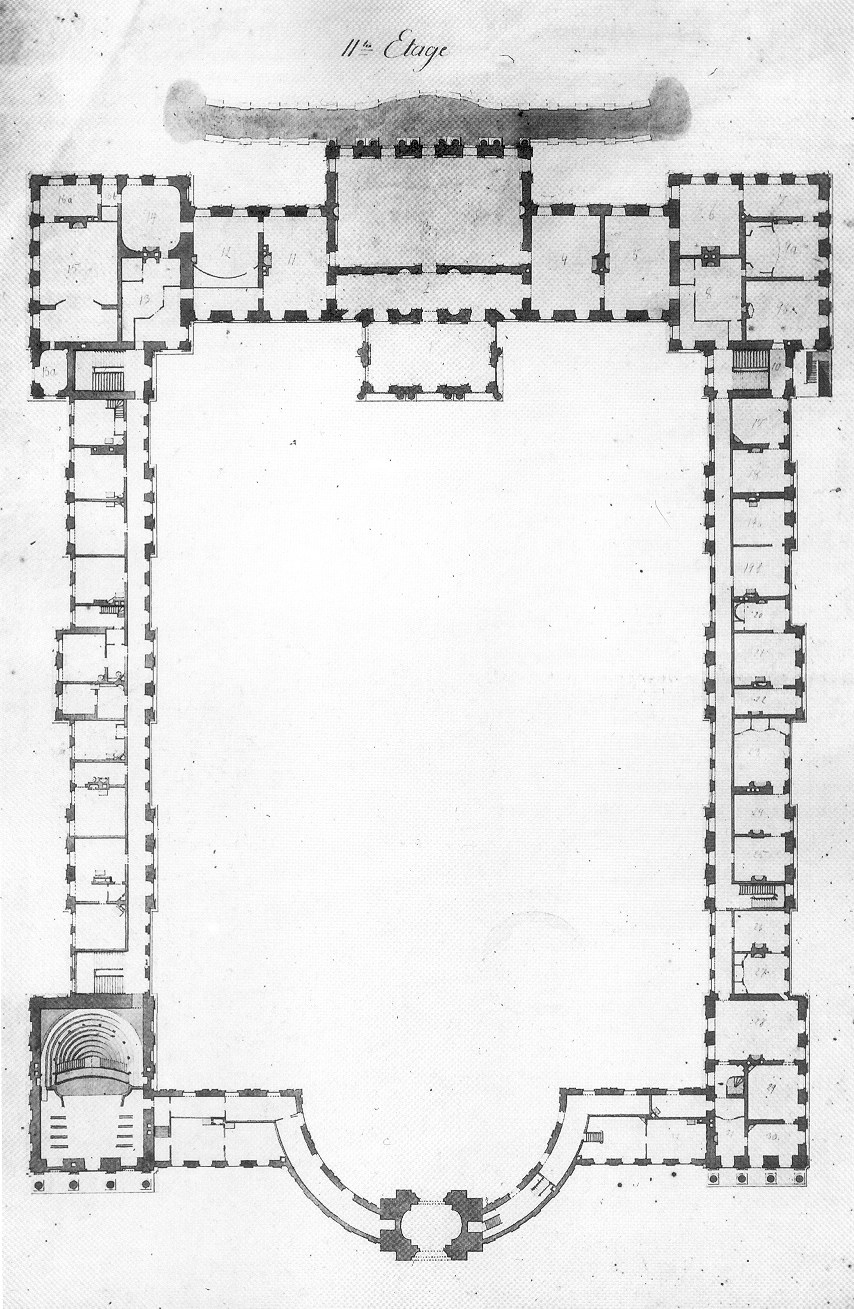
Gesüdeter Grundriss des Schlosses mit dem Theater im Kopfbau des Ostflügels
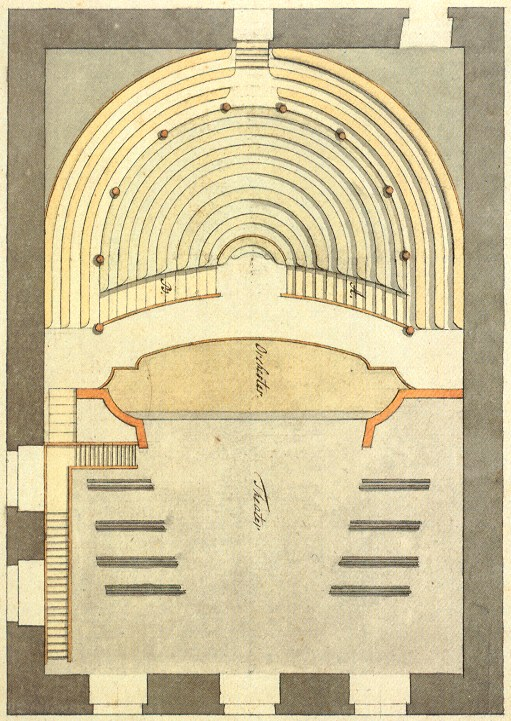
Grundriss des Theaters
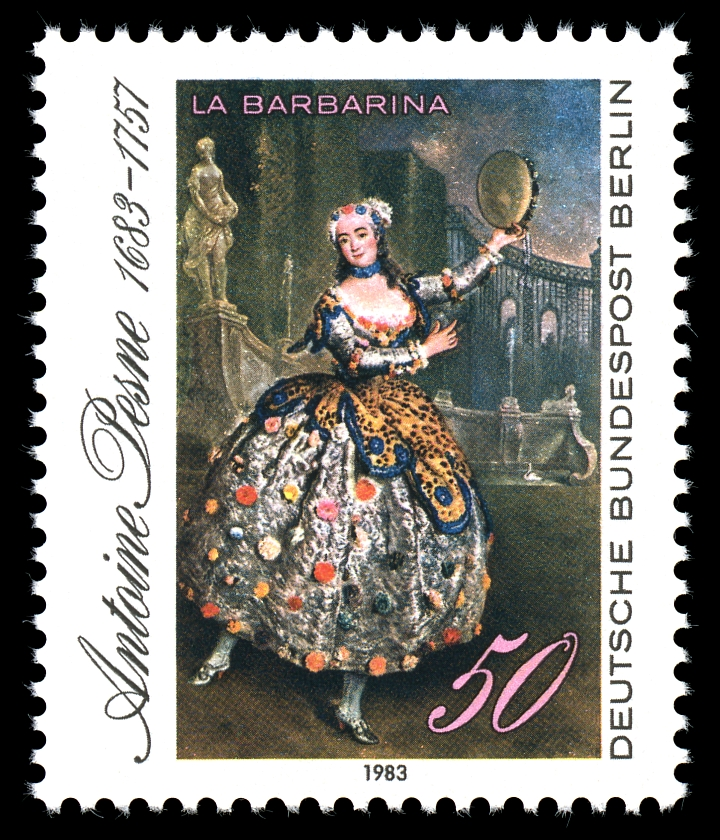
Die Ballett-Tänzerin Barbara Campanini (auch bekannt als Die Tänzerin Barberina)

### Etrurisches Zimmer
Friedrich Wilhelm III. ließ 1802/04 eine Zimmerflucht im klassizistischen Stil umbauen. Anstelle der westlichen Wohnung Friedrichs und ihrer Fortsetzung im Nordwestflügel entstanden Repräsentations- und Wohnräume im Etruskischen Stil, einer Spielart des Klassizismus. Die Ausstattung – Wandverkleidungen und Möbel – des Etrurischen Zimmers sind nach einem Entwurf von Friedrich Gottlieb Schadow sowie der Gebrüder Ludwig Friedrich und Franz Ludwig Catel gearbeitet worden.

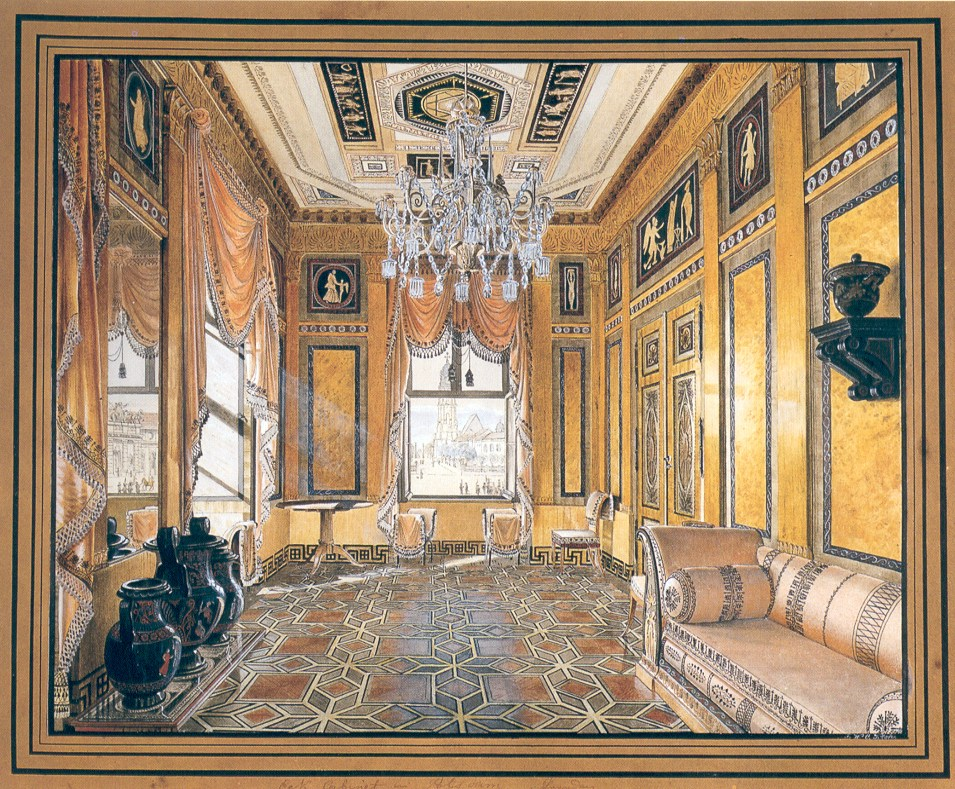
Etrurisches Zimmer, Aquarell von Friedrich Wilhelm Klose, um 1840
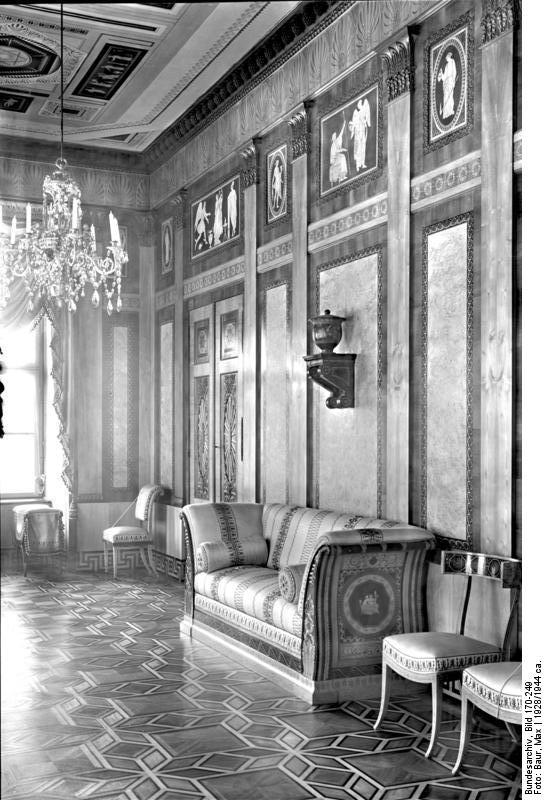
Etrurisches Zimmer, Fotografie

### Wohnung der Königin Luise
Die Wohnung der Königin Luise bestand aus dem Vorzimmer, Speisesaal, gelbem Zimmer, blauem Zimmer, Schreibkabinett, und Schlafzimmer. Luises Räume wurden 1932 rekonstruiert. Das gelbe Zimmer zeigte einen gelben Wandbehang. Die beiden Konsoltischplatten stammten aus der Antikensammlung des verstorbenen Kardinals Melchior de Polignac, die Friedrich II. im Jahre 1742 in Paris erworben hatte.

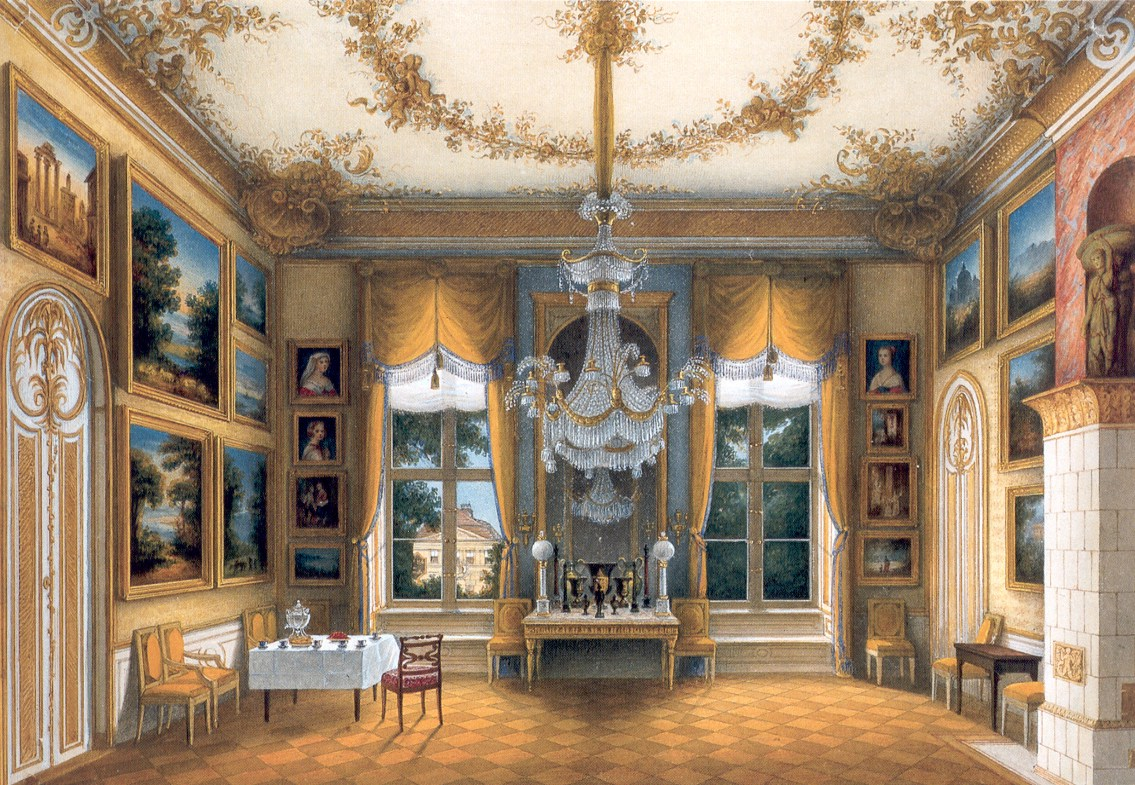
Der Gelbe Salon, Wohnraum Königin Luises, Aquarell von Friedrich Wilhelm Klose, um 1840
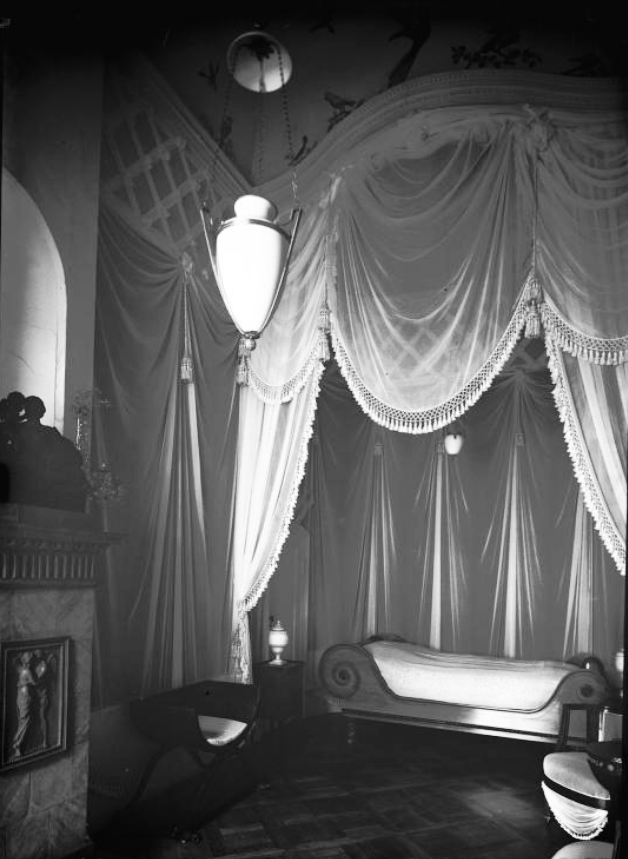
Schlafzimmer der Königin Luise
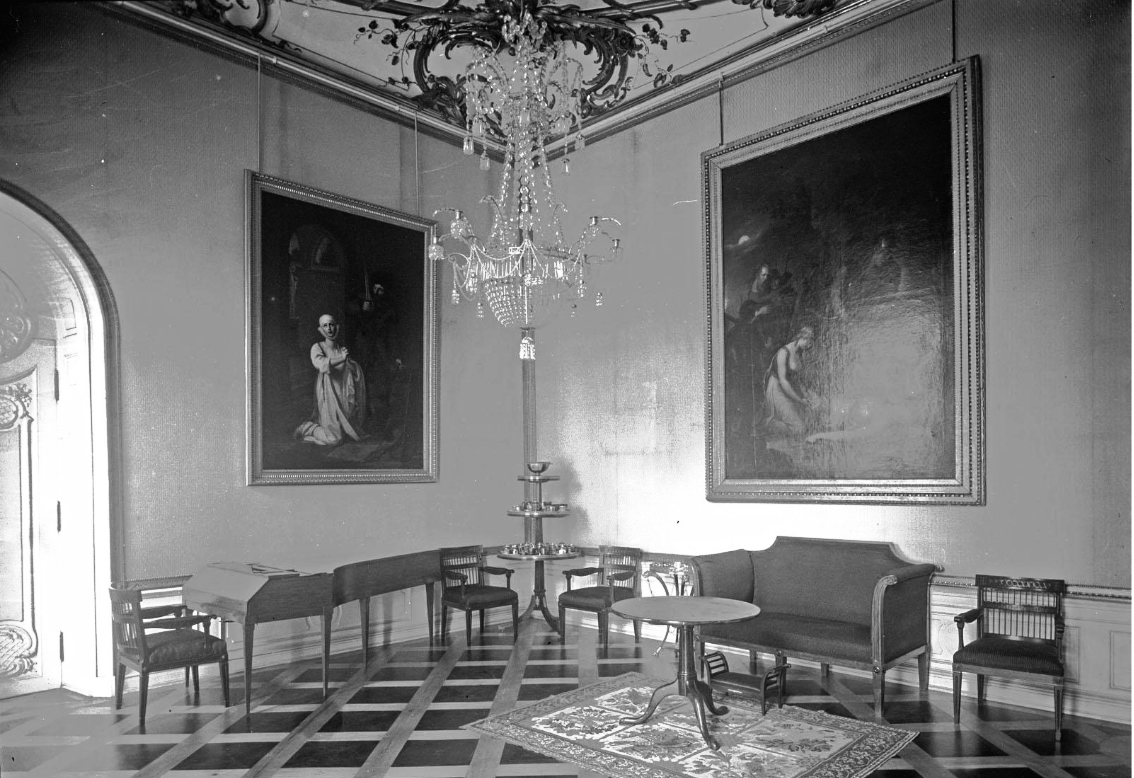
Blaues Zimmer

## Neues Stadtschloss

### Vorgeschichte

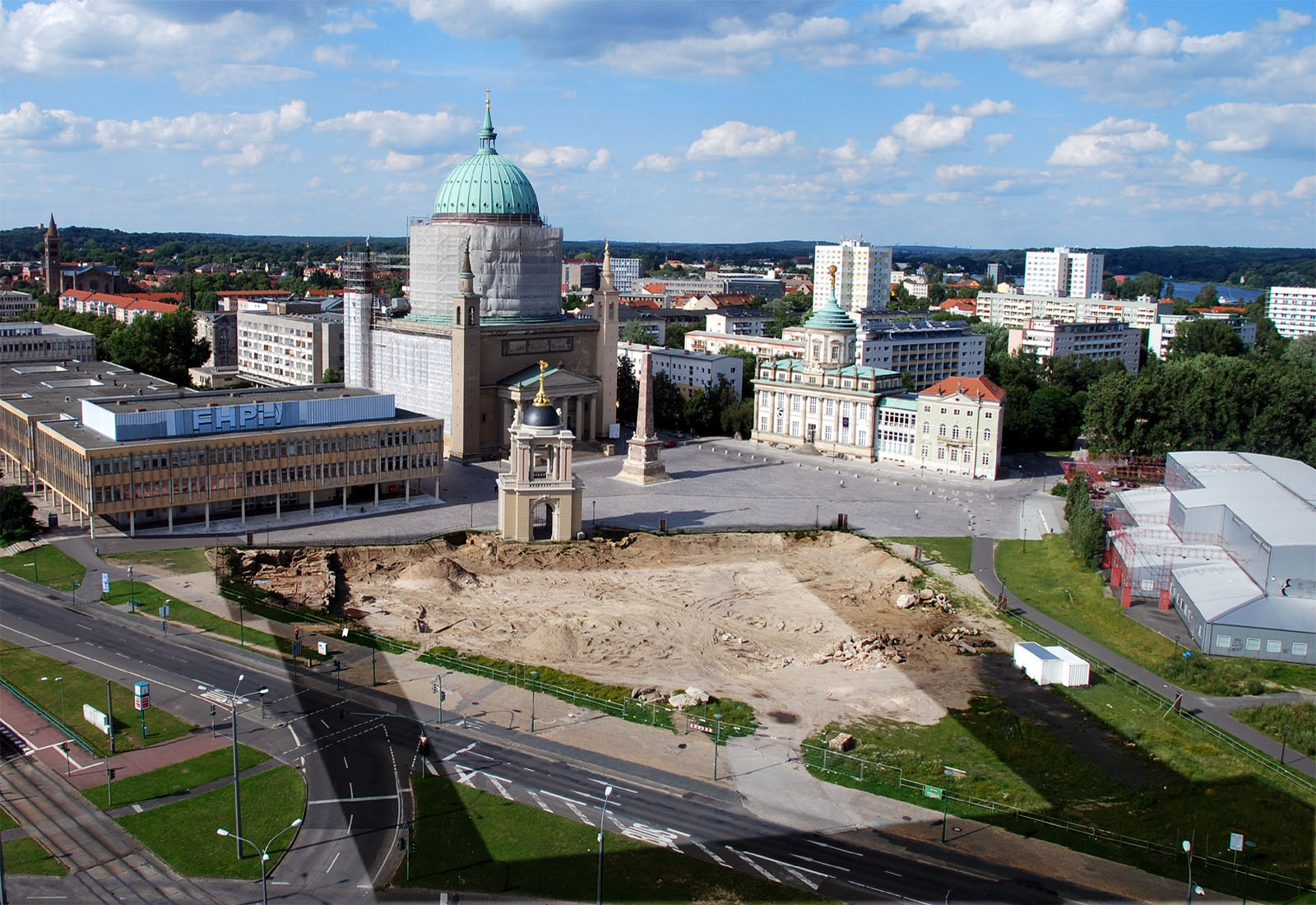
Grundrissdarstellung, 2007

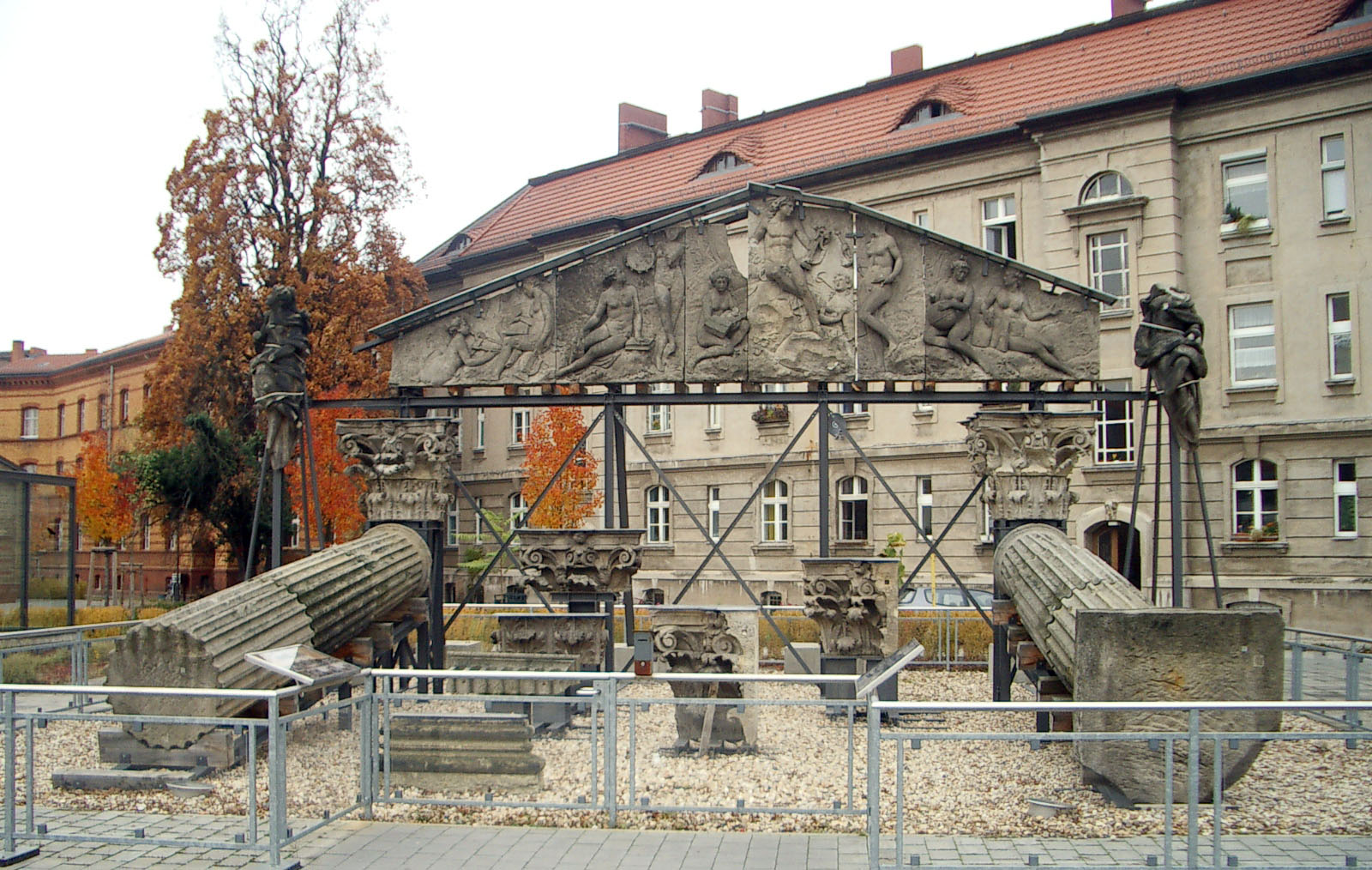
Fassadenreste, 2008

Als mit dem Abriss des Theaterneubaus im Jahr 1991 das Areal des Stadtschlosses wieder zu einer freien Rasenfläche wurde, begannen jahrelange Diskussionen um eine Wiederbelebung der Potsdamer Mitte. Nach den Erfahrungen der DDR-Zeit mehrten sich die Stimmen, die einen Wiederaufbau des Stadtschlosses befürworteten. Für sie kam als einzige Lösung in Betracht, die große Lücke im Stadtbild zwischen dem Alten Markt, der Langen Brücke und der Breiten Straße wieder angemessen zu schließen. Seit 1997 wurden die noch erhaltenen, 1960 geborgenen Architekturteile aus Sandstein (Säulen- und Pilasterstücke, Gesimse), von deren Zusammenhang sich die Kenntnis über die Jahre verloren hatte, nach archäologischen Methoden untersucht, vermessen und zeichnerisch wieder in ihren Zusammenhang gebracht. Es wurde gezeigt, dass insbesondere die Architektur der Kopfbauten zum Alten Markt noch weitgehend vorhanden ist, dass zudem die erhaltenen Stücke exemplarisch für die Fassaden nahezu des gesamten Schlosses stehen und damit eine gute Basis für die Rekonstruktion der ganzen Fassadengliederung bieten würden. Es mangelte jedoch zunächst an einem tragfähigen Konzept sowohl für die Nutzung, als auch für die Finanzierung des Gebäudes. Auch der Umgang mit der großen Straßenkreuzung vor dem Hotel Mercure bereitete Probleme. Da sie auf einem Teil des Schlosskomplexes errichtet worden war, musste man zunächst daran denken, sie zu verlegen, ehe mit einer vollständigen Rekonstruktion begonnen werden konnte. Bis zum Ende der neunziger Jahre kam es somit zwar zu einem Bekenntnis zum Stadtschloss und ersten ernsthaften Planungen; konkrete Maßnahmen zu dessen Wiederaufbau erfolgten jedoch noch nicht.
Einen Anstoß für die Realisierung stellte das Potsdam Project der Sommerakademie für junge Architekten des Londoner Architekturinstituts von Prinz Charles dar (The Prince of Wales’s Urban Design Task Force, Potsdam and Bornstedt 1996).
Der Berliner Rechtsanwalt Michael Schöne war von der Ödnis des Grundstücks betroffen und glaubte, dass Potsdam niemals funktionieren würde, bis sein Kern wiederhergestellt wäre. 1996 initiierte er mit dem Start eines Fonds den ersten Wiederaufbauversuch. Die Vision war, dass der neue Palast Galerien, Museen und Cafés oder Wohnungen und Büros im Obergeschoss beherbergen würde. Der Widerstand verschiedener Potsdamer Cliquen besiegte das Projekt und die gesammelten Gelder wurden den Spendern zurückgegeben.
Kurze Zeit später stimmte die PDS-Politikerin Birgit Müller, damals Vorsitzende des Stadtrates, dem Wiederaufbau des Hauptportals des Schlosses, des Fortunaportals, zu. Es war ein kleines Zeitfenster, da sich die PDS dem Wiederaufbau bald offiziell widersetzen würde. Die SPD unter Matthias Platzeck unterstützte auch Schöne. 1996 wurde der Stadtschlossverband mit Schöne als Vorsitzendem gegründet.
Den Stein ins Rollen brachte die Bundesgartenschau 2001 in Potsdam. Maßgeblichen Anteil daran hatten der Potsdamer Günther Jauch sowie weitere Sponsoren, die durch ihre Spenden das Fortunaportal originalgetreu wiederherstellen ließen. Das 2002 fertiggestellte Portal stellte eine wichtige Marke auf dem Weg zur kompletten Rekonstruktion des Stadtschlosses dar – das erste sichtbare Zeichen, dass die Wiederaufbaupläne nicht unrealistisch waren.
Daraufhin reiften weitere Ideen zur Nutzung des Stadtschlosses heran. Der Vorschlag, den brandenburgischen Landtag dort anzusiedeln, wurde im Folgenden deutlich befürwortet. Vorrangig stellte sich die Frage, ob der Landtag sein damals genutztes Gebäude, die alte Kriegsschule auf dem Brauhausberg sanieren oder einen Neubau anstreben solle. Der Fokus lag zuvor auf einem Neubau am Havelufer der Potsdamer Speicherstadt, nur wenig deutete damals auf einen Standort am Alten Markt für den Landtag hin. Unabhängig davon ließ die Stadt Potsdam, in der Hoffnung, auf Relikte aus der Gründungszeit der Stadt zu stoßen, den Grundriss des Schlosses erstmals seit dessen Abriss 1960 in archäologischen Grabungen systematisch untersuchen. Dies leistete einen wichtigen Beitrag zum besseren Verständnis der Stadtgeschichte.

### Beschluss, Planung und Finanzierung

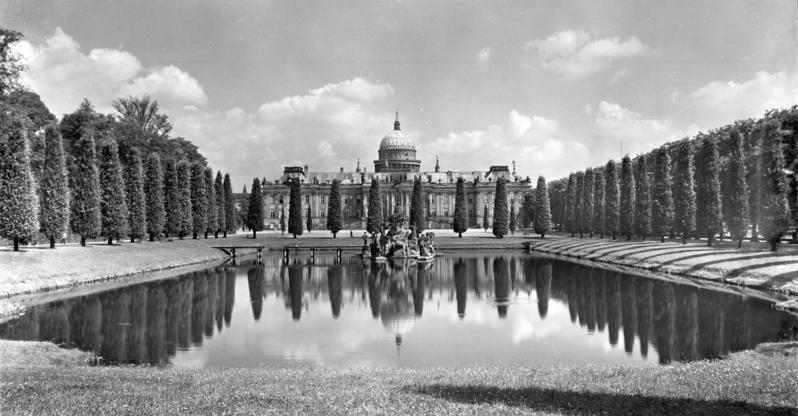
Blick vom Lustgarten zum Stadtschloss, vor 1945

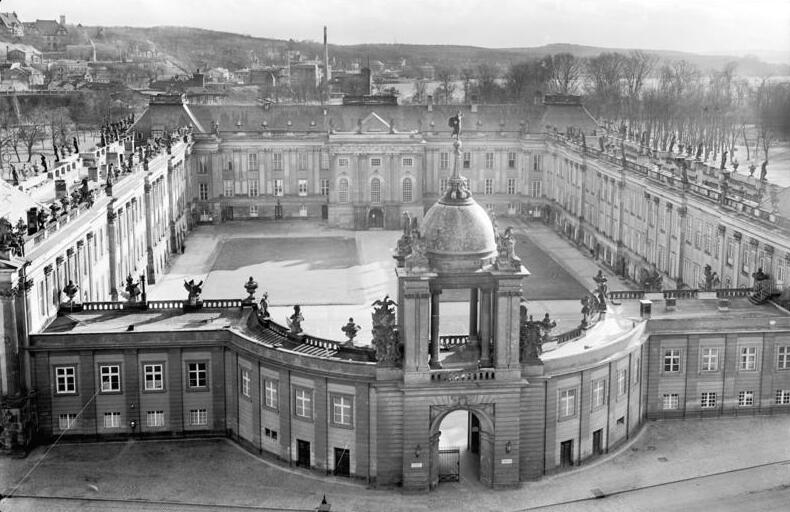
Blick von der Nikolaikirche zum Stadtschloss, vor 1945

In den folgenden Jahren wuchs der Druck im Landtag, zu einer Entscheidung bezüglich der Sanierung der maroden Kriegsschule zu kommen, oder den Landtag in die Potsdamer Stadtmitte zu verlegen. Am 20. Mai 2005 fiel schließlich die Entscheidung: Bis 2011 sollte ein neuer Landtag in den Um- und Aufrissen des historischen Potsdamer Stadtschlosses errichtet werden. Die Stadt Potsdam erhielt die Aufgabe, die nötigen Vorarbeiten durchzuführen und das Grundstück anschließend an das Land zu verkaufen. Über die Gestaltung des Gebäudes herrschte zunächst Unklarheit, lediglich ein Kostenrahmen von 80 Millionen Euro sollte eingehalten werden.
Als sich bei den Vorplanungen abzeichnete, dass das Land nur geringes Interesse an einer Wiederherstellung der historischen Form des Stadtschlosses (u. a. der Einhaltung des alten Grundrisses und der Fassaden) zeigte, drohte das Wiederaufbauprojekt zu scheitern. Auch die Potsdamer Stadtverordnetenversammlung hatte Probleme, zu klaren Entscheidungen bezüglich des Stadtschlosses zu kommen, da keine Koalitionsbindung zwischen den Parteien vorlag und mit wechselnden Mehrheiten gearbeitet werden musste. Die Abstimmung über die Auslegung des ersten Bebauungsplanes geriet zur Farce und scheiterte in zwei Anläufen. Sogar der bereits beschlossene Standort des neuen Landtages, der Alte Markt, wurde wieder in Frage gestellt. Als Ausweg zog man eine Bürgerbefragung in Betracht, die im November 2006 durchgeführt wurde. Ein Stimmungsbild sollte eingeholt werden, welcher der vorgeschlagenen drei Standorte der Richtige für den neuen Landtag sei. Weitere Meinungen (Nennung anderer Standorte) wurden zugelassen, spielten aber keine bedeutende Rolle. Eine relative Mehrheit (42,8 % gegenüber 28,5 % für den zweitplatzierten Vorschlag, 46,1 % der berechtigten Bürger beteiligten sich) der Befragten sprach sich für den Standort Alter Markt aus. Die Stadtpolitiker fühlten sich in ihrer Position bestärkt und beschlossen im dritten Anlauf den Bebauungsplan. Die Position der Stadt stand nun fest: Das Stadtschloss, in der Stadtmitte am Alten Markt, als zukünftiger Brandenburger Landtag, soll kommen. Damit konnten die Planungen zum Wiederaufbau in eine neue Phase eintreten. Mit dem Land Brandenburg musste nun weiter über die Finanzierung und die Gestaltung des Baus verhandelt werden.
Für den beschlossenen Neubau des Landtages nach Plänen von Peter Kulka hatte das Land Brandenburg zwar die Zuschüsse auf 110 Millionen Euro erhöht, die Gestaltung der Fassade und deren Finanzierung blieb jedoch weiterhin offen. Eine neu gegründete Bürgerinitiative kämpfte für die Wiederherstellung einer historischen Außenfassade am neuen Landtag, trotz der höheren Baukosten. Dies beeindruckte Hasso Plattner derart, dass er sich entschied, für diesen Zweck 20 Millionen Euro zu spenden. Damit wurde dem Wunsch vieler Potsdamer Bürger entsprochen und eine moderne Fassade verhindert. Bei der Rekonstruktion der Fassade sollen auch ca. 600 Fragmente der Originalsubstanz – zum Teil große Originalskulpturen, die von der Sprengung verschont geblieben waren – wieder integriert worden sein. Bemerkenswert ist hierbei auch der Wiederaufbau der fast vollständig erhaltenen Marktfassaden des westlichen und östlichen Seitenflügels sowie des historischen Treppenhauses im Südflügel. Von den ehemals 76 Attikaskulpturen blieben 17 als Figuren erhalten, von weiteren 18 gibt es Fragmente. Einige Skulpturen wurden auf dem Hauptgebäude der Humboldt-Universität zu Berlin aufgestellt. Im Inneren wurde das Bauwerk jedoch weitestgehend funktional, den Bedürfnissen als Parlamentsgebäude des Landtages Brandenburg mit Arbeitsplätzen für 150 Abgeordnete entsprechend, umgesetzt.

### Wiederaufbau als Landtagsgebäude

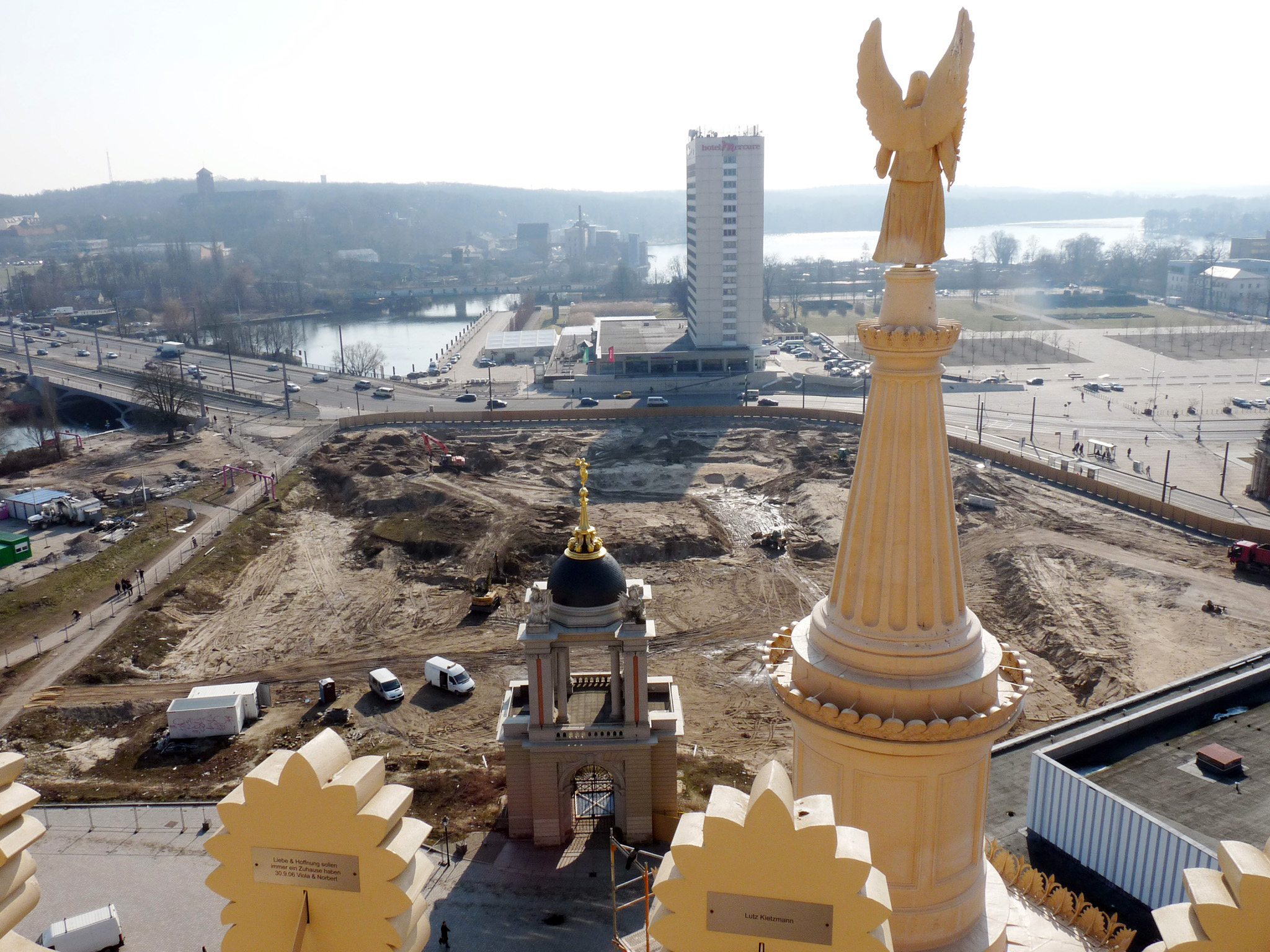
Baustelle des Landtagsschlosses mit Fortunaportal, 2010

Der erste Spatenstich zum Neubau erfolgte am 25. März 2010 unter anderen durch Ministerpräsident Matthias Platzeck und Oberbürgermeister Jann Jakobs, die Grundsteinlegung für des „Neue Stadtschloss“ folgte am 16. Februar 2011 – neben Ministerpräsident und Oberbürgermeister, diesmal auch im Beisein von Großspender Hasso Plattner, der im November 2011 mit einer Spende das originalgetreue Kupferdach, statt eines bis dahin geplanten Zinkdaches ermöglichte. Am 24. November 2011 wurde Richtfest gefeiert, die Eröffnung erfolgte am 21. Januar 2014 mit einer parlamentarischen Feierstunde, nachdem am vorangegangenen Wochenende der Landtagsneubau von rund 22.000 Besuchern besichtigt worden war.
Durch die Errichtung des neuen Landtagsgebäudes am Alten Markt, entworfen von Peter Kulka, konnte die Mitte der Stadt vervollständigt werden. Unter der Wiederverwendung erhaltener Elemente für die historische Fassade, kombiniert mit einem funktionalen Inneren, wurde aus dem Stadtschloss der preußischen Könige ein moderner Landtag. Dabei übernahm das wiedergeschaffene historische Treppenhaus („Knobelsdorfftreppenhaus“) in der Achse des Corps de Logis eine wichtige Vermittlerrolle. Es wurde in seiner historischen Geometrie und unter Verwendung noch original erhaltener Plastiken und Bauteile wiedererrichtet. Diese wurden an ihrer ursprünglichen Position wieder eingebaut. Die Anpassung des Schlossbaus an das erforderliche Volumen des Landtages wurde durch das Verschieben der hofseitigen Fassaden der Dreiflügelanlage unter weitestgehender Berücksichtigung der historischen Schlossfassade gewährleistet. So entstand ein Bauwerk im traditionellen Kleid mit einem modernen Innenleben.

### Historische Fassaden

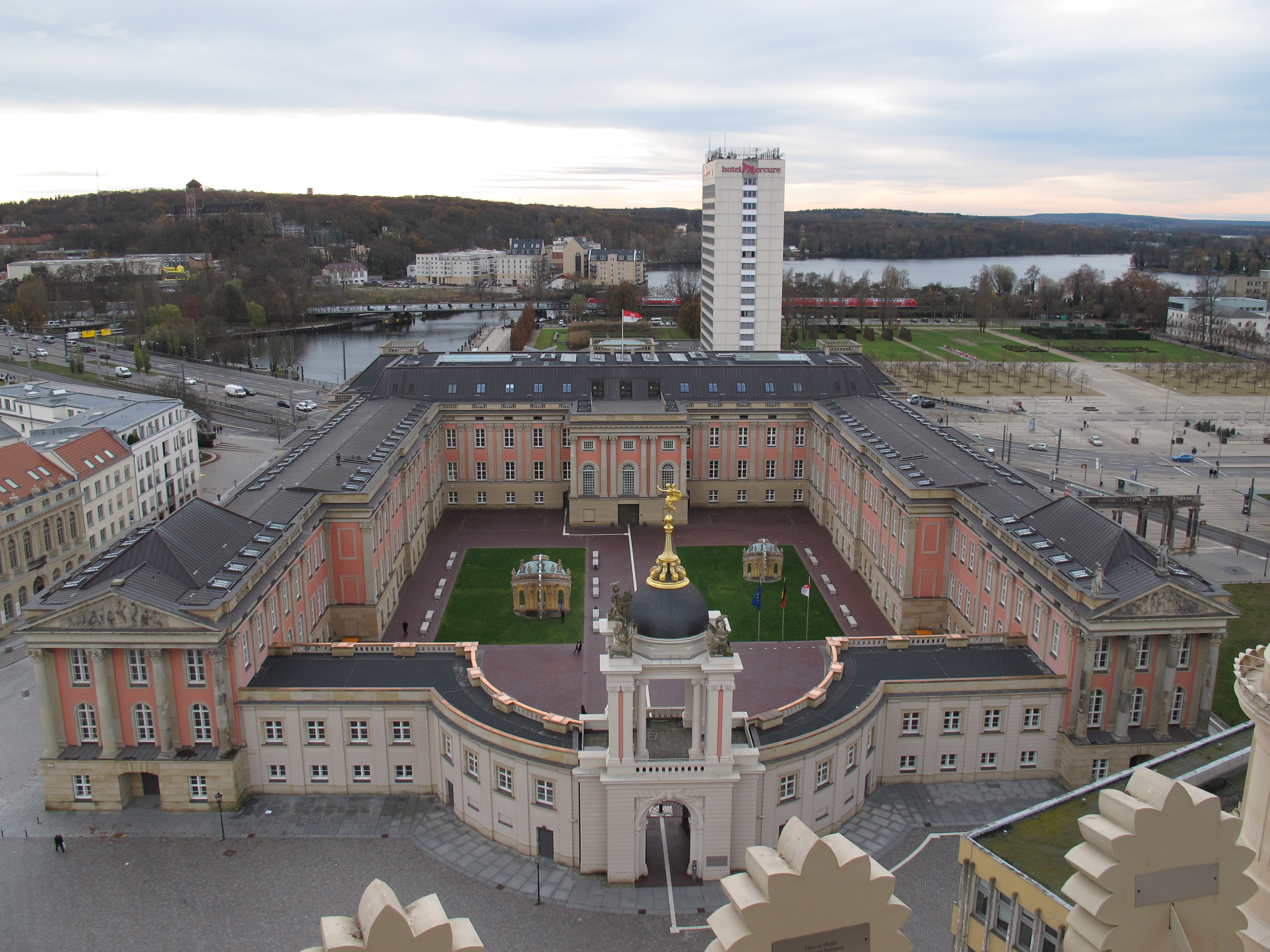
Blick von der Nikolaikirche zum Landtagsschloss, 2016

Die außenseitigen Fassaden und alle Fassaden der Kopfbauten am Alten Markt wurden rekonstruiert, d. h. nach Maßgaben historischer Pläne, Aufmaße und Fotos wiederhergestellt. Die äußere Schale der Außenwand wurde als Vollziegelmauerwerk hergestellt und verputzt. Die ursprünglich aus verschiedenen Sandsteinvarietäten hergestellten Bauteile, wie Gesimse und Pilaster, wurden ebenfalls rekonstruiert, wobei die Oberflächen von Hand bearbeitet wurden. Die Fenster wurden den historischen Vorbildern entsprechend als Holzfenster mit echten Sprossen ausgebildet; auch die Gestaltung von Geländern orientierte sich an historischen Fotos und Abbildungen. Noch vorhandene historische Bauteile und Steinfragmente wurden, soweit technisch möglich, an ihren originalen Positionen wieder eingebaut. Dabei wurden die Oberflächen einschließlich historischer Befunde, wie beispielsweise Bearbeitungs- und Verwitterungsspuren, erhalten. Auch die einst von Hofbildhauer Johann Gottlieb Heymüller geschaffenen Attikafiguren werden seit 2016 nach deren Restaurierung wieder auf den Gesimsen des Schlosses replatziert. Nach zweijähriger Pause kam am 13. September 2018 eine dritte Figur, in diesem Fall die vollständig neu geschaffene Figur des Marcus Manlius Capitolinus (Jüngling mit der kapitolinischen Gans), hinzu. Die Restitution existierender Figuren, die sich in Obhut der Berliner Humboldt-Universität befinden, steht noch aus.
Die außenseitigen Fassaden sowie die Fassaden der Kopfbauten am Alten Markt wurden material- und werkgerecht zum historischen Vorbild wiederaufgebaut, indem historisch überlieferte Materialien und handwerkliche Techniken der Oberflächenbearbeitung eingesetzt wurden. Die hofseitigen Fassaden wurden ebenfalls weitestgehend nach historischem Vorbild wiedererrichtet. Durch den Einbau von Kastenfenstern, deren äußere Schale als Holzfenster ausgebildet wurde, erfolgte auch hier eine Anpassung an das historische Vorbild. Die innere Schale der Fenster übernimmt die Funktionen des Schall- und Wärmeschutzes. Zirkulierende Luft zwischen beiden Schalen ermöglicht eine natürliche Belüftung der Räume. Oberlichter und Gesimsfenster folgen in Größe und Rhythmus der übrigen Fassade.
Die Sandsteine der Fassade wurden wie beim ehemaligen Stadtschloss aus sächsischen Steinbrüchen gewonnen. Der Rotockerton der Putzflächen orientiert sich an der für Bauten des 18. Jh. in Potsdam typischen Farbgebung. Eine Musterfassade diente zur abschließenden Klärung des Erscheinungsbildes von Materialien, Farben und Oberflächenbearbeitungen sowie der Durchführung von Untersuchungen.

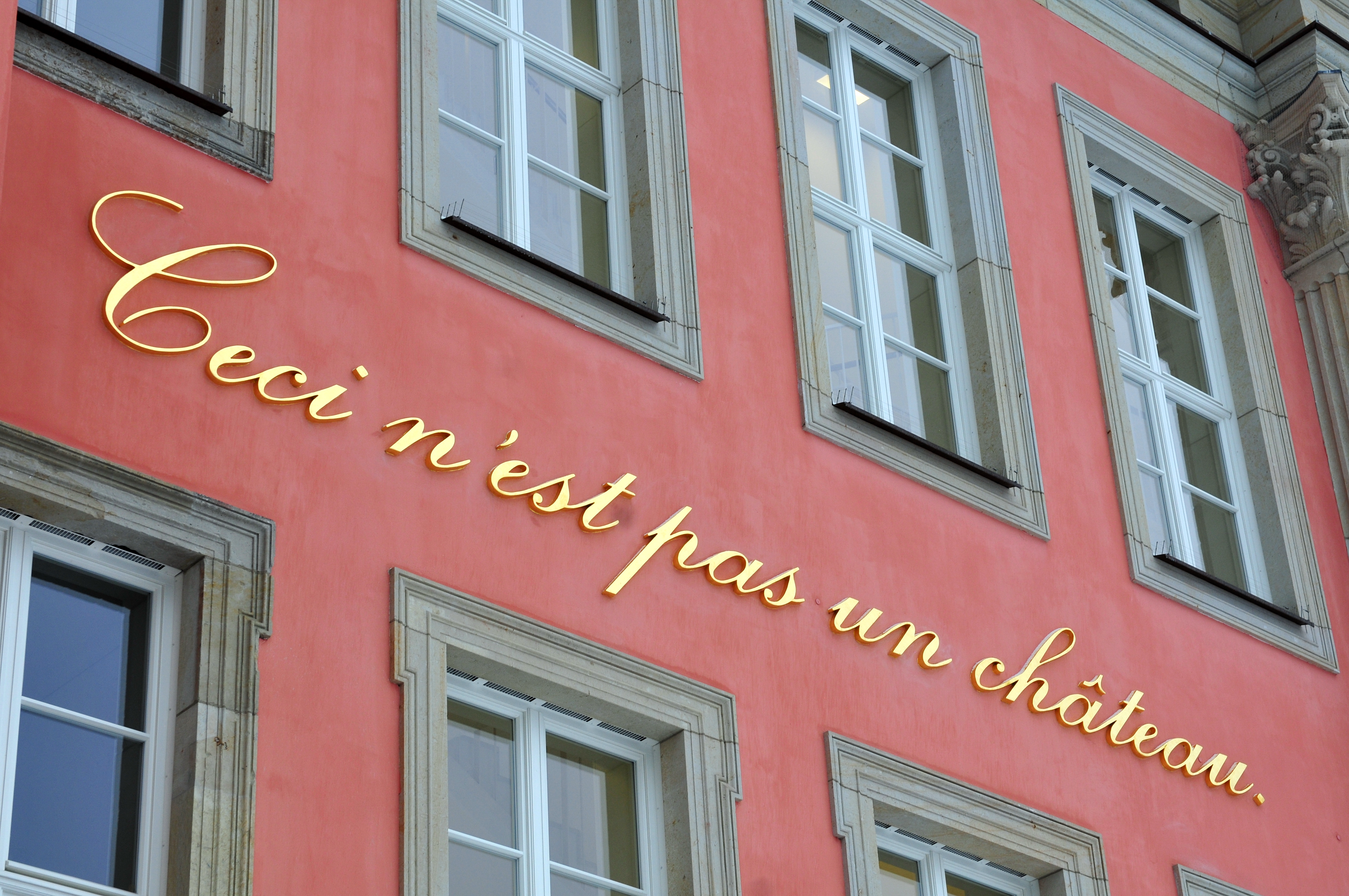
Inschrift an der rekonstruierten Fassade

Einen modernen Landtag hinter der äußeren Fassade des Knobelsdorff’schen Schlosses anzuordnen, setzte eine Veränderung des historischen Gebäudevolumens voraus. Insbesondere das Herzstück eines Parlamentsgebäudes, der Plenarsaal, und die Räume der Abgeordneten und der Mitarbeiter des Landtages wären in der ursprünglichen Gebäudekontur nicht umsetzbar gewesen. Um die Rekonstruktion der äußeren Fassaden zu ermöglichen, war es daher notwendig, den Südflügel und die Seitenflügel der dreiflügligen Anlage in größerer Tiefe als beim historischen Vorbild auszuführen. Dies führte zu einer Verkleinerung des Innenhofes, der durch das Fortunaportal frei zugänglich ist, wobei dessen Proportionen weitgehend erhalten blieben.
An der Westfassade des Neubaus ist der Schriftzug Ceci n’est pas un château. (frz. für „Dies ist kein Schloss.“) angebracht, offenbar eine Referenz auf das Gemälde La trahison des images des belgischen Malers René Magritte und ein Hinweis auf die vom Originalbau abweichende Funktion des neuen Bauwerks als Parlamentsgebäude.
An der Südostecke des Stadtschlosses befinden sich das bronzene Otto-Braun-Denkmal, welches an den letzten demokratischen Ministerpräsidenten des Freistaats Preußen erinnert, und die berühmte Bittschriftenlinde, wo einst Friedrich der Große regelmäßig Suppliken seiner Untertanen entgegennahm.

### Moderne Innenräume

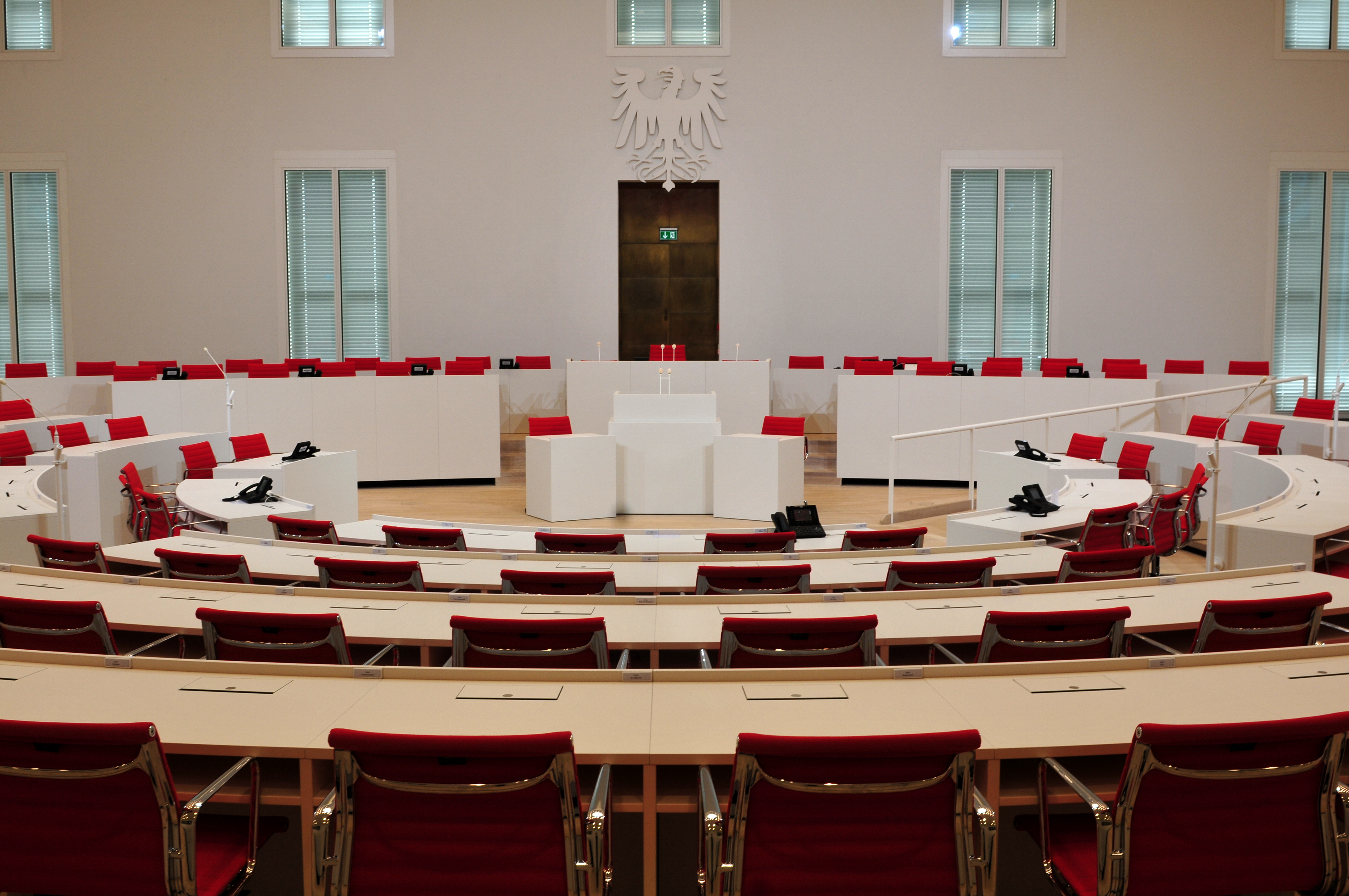
Plenarsaal im Stadtschloss, 2014

Der Weg vom Alten Markt führt durch das Fortunaportal hindurch in den Schlosshof, der als ein von der Allgemeinheit betretbarer Raum zum offenen Bürgerforum wird. Wege und Rasenflächen orientieren sich an der Erscheinung des überlieferten Innenhofes. Der ehemalige repräsentative Mittelflügel mit dem berühmten Gartensaal verwandelt sich in den öffentlichen Bereich des Parlaments. Das in der Achse des Südflügels gelegene Knobelsdorff’sche Treppenhaus wird zum Hauptzugang des Parlaments. Über diesen Zugang erreicht man das Landtagsfoyer im Erdgeschoss mit Informationstresen und Garderoben, Pressebereich, Cafeteria und einem Ausstellungsbereich. Von hier aus gelangen die Besucher des Landtages in einen Vortragssaal, in dem über die parlamentarische Arbeit informiert wird. Im Erdgeschoss befinden sich neben dem Empfangsbereich auch Büros der Landtagsverwaltung sowie die Räume des Petitionsausschusses. Vom Foyer aus verteilen sich Abgeordnete und Besucher auf die neu geschaffenen repräsentativen Aufgänge zum Plenarbereich – einen öffentlichen und einen internen Aufgang. In den Seitenflügeln des Gebäudes befinden sich in allen Obergeschossen die Fraktionsbereiche mit den zugehörigen kleinen und großen Sitzungssälen. Diese sind je nach Fraktionsgrößen in ihrer Nutzung flexibel. Durch ihre Positionierung an den Schnittstellen zwischen Seitenflügeln und Südflügel flankieren die Sitzungssäle den Plenarsaal und verknüpfen ihn mit den Bürobereichen der einzelnen Fraktionen.
Zu besonderen Anlässen, bei Empfängen und beispielsweise an Tagen der offenen Tür, dient das rekonstruierte Treppenhaus Knobelsdorffs als Zugang zur „Beletage“ mit dem Plenarsaal. Im 1. Obergeschoss befinden sich auch die Räumlichkeiten des Landtagspräsidenten und des Landtagsdirektors mit dem zugehörigen Sitzungssaal. Presse und Besucher werden eine Ebene darüber im 2. Obergeschoss zur Besuchertribüne und zu den Presseemporen geleitet. Im 2. Obergeschoss befinden sich auch der Arbeitsbereich der Pressevertreter sowie die Räume des Ministerpräsidenten. Im 4. Obergeschoss befinden sich die Landtagsbibliothek und das Restaurant mit separaten Bereichen für die Besucher und für die Abgeordneten. Dem Restaurant vorgelagert ist eine Dachterrasse mit Blick über den Innenhof, das Fortunaportal und den Marmorobelisken zur Nikolaikirche.
Die im Plenarsaal dominierenden Farben Weiß, Silber und Rot sind von den Landesfarben Brandenburgs abgeleitet. Der Saal fügt sich als heller Innenraum in die Gebäudestruktur ein und macht durch den Materialwechsel zwischen dem weißen Putz der historischen Fassaden und den Akustikwänden aus hellem, lasiertem Holz den Übergang zwischen historisch wiedererrichteter Fassade und modernem Inneren erkennbar. Zur natürlichen Belichtung des Plenarsaals ist eine Lichtkuppel in den historischen mittleren Pavillon eingefügt. Neben der zentrale Zuschauertribüne liegen beidseitig Presse- und Fernsehübertragungsemporen.

## Wiederherstellung des Bauschmucks

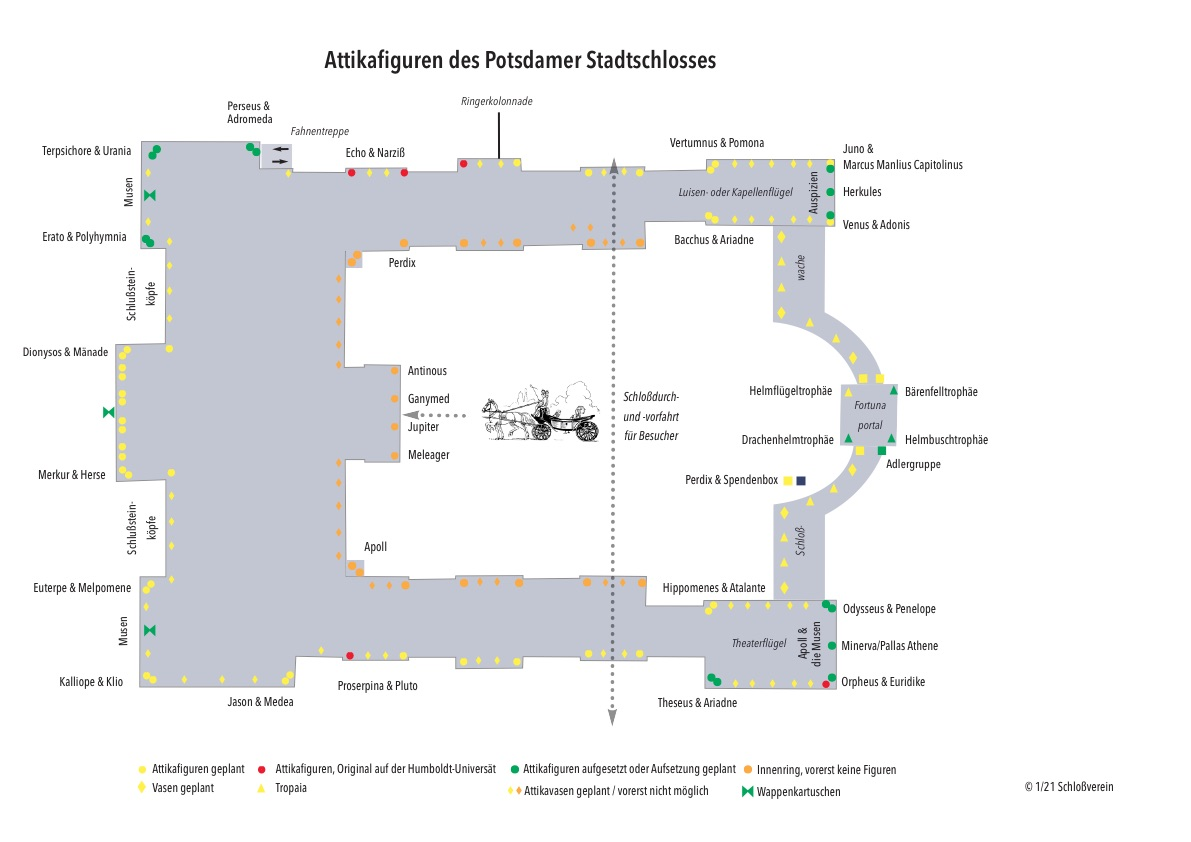
Übersichtsplan des Skulpturenprogramms

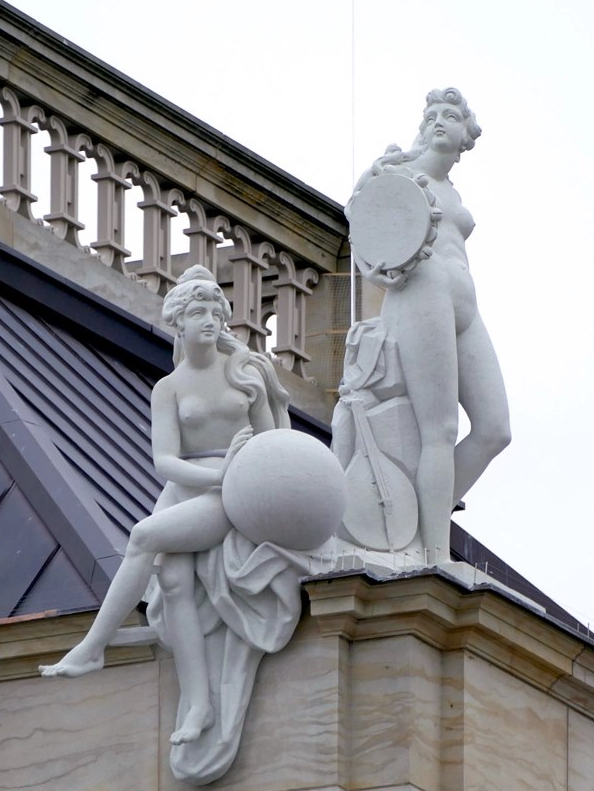
Wiederhergestellte Attikaskulpturen Urania und Terpsichore, 2021

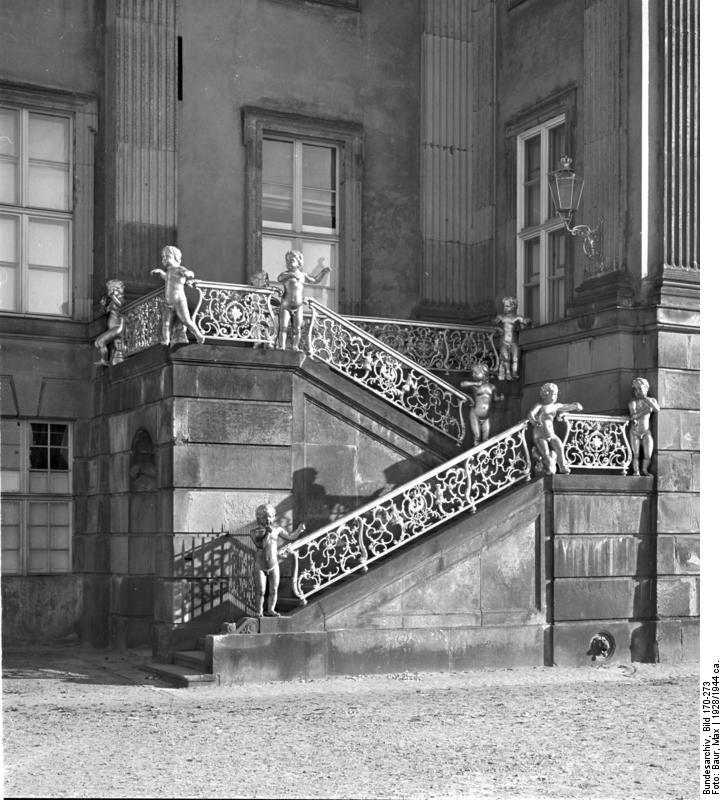
Fahnentreppe an der Westfassade, vor 1945

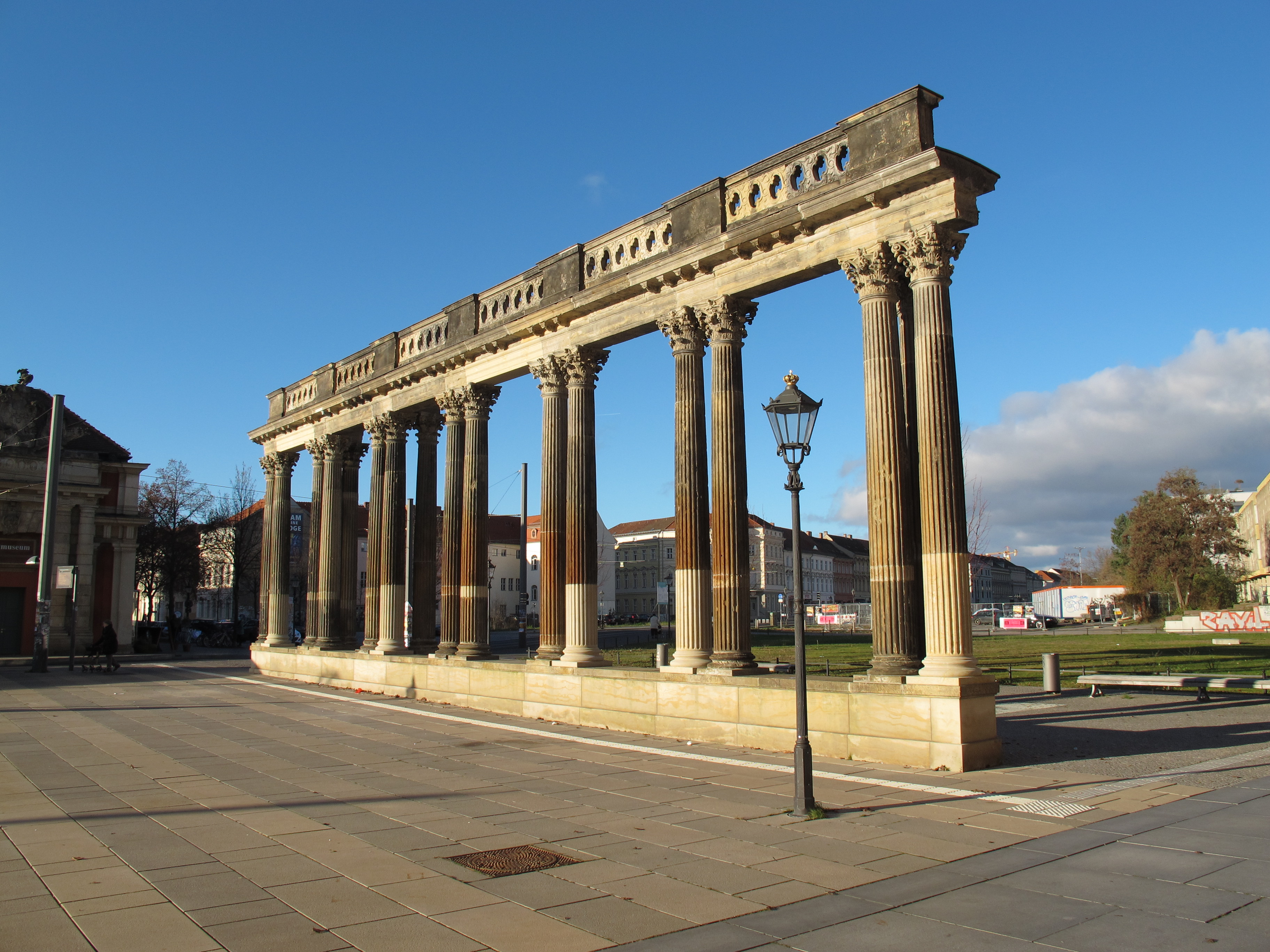
Wiederhergestellte Ringerkolonnade, 2016

### Attikaskulpturen
Das Gebäude des Potsdamer Stadtschlosses war außen und innen mit einem mannigfaltigen Figurenprogramm geschmückt. Neben dem mit Wetterfahne, Adlergruppen und Trophäen verzierten Fortunaportal standen auf der Attika des Schlosses 76 überlebensgroße Attikafiguren aus Sandstein, die thematisch ganz überwiegend aus der griechisch-römischen Mythologie der dichterischen Erzählung „Metamorphosen“ des Publius Ovidus Naso, gen. Ovid, entlehnt sind. Diese sind zum großen Teil als Pärchen konzipiert und zwischen 1744 und 1752 entstanden.
Ungewöhnlich, auch für das Rokoko, ist die völlige Nacktheit fast aller Figuren, die auf den Einfluss des jungen König Friedrich II zurückzuführen ist. Schon beim Neuen Palais im Park Sanssouci ist der Figurenschmuck wieder züchtig verhüllt. Außergewöhnlich sind auch die lagerndern weiblichen Figuren an der Kante des Daches, die motivisch ihre Vorbilder im Marmorhof des Schlosses Versailles haben jedoch in der spielerischen Ausprägung in Potsdam auf eine Idee Friedrichs zurückgehen, die dieser erstmals 1744 bei einer Figurengruppe durch den Modelleur Johann Joachim Kändler der Porzellanmanufaktur Meißen bestellt hatte.
Den Theaterflügel schmückte die Figur der Minerva, den Kapellenflügel die Bekrönungsfigur des Herkules, beide Motive kehren in den Schlusssteinköpfen des Fortunaportals wieder. Minerva ist hier vorwiegend als Göttin der Künste zu sehen, Herkules für die physische Stärke. Diese Ikonographie kommt auch bei weiteren preußischen Bauten vor, z. B. dem Berliner Tor in Wesel. Den Haupteingang des Knobelsdorff-Treppenhauses schmückten als eine Art Begrüßungskomitee (v. l. n. r.) der große Jäger Meleager, Göttervater Jupiter, der göttliche Mundschenk Ganymed und der Geliebte Kaiser Hadrians, Antinous.
Der Figurenschmuck ist ganz überwiegend beim britischen Bombenangriff auf die Potsdamer Altstadt vom 14. April 1945 und der Sprengung des ausgebrannten Schlosses im Jahr 1960 zerstört oder verloren gegangen. Nur wenige Stücke wurden durch Mitarbeiter der Schlösserverwaltung gerettet und in den Werkstätten in Potsdam-Sanssouci magaziniert. Einige wenige Teile wurden 1999 bei der Abtragung des Thälmannstadions im Lustgarten, deren Tribünen z. T. aus Schutt des Stadtschlosses bestand, wiederentdeckt.
In den ersten Plänen zur Errichtung des Brandenburgischen Landtages mit der Fassade des Potsdamer Stadtschlosses war die vollständige Wiederherstellung des Skulpturenschmucks enthalten, die durch die 20-Millionen-Euro-Spende von Hasso Plattner finanziert werden sollte. Tatsächlich sind mit dieser Spende allerdings nur die Bildwerke der marktseitigen Reliefs der Tympana restauriert und an der Südseite die sogenannten Charakterköpfe in den Rundbögen der Fenster sowie die drei Wappenkartuschen des Königreichs Preußen, der Mark Brandenburg und Schlesiens wiederhergestellt worden.
2009 entschied die Brandenburgische Landesregierung, dass der Neubau des Landtages vom Dresdner Architekten Peter Kulka errichtet werden soll, der sich gegen Attikafiguren auf dem Dach aussprach und erst nach öffentlichen Diskussionen zu einer urheberrechtlichen Zustimmung zur Wiederaufstellung bewegt werden konnte. Durch nachfolgende Plenarbeschlüsse des Landtages wurde es möglich, dass 56 der 76 Figuren sowie 56 Attikavasen wiederkehren dürfen, allerdings ausschließlich mit privaten Spenden. Die Kunstkommission des Landtags entschied sich stattdessen für zwei zeitgenössische künstlerische Arbeiten im Hof und an der Westseite des Schlosses.
Seit 2005 sammelt der Verein Potsdamer Stadtschloss e. V. Spenden zur Wiederherstellung des Skulpturenschmuckes, darunter von bekannten Prominenten wie Günther Jauch. 2019 hat Hasso Plattner nochmals eine Großspende von einer Million Euro für die Skulpturen getätigt. Insgesamt konnten durch dieses private Engagement 15 Figuren, zwei Trophäengruppen und die Finanzierung für die Wiedergewinnung der Fahnentreppe gewonnen werden – zusammen rund zwei Millionen Euro. Zur Vervollständigung des Schmuckes sind noch etwa fünf weitere Millionen notwendig.

### Fahnentreppe
An der westlichen Stirnseite des dem Lustgarten zugewandten Schloßhauptflügels befindet sich die Fahnentreppe oder Engeltreppe, eine Freitreppe mit zwei Absätzen, die ins erste Obergeschoss zur einstigen königlichen Privatwohnung Friedrichs II. führte und dabei mit ihrem 1752 von Johann Melchior Kambly geschaffenen bronzenen Kunstgeländer bis 1945 ein beliebtes Fotomotiv abgab. Dieses Geländer wurde als Nachguss, samt einstigem Zierrat aus Putten, Ornamenten und Abzeichen, die teils als Originalstücke erhalten sind, teils neu angefertigt. Durch private Spender konnten die Mittel für die Rekonstruktion gewonnen werden. Die insgesamt neun Putten wurden in der Werkstatt von Andreas Hoferick geschaffen. Die Treppe ist daher auch als Puttentreppe und als Engelstreppe bekannt. Nach dem Wiederaufbau des Gebäudes stellt sie allerdings keinen Zugang mehr dar, sondern endet an ihrem oberen Abschluss vor dem Fenster eines Büroraums. Die Einweihung der neuen Fahnentreppe fand am 11. September 2022 statt.

### Ringerkolonnade
Am Steubenplatz war der Marstall durch die Ringerkolonnade mit dem Westflügel des Stadtschlosses ursprünglich vollständig verbunden, auf der Seite des Marstalls fehlt heute jedoch eine Hälfte zugunsten der dort verkehrenden Straßenbahnlinie. Diese 1745/46 nach einem Entwurf von Georg Wenzeslaus von Knobelsdorff errichtete Kolonnade bestand aus 14 Säulenpaaren und bildete die Abgrenzung des Lustgartens zur Stadt. Ihren Namen erhielt die Kolonnade durch die von den Bildhauern Johann August Nahl, Friedrich Christian Glume und Georg Franz Ebenhech geschaffenen Skulpturen zwischen den Säulenpaaren. Die insgesamt 12 Bildwerke stellten sechs Gruppen Ringer, fünf Fechter und einen Schleuderer dar. Die Ringerkolonnade ist am 14. April 1945 beim britischen Bombenangriff auf Potsdam auf ungefähr der Hälfte ihrer Länge zerstört worden. Der erhaltene Teil wurde nach dem einstigen Abriss der Stadtschlossruine einige hundert Meter vom ursprünglichen Standort versetzt, am Rand des Neuen Lustgartens neben dem Neptunbecken in der Nähe der Anlegestelle der Weißen Flotte und des Hotel-Hochhauses, wieder aufgestellt. Dieser stark restaurierungsbedürftige restliche Teil besteht aus sieben Säulenpaaren mit zwei Ringergruppen, einem Fechter und dem Schleuderer.
Nach ihrer Restaurierung stehen seit April 2016 die Säulenpaare, die ursprünglich an den Marstall grenzten, wieder am Originalstandort zwischen Schloss und Marstall, jedoch an der Stelle der fehlenden, an das Schloss angrenzenden Hälfte. Die vollständige und originalgetreue Wiederherstellung der Kolonnade ist allerdings durch die mittlerweile dort verlaufende Straßenbahntrasse nicht mehr möglich. Der erhalten gebliebene Skulpturenschmuck ist derzeit größtenteils eingelagert. Im April 2019 kehrten zwei Putten und eine Vase auf die Kolonnaden zurück, die übrigen Figuren warten weiterhin auf eine Restaurierung.

## DVD
- Aviv Pictures: Das Potsdamer Stadtschloss. Dokumentarfilm, Regie: Joachim Castan, Margarete Kreuzer. Produzent: Michel Morales, Co-Produktion RBB und Aviv Pictures, Berlin-München 2010.